# Le Figaro
Pour les articles homonymes, voir Figaro (homonymie).
Le Figaro est un journal quotidien de la presse nationale française publié à Paris.
Il est fondé en tant que journal littéraire et satirique en 1826, ce qui fait de lui l'un des plus anciens périodiques de la presse française encore publié.
Depuis la Libération, sa ligne éditoriale est issue des trois grandes familles de la droite (gaulliste, libérale et conservatrice) selon le spectre politique habituellement utilisé. Principalement lu par des sympathisants de droite ou de centre droit, il est en 2023 le deuxième titre de la presse nationale française, avec une diffusion payée de 354 665 exemplaires.
Positionné comme un journal de référence et souvent considéré comme tel, Le Figaro est édité par la Société du Figaro — elle-même détenue par le groupe Dassault depuis 2004.

## Présentation
Le titre du périodique provient du personnage de Figaro inventé par Beaumarchais, héros du Barbier de Séville, du Mariage de Figaro et de la Mère coupable.

### Devise figurant à la une
Depuis 1957[réf. nécessaire], cette citation figure en dessous du titre du journal :

« Sans la liberté de blâmer, il n'est point d'éloge flatteur. »

— Beaumarchais, Le Mariage de Figaro
À partir du 1er octobre 1944, la devise était « Les gens qui ne veulent rien faire de rien, n'avancent rien, et ne sont bons à rien », extraite également du Mariage de Figaro.
D'avril 1854 au 16 novembre 1866, la devise inscrite au dessus du titre était : « Loué par ceux-ci, blâmé par ceux-là, me moquant des sots, bravant les méchants, je me presse de rire de tout… de peur d'être obligé d'en pleurer… », extraite cette fois du Barbier de Séville. Elle est reprise à l'identique mais sous le titre à partir du 25 janvier 1902 jusqu'au 24 novembre 1942, signée « Beaumarchais ».
En 1826, une devise, discrète, était inscrite en bas et à droite du titre : « La vérité, quand même… ».

### Ligne éditoriale
Le Figaro, d'après son directeur, se considère comme un journal de droite et de centre droit. Le journal est le point de jonction de plusieurs grands courants d'idées ancrés à droite ou au centre droit. Il s'agit principalement du libéralisme classique ou l'éclectisme libéral jumelé avec un conservatisme social. Il est aussi souvent classé comme gardien de l’éclectisme culturel de la droite française par ses oppositions à la Commune de Paris, au communisme, ou par ses sympathies gaullistes, ou encore par son attachement au système républicain. L'un des slogans de sa campagne publicitaire de 2005 était « en matière d'économie nous sommes pour le libre-échange. En matière d'idées aussi ».
En février 2012, un texte de la Société des journalistes du Figaro dénonce la ligne éditoriale de son journal, qu'elle considère comme étant un soutien important aux différents gouvernements de droite qui se sont succédé dans les années 2000,,.
En mars 2013, son directeur général, Alexis Brézet, définit ainsi l’esprit du quotidien qu’il dirige : « libéral mais pas dogmatique, conservateur mais pas passéiste, européen mais pas eurobéat, attaché à défendre la culture française mais ouvert sur le monde » tout en se réclamant d’une « indépendance d'esprit ».
Sous Alexis Brézet, la ligne éditoriale est décrite[Par qui ?] comme de plus en plus à droite, voire se rapprochant de l'extrême droite,,. Alors qu'une partie de la rédaction entretien des liens avec ce courant politique, une autre partie de la rédaction s'inquiète de l'extrême-droitisation de leur journal, notamment après la publication en 2024 d'un billet du directeur des rédactions, interprété comme un appel à l'union des droites, alliant LR et le RN,.

### Identité visuelle

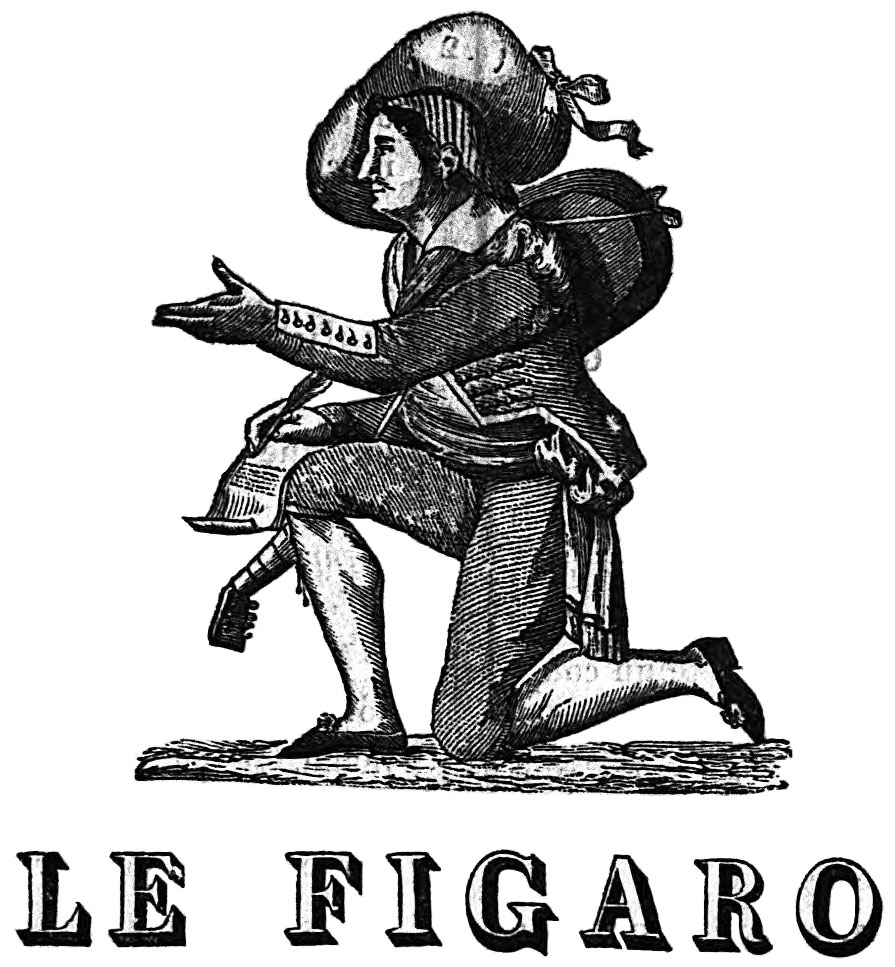
Premier logo du Figaro (1826).
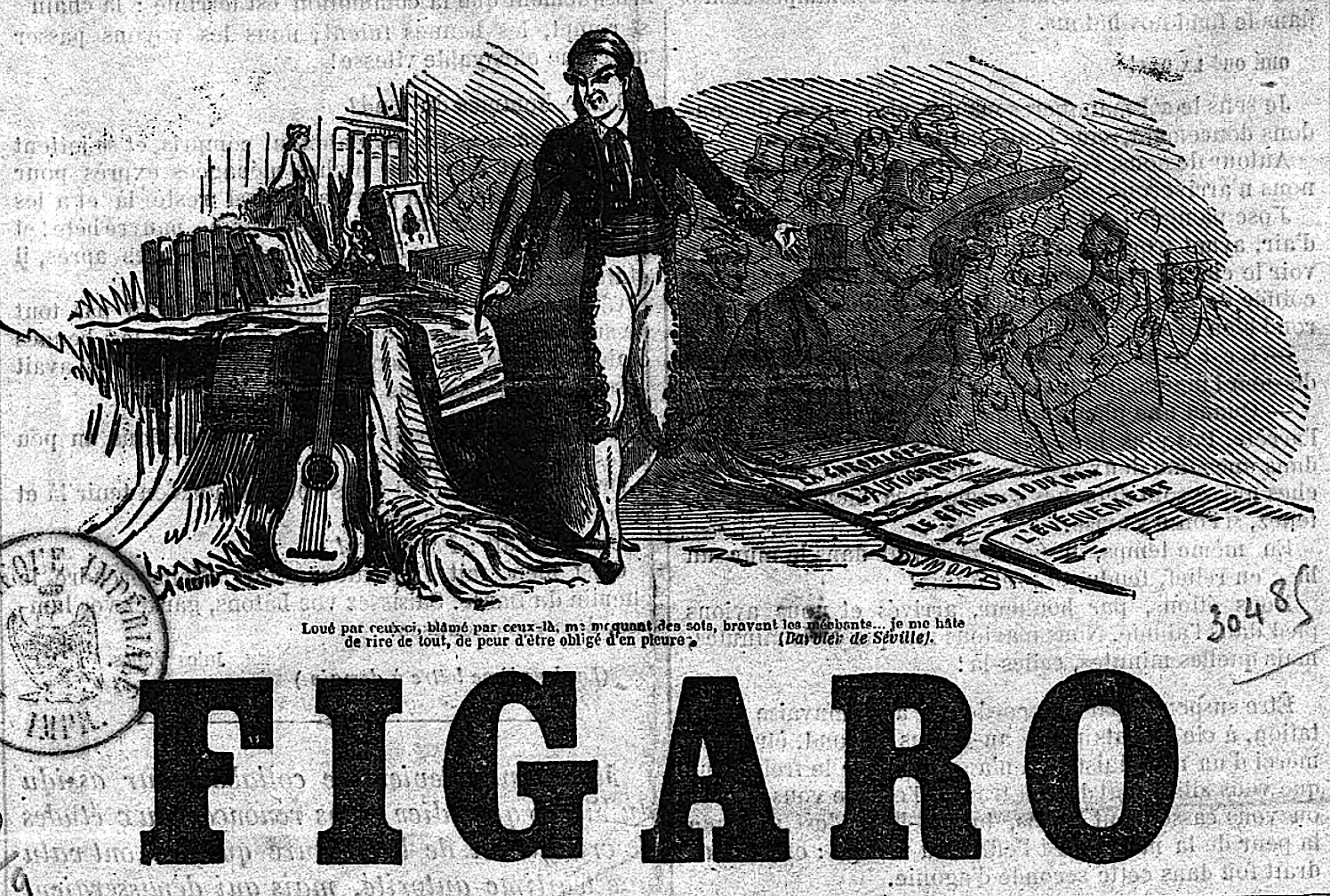
Logotype de l'hebdomadaire de 1854 à 1866.
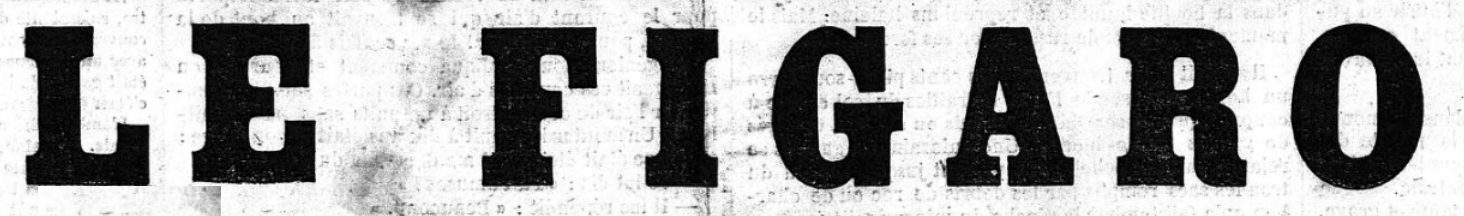
Logotype à partir du 17 novembre 1866.
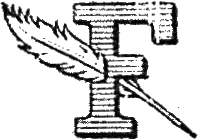
Logo utilisé pour les éditoriaux dans les années 1920.

Logo jusqu'en 1999.
Logo de 1999 à 2005.
Logo de 2005 à 2009.
Logo de 2009 à 2019.

Logo de 2019 à 2022.
Logo depuis 2022.

## Histoire du journal
Aîné de la presse française avec la Revue des Deux Mondes, Le Figaro fait partie des plus vieux journaux du monde. Il naît en 1826 sous la forme d’un petit hebdomadaire satirique, devient quotidien en 1866 sous l’impulsion d’Hippolyte de Villemessant, et connaît son âge d'or à la Belle Époque ; des chroniques littéraires aux petites annonces, la bourgeoisie française et l'aristocratie étrangère se reconnaissent dans Le Figaro comme les milieux populaires se retrouvent dans les colonnes des « quatre grands » de l’époque (République du Croissant). En 1944, Le Figaro est ramené vers le libéralisme modéré de la droite classique par la reprise en main de Pierre Brisson qui fait du Figaro un journal triomphant de la Libération. La prospérité de la « maison Figaro » accompagne celle des Trente Glorieuses : le Figaro reste le journal qui a choyé de « grandes plumes ».

### PremierFigaro: un journal satirique atypique (1826-1854)

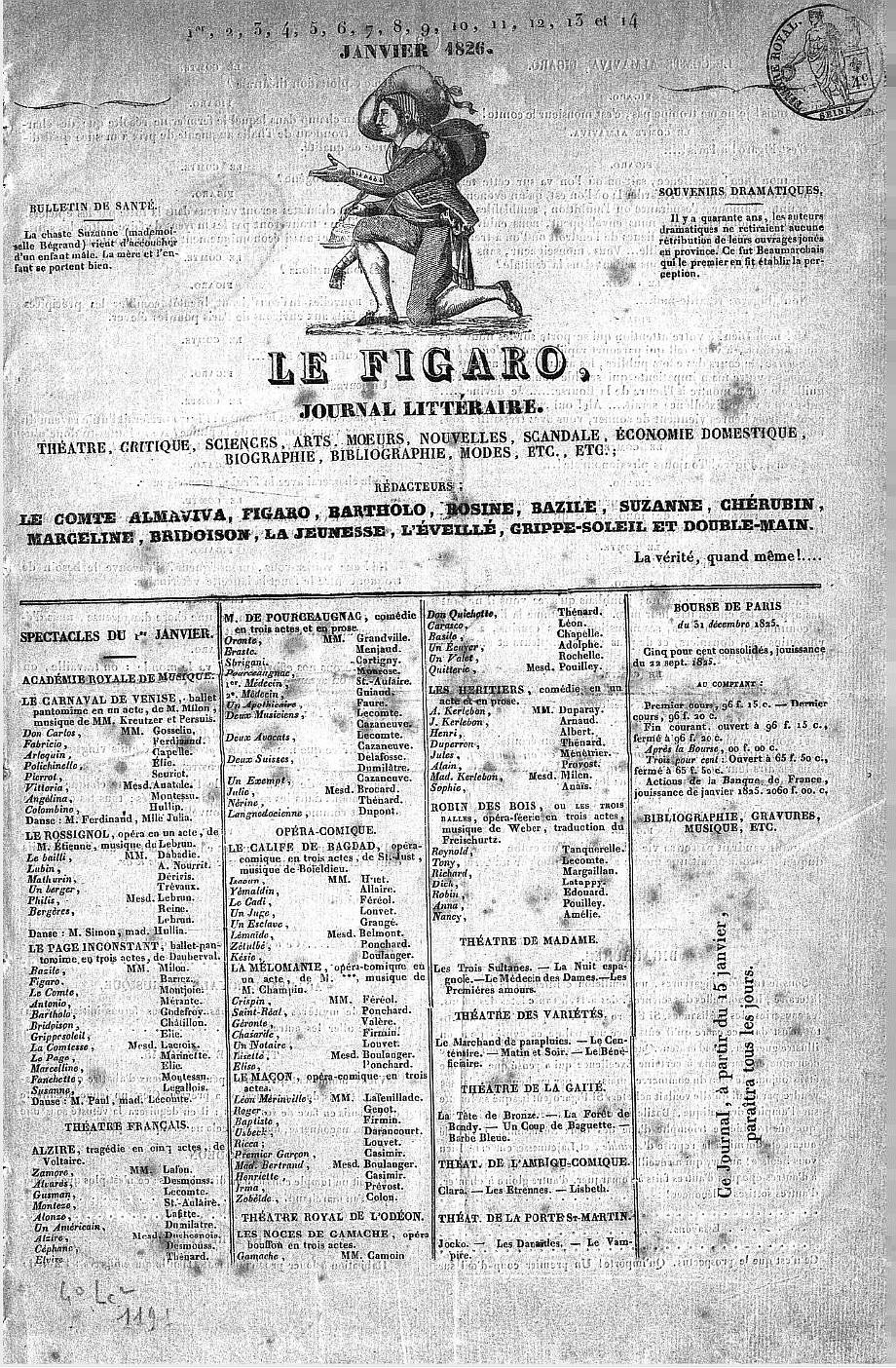
Premier numéro, daté des « 1er à 14 » janvier 1826.

Le 15 janvier 1826, sous la Restauration, paraît Le Figaro, un hebdomadaire satirique à Paris, sous l'impulsion d'un chansonnier, Maurice Alhoy, ainsi que d'un écrivain et homme politique, Étienne Arago. Le « journal satirique, spirituel et batailleur » est baptisé du nom d'un personnage de Beaumarchais pour faire un pied-de-nez à la censure monarchique. Il se présente sous un format de quatre pages petit-folio et est publié avec de nombreuses interruptions.
Auguste Le Poitevin de L'Égreville devient directeur de publication en avril 1826 ; il lui donne du 22 au 26 avril le nom Le Nouveau Figaro, avant de reprendre le nom Le Figaro. Il vend le journal en 1827 pour la somme de 30 000 francs à Victor Bohain. Parmi ses premiers rédacteurs, on trouve Félix Davin, Léon Gozlan, Michel Masson, Auguste Jal, Jules Janin, Alphonse Karr, Nestor Roqueplan, George Sand, Jules Sandeau. Le journal littéraire aux discours satiriques manie le rire et l’allusion politique afin de « faire la barbe » aux royalistes : ainsi la devise « La vérité, quand même !… », toujours mentionnée en bas à droite dans les premiers numéros est particulièrement provocante car elle détourne celle des ultras du début de la Restauration, « Vive le roi quand même ». De fait, Le Figaro est un journal royaliste mais qui se pose en adversaire des ultra-royalistes qui appuient Charles X.
Après la chute de Charles X, il accueille favorablement la révolution de Juillet parce que le vieux titre a contribué au renversement du régime. Son directeur Victor Bohain y gagne alors une place de préfet de la Charente. Le journal garde cependant son indépendance d'esprit et, sous la direction d'Henri de Latouche, se montre ensuite très critique envers la monarchie de Juillet.
En 1832, les éléments républicains du vieux titre étant neutralisés et écartés, Le Figaro est racheté par les monarchistes pour contrer un front satirique mené par La Caricature. Il perd son inventivité satirique à cette occasion. Fin 1833, jusqu'en 1854, l'« ancien Figaro » essuie neuf échecs lors des différentes tentatives de relance.
Émile Gaboriau, auteur d'un ouvrage sur les premiers « Figaro » en 1861, rappelle les raisons de ses succès ou de ses échecs :

« Malheureusement pour le petit journal, les causes de sa vogue sont aussi celles de sa décadence. Un jour il ne donne plus juste la note de l'opinion, de ce moment il est perdu. Lui, si fort pour démolir, il est impuissant à édifier. L'essaie-t-il, il devient grotesque, ridicule même. Il brille dans l'opposition ; mais qu'il passe au pouvoir, il s'éteint et meurt »

Peut-être l'épilogue est-il pour cette publication de devenir un journal respecté et de restaurer sa position d'électron sur l'échiquier politique.

### Résurrection du journal:Le Figarode Villemessant (1854-1879)

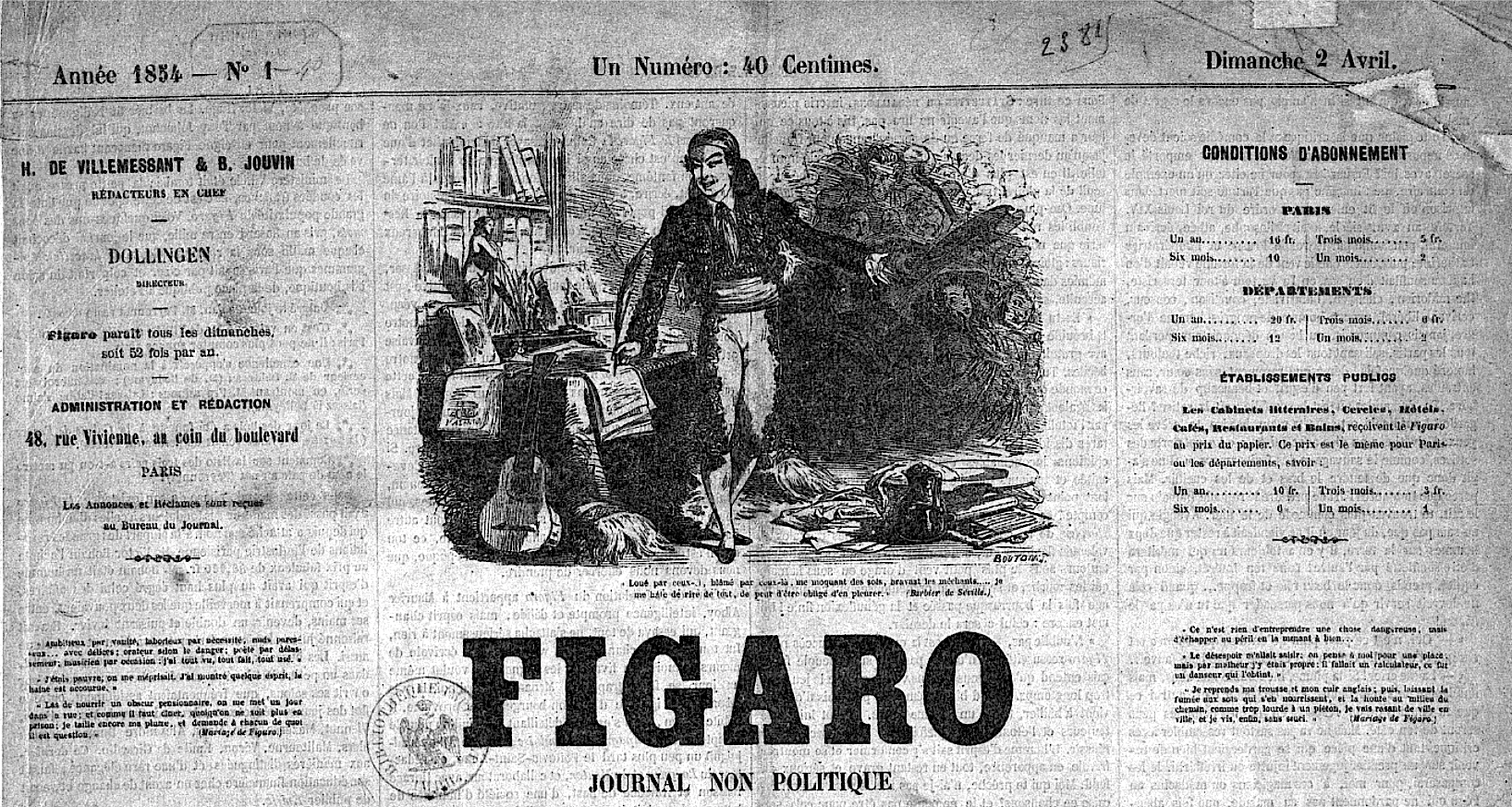
Titre du no 1, 2 avril 1854, illustré par un bois figurant Figaro et une citation extraite du Barbier de Séville (Fonds BNF).

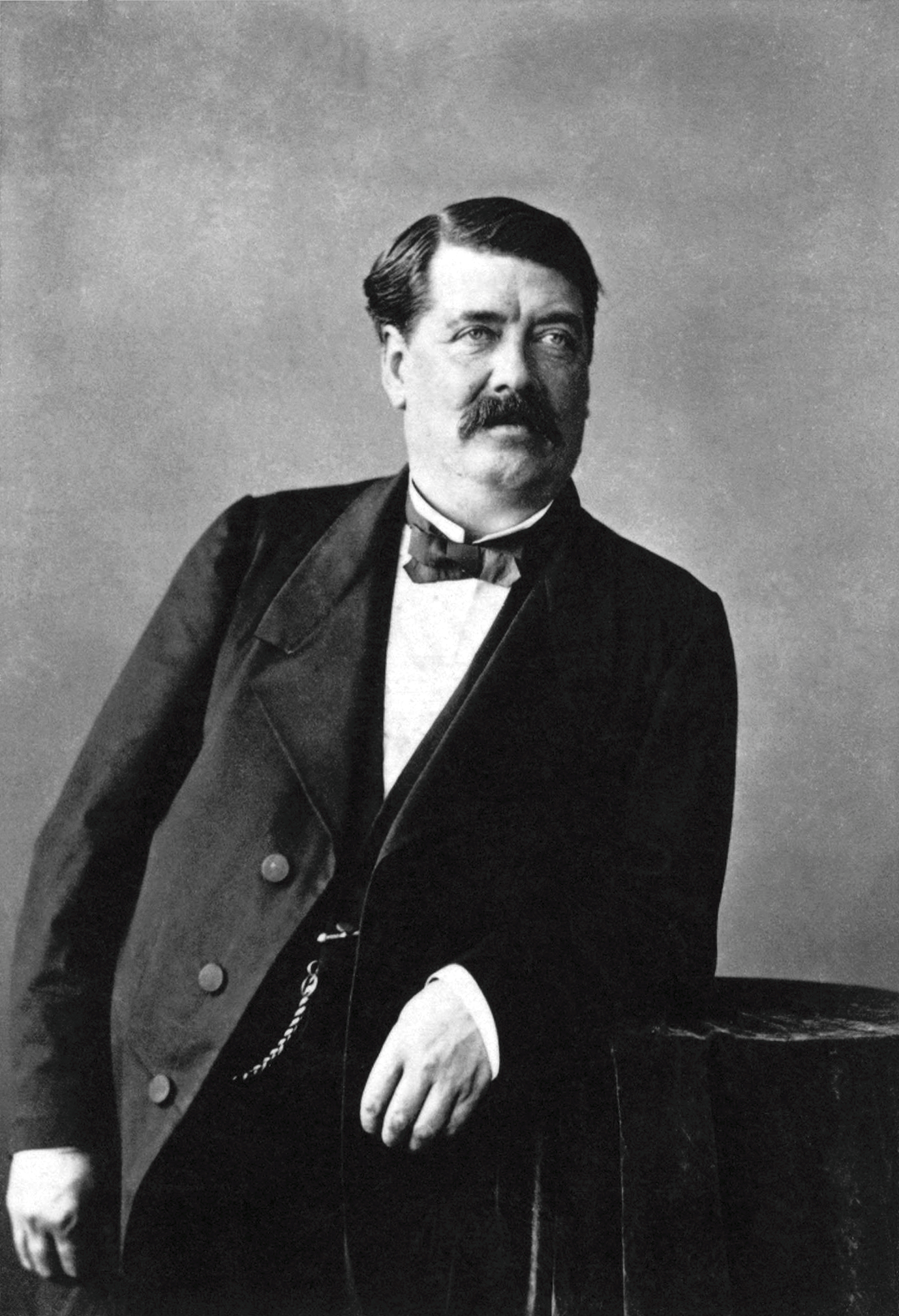
Hippolyte de Villemessant a fait du Figaro une nouvelle force dans le champ littéraire.

Le 2 avril 1854, sous l'impulsion d'Hippolyte de Villemessant et de son directeur, Zacharias Dollingen (1808-1878), Le Figaro est repris. Demeurant un hebdomadaire, titré à ses débuts Figaro, journal non politique, il est surtout parisien et littéraire. Partageant d'abord la rédaction en chef avec Benoît Jouvin, Hippolyte de Villemessant, qui se sépare de Dollingen le 2 juillet suivant, sait d'emblée s'entourer de rédacteurs talentueux (Charles Baudelaire, frères Goncourt) et innove : il crée des rubriques permanentes, dans lesquelles les lecteurs se retrouvent, et insère des brèves, une rubrique nécrologique et un courrier des lecteurs. Il est aussi l'instigateur de la rubrique « Échos », qui fait le succès du journal, avec force calembours, anecdotes, indiscrétions et potins, qui donnent aux lecteurs l'impression d'appartenir à un public de privilégiés mis dans la confidence. Le succès du Figaro est tel qu'Hippolyte de Villemessant décide de doubler la fréquence de parution de son hebdomadaire dominical le 6 janvier 1856. Le journal devient bihebdomadaire et paraît alors le jeudi et le dimanche.
Dès la parution des Fleurs du Mal en 1857, Gustave Bourdin réagit avec virulence dans les colonnes du Figaro du 5 juillet 1857 : « Il y a des moments où l'on doute de l'état mental de M. Baudelaire, il y en a où l'on n'en doute plus ; — c'est, la plupart du temps, la répétition monotone et préméditée des mêmes choses, des mêmes pensées. L'odieux y côtoie l'ignoble ; le repoussant s'y allie à l'infect… ce livre est un hôpital ouvert à toutes les démences de l’esprit, à toutes les putridités du cœur ; encore si c’était pour les guérir, mais elles sont incurables. » Cette appréciation totalement négative devient le jugement dominant de l'époque et l'article est à l'origine des ennuis judiciaires de Baudelaire, de la censure et de la condamnation des Fleurs du mal.
Des chroniques littéraires aux petites annonces, la bourgeoisie française se reconnaît dans Le Figaro comme les milieux populaires se retrouvent dans les colonnes des « quatre grands » de l’époque. Le Figaro se positionne aussi comme l’un des principaux journaux du monde parisien. Ainsi Alphonse Daudet a écrit dans ses célèbres Mémoires, en 1891, que le Figaro avait « comme clients, le Tout-Paris, c’est-à-dire cet infiniment petit morceau de Paris qui mène son train entre le Gymnase et l’Opéra, Notre-Dame-de-Lorette et la Bourse, et s’imagine exister seul : des coulissiers, des comédiens, des journalistes ; sans compter la légion agitée, affairée, des bons boulevardiers qui ne font rien ». Il est « un journal conçu par le boulevard pour le boulevard ».

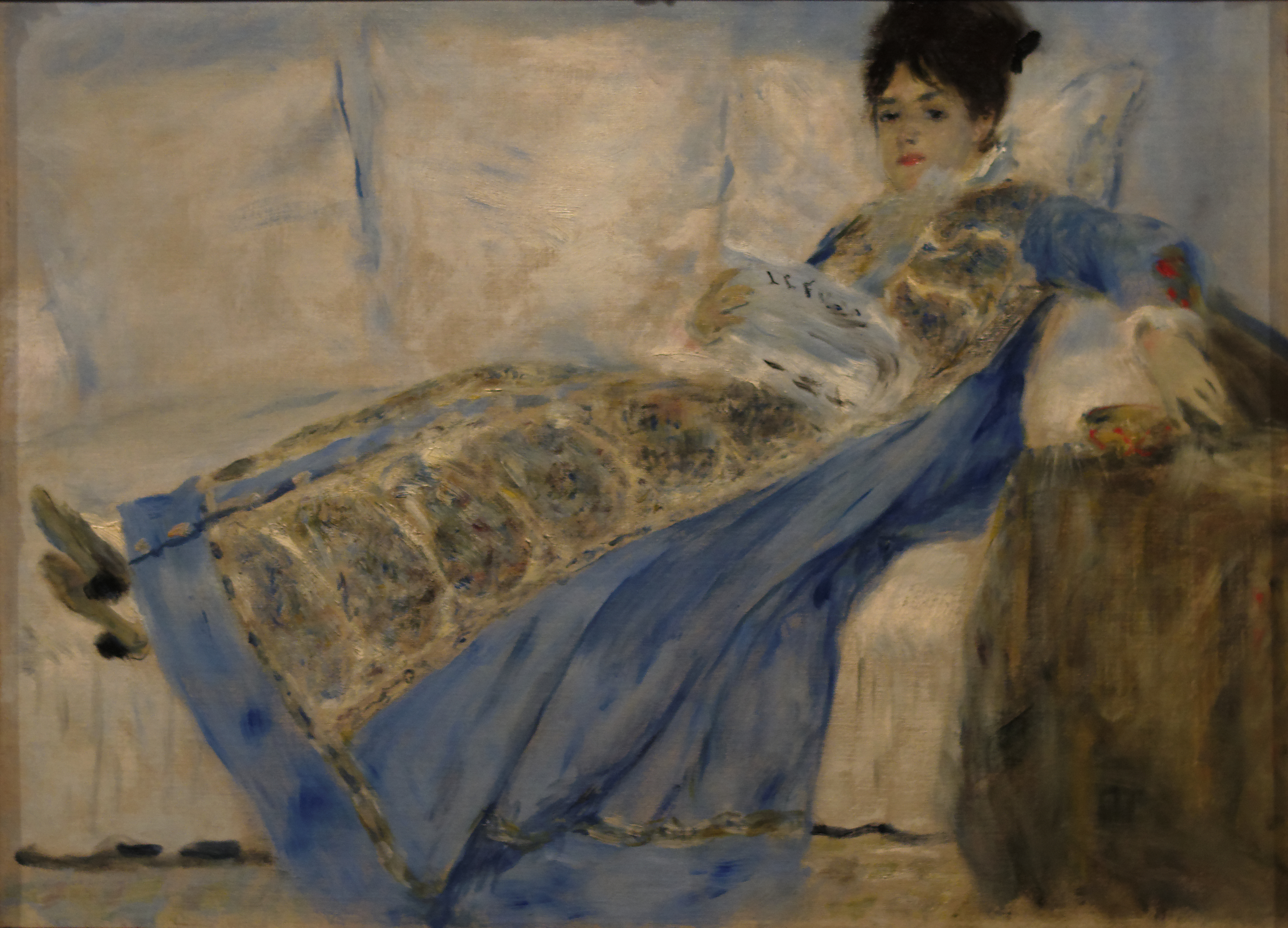
Pierre-Auguste Renoir, Madame Monet lit Le Figaro (vers 1872-1874), Lisbonne, musée Calouste-Gulbenkian.

Durant l'année 1863, un concurrent quotidien apparaît : Le Petit Journal. En réaction, Hippolyte de Villemessant crée L'Événement, quotidien lui aussi, refusant d'engager Le Figaro dans la bataille. Le Petit Journal sort vainqueur de cette confrontation et L'Événement disparaît peu de temps après, à la suite d'un article sur le droit des pauvres, qui aurait déplu au gouvernement de Napoléon III.
Le 16 novembre 1866, Le Figaro devient un quotidien. Il connaît aussitôt du succès grâce à des contenus variés et de qualité. À cette époque, Le Figaro est l'un des premiers journaux à publier des grands reportages réalisés sur place, en France ou à l'étranger, par ses propres journalistes, comme Adrien Marx ou Gaston Vassy. En effet, en imposant une complicité malicieuse entre journaliste et lecteur, et une critique en matière de vie culturelle, de la littérature (poésie, roman naturaliste, théâtre), de la chronique mondaine à la vie musicale (il organise même des concerts de musique et au début des années 1920 ; Stravinsky compose pour Le Figaro), le journal assume un véritable magistère, pas seulement critique, mais également créateur. Son style alerte et animé se démarque aussi du style terne de la presse de l'époque. Le tirage atteint alors les 56 000 exemplaires, dont 15 000 abonnés. Le Figaro politique paraît en 1867. Il participe aux grandes affaires politiques du XIXe siècle, dans lequel Henri Rochefort laisse libre cours à son talent de satiriste. L'apparition d'un tel journal s'explique par la libéralisation de l'Empire. Cependant, Henri Rochefort frise la censure. Hippolyte de Villemessant crée alors un journal pour lui : La Lanterne.
Lors de la Commune de Paris, le journal prend position contre celle-ci. Il est le premier journal supprimé par la Commune, mais reprend ses publications lorsque celle-ci est finalement vaincue. Il avait appelé à la répression du mouvement : « Il reste à M. Thiers une tâche importante : celle de purger Paris. Jamais occasion pareille ne se présentera. […] Allons, honnêtes gens, un coup de main pour en finir avec la vermine démocratique et sociale, nous devons traquer comme des bêtes fauves ceux qui se cachent ». Le Figaro se crée ainsi un public d'aristocrates et de bourgeois. Il s'affirme comme « conservateur-monarchique » dans son édition du 28 juillet 1874, après une suspension de quinze jours due à un éditorial antiparlementaire et pro-Mac Mahon rédigé par Saint-Genest. Des photographes de grandes renommée comme Nadar, Braun, ou Truchelut collaborent aux illustrations, à une période où la photographie devient un argument concurrentiel.
Hippolyte de Villemessant se fait vieux et songe à l'avenir du Figaro ; il passe le relais à une direction collégiale composée de Francis Magnard, rédacteur en chef (célèbre pour la verve de son petit éditorial, le « Magnard », qui témoigne de l'émergence du journalisme professionnel), Fernand de Rodays, administrateur, et Antonin Périvier, directeur littéraire.
Le 17 avril 1879, Le Figaro paraît encadré de noir : Hippolyte de Villemessant est mort la veille à Monte-Carlo. De nombreuses personnes se rendent à ses funérailles. Des auteurs comme Alphonse Daudet ou Gustave Flaubert laissent un témoignage de la perte alors ressentie par le monde littéraire et politique.

### Le Figaroet la Belle Époque: un journal entre deux France (1879-1914)
La Belle Époque est l'âge d'or de la presse en France. Après la loi sur la liberté de la presse du 29 juillet 1881, le journal bénéficie du développement technique des machines de presse et de l'alphabétisation de la population française. Les écrivains deviennent des journalistes courtisés. Cette période marque également l’introduction des suppléments, en commençant en 1882 par le supplément littéraire. En même temps, Le Figaro organise des soirées littéraires. Cette initiative dure plus d’un quart de siècle et réunit les premiers jeudis de chaque mois un cercle étroit de privilégiés qui prennent connaissance des nouveautés de la littérature. Parallèlement, Le Figaro s’investit vivement dans l’affaire de Panama. Le succès du Figaro se confirme et ses tirages dépassent 80 000 exemplaires entre 1879 et 1895, ce qui en fait un titre majeur de la presse de la période. En 1883, est lancé un supplément, Le Figaro illustré, qui devient mensuel en 1890, et disparaît en 1911.
Le directeur du titre, Fernand de Rodays, est persuadé de l'innocence de Dreyfus et laisse publier nombre d'articles en faveur du capitaine Dreyfus. Le 14 novembre 1897 est publié le dossier de Scheurer-Kestner qui présente le capitaine comme une victime d’une erreur judiciaire. C'est aussi dans Le Figaro que Mathieu Dreyfus, le frère d'Alfred Dreyfus, désigne Ferdinand Walsin Esterhazy comme le vrai coupable. Le 11 novembre 1897, les deux pistes se rejoignent, à l'occasion d'une rencontre entre Scheurer-Kestner et Mathieu Dreyfus. Ce dernier obtient enfin la confirmation du fait qu'Esterhazy est bien l'auteur du bordereau. Le 15 novembre, sur ces bases, Mathieu Dreyfus porte plainte auprès du ministère de la Guerre contre Walsin Esterhazy.

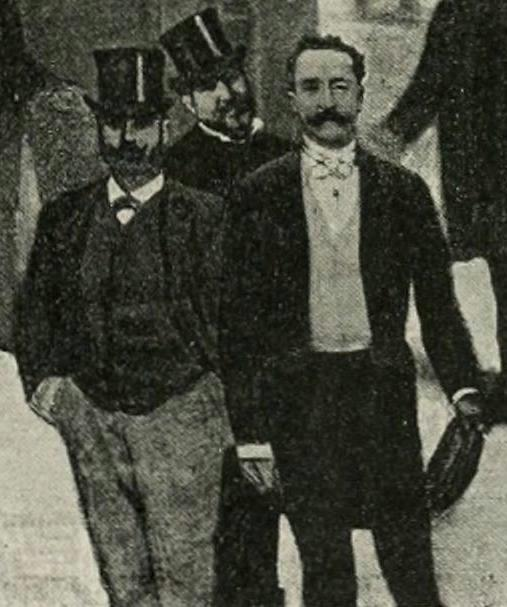
Fernand de Rodays, Francis Magnard et Antonin Périvier, cogérants du Figaro entre 1879 et 1894 (d'après Castellani, 1889).
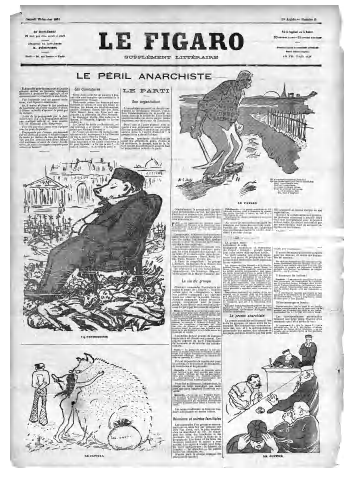
Supplément littéraire du dimanche du Figaro en 1894.
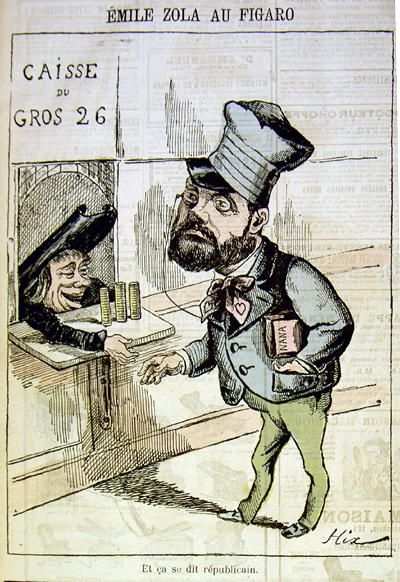
Émile Zola au Figaro, caricature de Hix, dans Le Grelot du 10 janvier 1881.

Le mouvement dit dreyfusard, animé par Bernard Lazare, Mathieu Dreyfus, Joseph Reinach et Auguste Scheurer-Kestner, est né au sein de la rédaction du Figaro. Émile Zola, informé mi-novembre 1897 par Scheurer-Kestner du dossier, est convaincu de l'innocence de Dreyfus et s'engage officiellement. Dans les colonnes du Figaro, Émile Zola écrit trois articles avant la parution du célèbre « J'accuse…! » dans les colonnes de L'Aurore. Un des dessins les plus célèbres de l'affaire est le raccourci que Caran d'Ache fit, le 14 février 1898, dans les colonnes du Figaro, d'une querelle familiale concernant l'affaire Dreyfus pour illustrer la profonde division de la société française à ce sujet au tournant des XIXe et XXe siècles. Par ailleurs, Anatole France et Zola sont les principaux journalistes aux rubriques de critique littéraire et artistique de cette époque pour le titre.
Gaston Calmette est nommé directeur du journal en 1902. Il réorganise très vite Le Figaro : il rachète le contrat d’impression et les machines de l’imprimerie, modernise l’immeuble, amortit les dettes et réussit à faire remonter les tirages par le retour à l’ancien programme du journal « non politique » visant surtout des milieux aristocratiques, « de la bourgeoisie la plus riche, du grand commerce, de la haute industrie, de l’armée, de la société étrangère la plus élégante ».

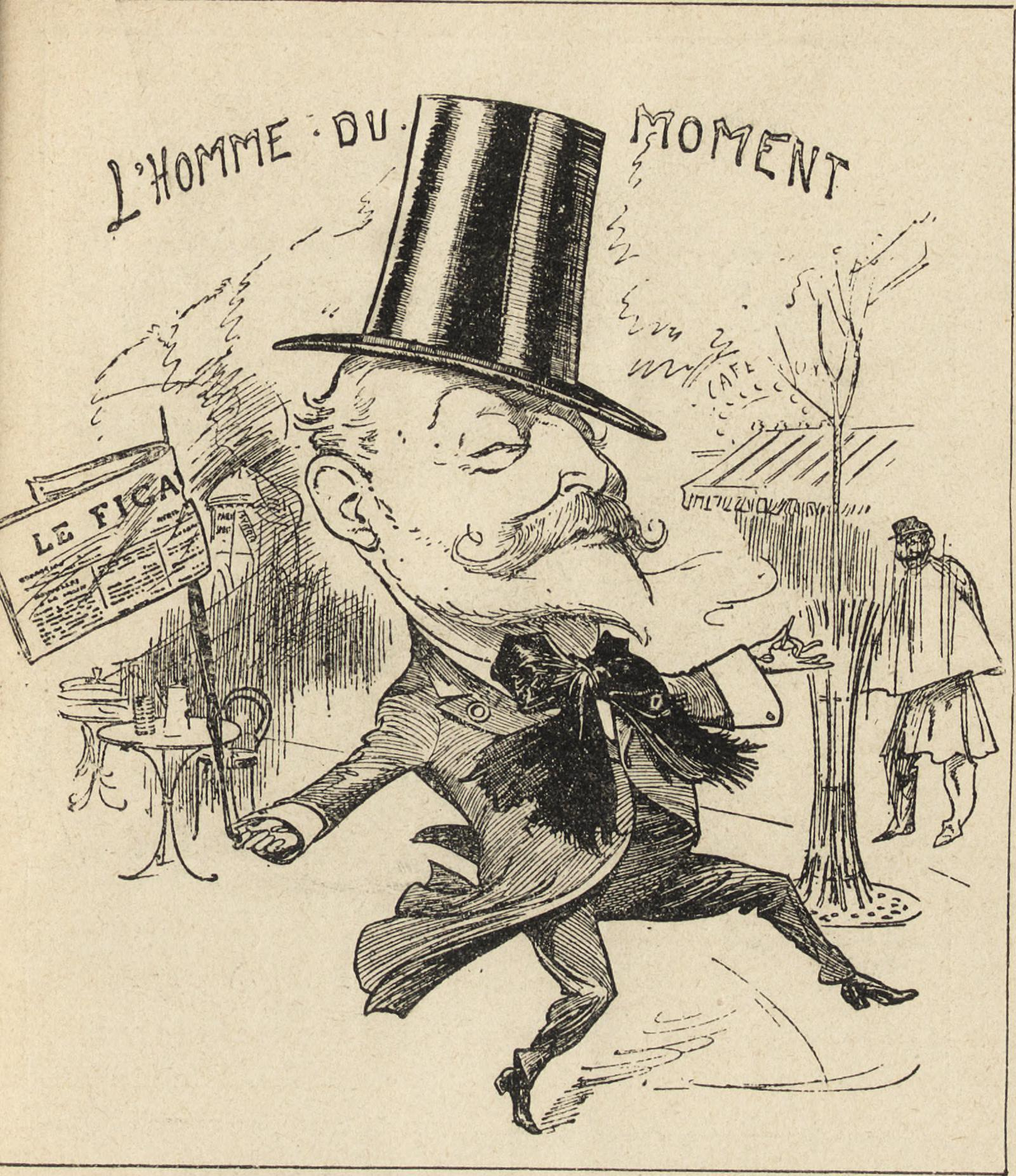
Caricature d'Édouard VII en visite à Paris, le Figaro à la main.

En 1904, Le Figaro relaye les « fiches » des services militaires (voir affaire des fiches). Cette opération de fichage politique et religieux dans l'armée française visait les officiers, généralement issus de familles catholiques, qui ont été souvent écartés des postes importants de l'armée quelquefois au profit de carriéristes médiocres issus des loges ou de la clientèle des partis de gauche.
À partir de 1908, Marcel Proust écrit un certain nombre d'articles dans Le Figaro (Pastiches et mélanges) et il reprend même certains de ses articles dans À la recherche du temps perdu. D'un autre côté, plusieurs articles de politique étrangère et sportives publiés en une du Figaro par Pierre de Coubertin entre juillet 1902 et juillet 1906 (puis réunis en 1909 chez Plon-Nourrit sous le titre Pages d’histoire contemporaine), participent à convertir les Français aux sports collectifs, selon le Daily Telegraph, le Times et le New York Herald Tribune.

### Entre les lignes de front: les Années folles etLe Figaroen guerre (1914-1942)

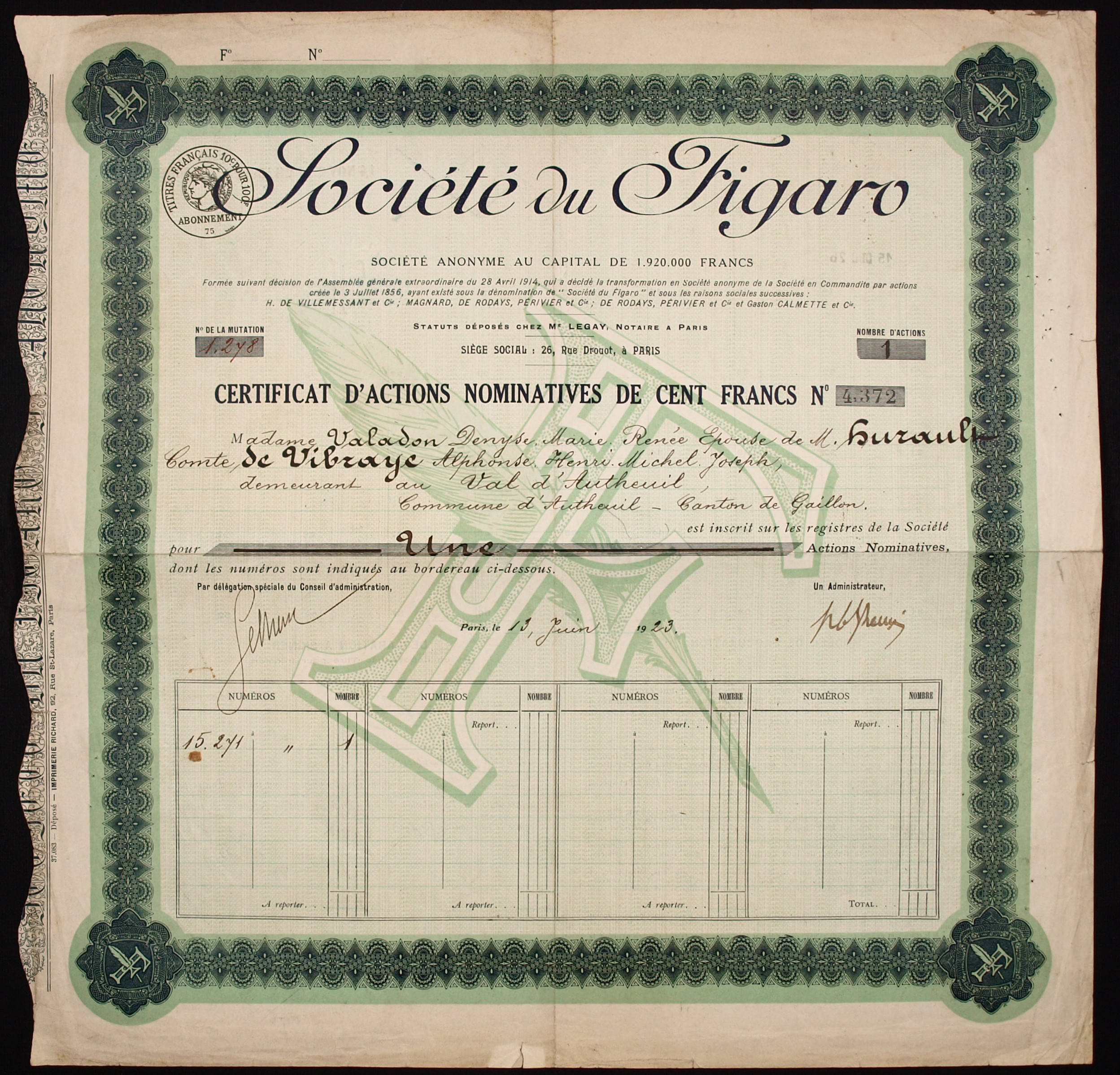
Action de la Société du Figaro, 13 juin 1923.

Pour plaire à son lectorat mondain, le directeur du journal, Gaston Calmette, va jusqu’à publier les vices privés des personnalités politiques. Il lance une campagne de presse contre le ministre des Finances Joseph Caillaux, l'accusant entre autres d'avoir cumulé ses fonctions politiques avec la présidence du conseil d'administration d'une banque étrangère, tout en le menaçant de publier ses lettres privées. Gaston Calmette est assassiné le 16 mars 1914 par Henriette Caillaux, la femme du ministre incriminé.
Cette période coïncide avec la censure, réhabilitée dans plusieurs pays durant la Première Guerre mondiale, au nom de l'intérêt national. En France, elle prend la forme d’une loi du 4 août 1914, votée dans l'urgence, interdisant tout article apte à révéler des informations à l'ennemi ou à décourager les Français (notamment en révélant la réalité des conditions de vie au sein des tranchées). La Grande Guerre prive temporairement Le Figaro de son identité mondaine et littéraire. La direction suivante d’Alfred Capus et de Robert de Flers n'apporte pratiquement pas de changements et en 1920, à la suite d’un conflit interne, ils quittent Le Figaro. Louis Latzarus en prend la rédaction en chef pour la courte période qui suit.
Durant l'entre-deux-guerres, le journal renoue avec un certain esprit mondain, surtout dans ses chroniques, où la conversation s'adresse à un public encore très féminin ; seul en a subsisté de nos jours le Carnet mondain.
En 1922, le journal, étant devenu société par actions, le parfumeur François Coty rachète la majorité des parts, il modernise et relance le journal (20 000 exemplaires en 1921 ; 50 000 en 1928), puis le renomme Figaro. Il installe le nouveau siège au rond-point des Champs-Élysées, dans l'ancien hôtel particulier du banquier Henri Bamberger, et l'équipe d'un matériel d'imprimerie moderne.
François Coty absorbe, à la mort d'Arthur Meyer, Le Gaulois et délaisse le journal en 1928 pour L'Ami du peuple. Figaro redevient Le Figaro en 1929, date à laquelle les premiers mots croisés apparaissent. Durant les années Coty, la politique, les informations financières et économiques qui existaient déjà, prennent de l’importance dans la maquette du journal. La rubrique sportive est développée, la place accordée aux jeux, à la radio, avec une chronique TSF, au cinéma et aux annonces s'étend, la multiplication des suppléments thématiques et l’ouverture sur les autres pays connaitront plus tard un franc succès. En 1931, Coty finance, à hauteur de trois millions, la caisse des retraites de la presse française. Cependant, thuriféraire du Duce, xénophobe et anti-communiste, Coty fait mener dans son journal des campagnes contre les impôts, la franc-maçonnerie et le communisme international : ce ton populiste, antiparlementaire et proche de l'extrême droite éloigne le journal de sa ligne modérée. De mai 1923 à septembre 1926, Maurice Feuillet fonde et dirige un nouveau supplément hebdomadaire, Le Figaro artistique, consacré à l'art.
En 1925, Coty nomme l'éditorialiste politique Lucien Romier rédacteur en chef, il le reste jusqu'en 1927 lorsqu'il quitte le journal à la suite d'un conflit avec son propriétaire. La veuve de François Coty, Mme Cotnareanu, en devient la nouvelle propriétaire à la mort de son mari en juillet 1934. Lucien Romier revient alors à la direction du journal tandis que Pierre Brisson y prend progressivement des responsabilités importantes et devient directeur littéraire. Le journal, un temps compromis, retrouve une brillante équipe de rédacteurs à partir de 1935. Ainsi François Mauriac, Georges Duhamel, Jean Giraudoux, Tristan Bernard et André Maurois vont en devenir membres. Cependant, le Figaro ne retrouve pas une ligne politique modérée. Lucien Romier conservant au journal un ton antiparlementaire, très hostile au Front populaire et épousant les positions du maréchal Pétain, dont il est ministre à Vichy. Ainsi le 28 septembre 1936, à la une du journal, les prises de position éditoriales sont sans ambiguïté. Allant des franquistes qualifiés de « héros » tandis qu'ils reprennent la ville de Tolède pendant la guerre d'Espagne, jusqu'à l'homme politique Philippe Henriot, élu de la Fédération républicaine qui devient un des importants soutiens du régime de Vichy, « chaudement félicité » pour sa réélection. Avec le temps, le journal se replie sur le libéralisme et les journalistes « munichois sans enthousiasme », s'opposent au nazisme à la fin des années 1930.
Les textes rédactionnels sont souvent accompagnés de pages entières d'illustrations et les premières photographies font en outre leur apparition dans Le Figaro, qui les utilise alors abondamment. Grâce aux efforts de la nouvelle équipe, les tirages remontent : ils atteignent 50 000 exemplaires en janvier 1936 et 80 000 en 1939. Le quotidien couvre par de grands reportages les conflits de l'époque, comme la guerre d'Éthiopie, la seconde guerre sino-japonaise ou la guerre d'Espagne.
À la veille de la Seconde Guerre mondiale, le journal subit à nouveau la censure. Sous la plume de Maurice Noël apparaît pour la première fois l’expression de la « drôle de guerre ». Devant la progression allemande en juin 1940, Le Figaro, comme le gouvernement, se replie à Bordeaux puis à Clermont-Ferrand. Le Figaro est publié après coup à Lyon, en zone libre, grâce au versement de 4 469 504,50 F par le gouvernement de Vichy à François Mauriac, jusqu'à l'Occupation allemande de 1942. À la suite des éditoriaux de Pierre Brisson, la censure de Vichy, notamment de la part du ministère de l'Information, se fait plus pressante.
Pierre Brisson décide dans ces conditions d’arrêter le journal le 11 novembre 1942, le lendemain de sa suspension, et publie un éditorial dont la parution est empêchée sauf pour les abonnés :

« Les consignes impératives qui viennent de nous parvenir ne nous permettent plus de poursuivre notre tâche sans offenser nos sentiments les plus intimes et sans trahir la confiance du public. Il s'agit de mentir ou de se démettre. Notre choix est fait. Je remercie les lecteurs de leur attachement, de leur compréhension, de l'estime qu'ils marquent à ce journal fait par des hommes de cœur dans des situations difficiles. Je leur donne l'assurance qu'ils retrouveront au premier jour Le Figaro, fidèle à ses devoirs et conforme à ses vœux. »

### Le Figarolibéré et triomphant après la Libération (1944-1975)

#### Développement du quotidien

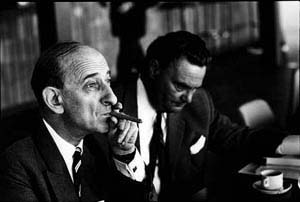
Raymond Aron, qui a fourni plus de 2300 articles.

À la Libération Le Figaro reparaît, avec l'appui de Louis Aragon, à Paris avec un éditorial de François Mauriac sur Charles de Gaulle, le 25 août 1944. Il est confronté aux débats sur les modalités de l’épuration. Il devient ainsi le journal du MRP face aux communistes et aux socialistes.
Aidé par Maurice Noël, Pierre Brisson relance en avril 1946 un hebdomadaire littéraire. Publié en dehors du quotidien, Le Littéraire (qui devient Le Figaro littéraire en 1947) est créé en réponse à la mainmise du Parti communiste français sur de nombreux journaux culturels et pour défendre la théorie de l'art pour l'art face à l’engagement idéologique et politique des intellectuels. L’hebdomadaire a alors défendu des écrivains critiques du communisme ou transfuges du bloc de l'Est (Arthur Koestler, Victor Kravtchenko). Le Littéraire ou Le Figaro littéraire a réuni différents écrivains ou intellectuels, tels que Paul Claudel, Léon-Paul Fargue, Colette, Julien Green, Rousset, Rougemont, etc. Il se présente comme défenseur des valeurs culturelles de la droite française.
Pierre Brisson ramène Le Figaro vers le libéralisme modéré de la droite classique. Le journal incarne la défense de la démocratie parlementaire, de la réconciliation avec l'Allemagne, en vue de l'unité européenne, mais aussi de l'alliance atlantique. Ces convictions font que Raymond Aron rejoint Brisson en 1947 et écrit dans son journal près de 2 300 articles.
Le Figaro double ses ventes entre 1945 et 1950, sur fond de couverture équilibrée du procès Kravtchenko.

#### Création d'une société fermière
Après la guerre, Yvonne Cotnaréanu, veuve de François Coty, effectue son retour en France et souhaite récupérer le contrôle du journal, mais se heurte au directeur Pierre Brisson. Ce dernier demande au gouvernement de son ami de l'époque, le MRP Georges Bidault, une mesure législative taillée sur mesure : l'article 2 de la loi du 28 février 1947, dite Lex brissonis qui précise en substance que demeurent sans effet tous les actes qui porteraient atteinte aux droits de ceux qui détiennent une autorisation de faire paraître un journal et en assurent la direction et la rédaction.
Dans un premier temps, malgré cette nouvelle loi, la veuve Coty réalise les transferts d'actions qui lui permettent de faire élire le 20 juin 1947 un nouveau conseil d'administration du Figaro. Mais la procédure est immédiatement contestée par Pierre Brisson, ce qui déclenche deux procès, intentés par chacune des parties. Le tribunal de commerce de Paris tranche en faveur de Brisson. Il déclare, en août 1948, nulle l'élection du nouveau conseil d'administration, estimant que la loi de février 1947 obligeait à maintenir le statu quo dans les journaux reparus depuis la libération.
Fort de ce succès en Justice, Pierre Brisson menace de faire voter une autre loi qui pourrait avoir pour conséquence l'expropriation d'Yvonne Cotnaréanu. Cette dernière fait alors appel à de nouveaux actionnaires. Elle consent à un accord comprenant trois clauses principales :
- elle renonce à tout droit de regard sur la gestion et la rédaction[61];
- elle cède 50 % de ses parts au groupe Prouvost-Béghin[61] pour seulement 150 millions de francs et lui consent un droit de préemption étendu à la succession[61] ;
- la gestion est confiée une « société fermière d'indépendance », dotée d'un conseil de sept membres dont seulement deux représentants des propriétaires[65]. Cette société garantit l'indépendance de la rédaction[66],[61] et n'a pas le droit faire appel à un capital extérieur, les cessions de parts étant réglementées[61]. La société fermière compte parmi ses administrateurs l'écrivain François Mauriac, André Siegfried, premier président de la Fondation nationale des sciences politiques, et Jacques de Lacretelle. L'équipe de rédaction du journal détient 75 % des parts[67].

Yvonne Cotnaréanu accepte ainsi de céder la moitié de ses parts, à une nouvelle association entre la famille Béghin et Jean Prouvost. L'accord est trouvé à l'hiver 1949-1950 mais signé seulement en mai 1950 par les nouveaux actionnaires. Pierre Brisson écrit ensuite au publicitaire Marcel Bleustein-Blanchet le 24 juin 1950 pour regretter de ne pas avoir formalisé par écrit ces accords dès janvier, et tenter de les rectifier sur la gestion de la publicité,. Envisageant de faire appel du jugement de 1948, Jean Prouvost s'est en effet battu pour améliorer l'accord en sa faveur avant de signer, refusant que la régie publicitaire soit confiée à Marcel Bleustein-Blanchet, comme l'accord avec Pierre Brisson le stipulait pourtant,, et comme un télégramme des Cotnaréanu l'entérinait,.
Malgré sa loyauté à Jean Prouvost, Pierre Brisson se méfie, estimant qu'il « ne se contentera pas de regarder le journal comme une poupée dans la vitrine » et que « tôt ou tard, il voudra prendre la poupée sur ses genoux ». Soucieux d'éviter une « presse au service d'intérêts capitalistes », incarnée avant-guerre par François Coty, « unique propriétaire du Figaro, comme Boussac par la suite avec L'Aurore », Pierre Brisson mise sur la pluralité d'actionnaires, jouant « habilement avec ou contre » eux selon les moments, mais aussi d'annonceurs. Huit ans après, la publicité assure 70 % des recettes du Figaro, loin devant France-Soir (39,5 %) et Le Monde (38,3 %).
Assez rapidement, face à la fermeté de Pierre Brisson, Jean Prouvost vit très mal de n'avoir aucun pouvoir au Figaro, d'autant qu'il a pris soin de séparer ses deux métiers, l'industrie et la presse, selon Hervé Mille, directeur général honoraire de Paris-Soir, Paris-Match et Marie-Claire. Il envisage de faire appel des décisions de justice de 1948, mais y renonce, jugeant ses chances trop faibles. Pour remettre en cause les accords de 1950, à durée déterminée, il attend finalement le décès de Pierre Brisson, qui ne survient qu'en 1964, suivi par la vente des parts d'Yvonne Cotréanu à Jean Prouvost.

#### Concours de châteaux de sable
L'année 1950 voit aussi le lancement des « concours de plage du Figaro », qui seront organisés pendant un quart de siècle dans de nombreuses stations balnéaires, les photos des différents châteaux de sable vainqueurs étant ensuite départagées chaque saison par un classement national, généreusement doté de cadeaux. La première édition réunit plus de 10 000 enfants de six à quinze ans sur les plages de France et d'Afrique du Nord et un total de 200 000 participants. Le directeur local du concours est neuf fois sur dix un professeur de sport et chaque année un thème nouveau est imposé, parmi lesquels un concours de créativité dans des panneaux décoratifs utilisant le mot Figaro via des slogans,.
De cinq au départ, leur nombre s’est ensuite réduit, un concours de peinture s'y ajoutant. Ils opposaient des enfants répartis en trois classes d'âge de trois années, en plus d'une catégorie « adultes » créée dès en 1952 avec pour thème « les églises de France ». Par exemple, en 1962, année des XVe jeux, les catégories correspondaient aux enfants nés en 1948 à 1950 (3e), 1951 à 1953 (2e) et 1954 à 1956 (1re catégorie). Le vainqueur du 1er prix était déclaré « Hors-concours » pour celui de la saison suivante.

#### Décolonisation
Le Figaro littéraire passe à dix pages en novembre 1950 et son équipe de rédaction se renforce pour en faire une concurrent prestigieux de l'hebdomadaire communiste de Louis Aragon, Les Lettres françaises, fragilisé par la guerre froide. Aux premiers signes de la décolonisation qui surviennent peu après, la rédaction du Figaro assume une pluralité de points de vue sur la guerre d'Indochine, s'appuyant sur un statut d'autonomie négocié en 1950, alors que le concurrent L'Aurore, racheté en 1951 par Marcel Boussac est très peu critique sur la politique coloniale,.
François Mauriac écrit dans Le Figaro des articles contre la guerre d'Indochine, accusant le pouvoir démocrate-chrétien de ne provoquer que « ruines », « décomposition » et « décombres », notamment dans sa politique coloniale, mais apportant des pistes d'explications plus complexes que les thématiques du PCF, qui présente la guerre comme « menée pour les intérêts des Américains et de Michelin » et œuvre à une grève des dockers s'y opposant. Thierry Maulnier exprime au contraire à l'automne 1950 dans les colonnes du Figaro sa sympathie appuyée pour l'armée française, malgré la douloureuse défaite militaire de Lạng Sơn.
Mauriac s'indigne aussi quand il est informé des émeutes des 7 et 8 décembre 1952 à Casablanca, au moment où il obtient le prix Nobel de littérature : il y consacre un article retentissant à son retour, le 13 janvier, citant longuement les prises de position de Louis-Amédée Lefèvre, vicaire apostolique de Rabat, qui avait dénoncé dès mars 1952 l'exploitation coloniale. Il s'indigne à nouveau quand le sultan Mohammed V est exilé du Maroc en Corse, peu avant d'être déporté le 5 février 1953 à Madagascar. En décembre 1952, il fait entrer au quotidien Jean-Marie Domenach et un journaliste malgache, qui suivent de près les suites des émeutes de 1947 à Madagascar, et fait rappeler le journaliste du Figaro sur place, qui avait refusé d'employer un ton moins favorable aux autorités coloniales[à vérifier].
Pour en avoir le cœur net sur le Maroc, Pierre Brisson envoie deux grands reporters, chevronnés et réputés pour leur modération, effectuer une « grande enquête » de plusieurs mois, ce qui suscite l'espoir des milieux colonialistes, mais cet espoir est déçu : Jean-Marie Garraud et François Mennelet publient leur enquête du 12 au 23 mars 1953, sous la forme d'un « démenti des thèses officielles », en évoquant non pas des affaires « tribales » mais « un conflit moderne, ouvert et omniprésent », une « mentalité profondément raciste et inconsciemment raciste » des colons français. Ils donnent surtout la parole à diverses personnalités selon lesquelles, « si on ne changeait pas de politique, tout était perdu » en plus de reprendre les avertissements de Monseigneur Lefèvre en mars 1952. Jean-Marie Garraud devient l'éditorialiste écouté, y compris à gauche, du Figaro sur les questions coloniales.
Malgré ce soutien, les articles de François Mauriac lui valent des lettres d'insultes, et des désabonnements, comme celui de l'épouse du maréchal Juin, annonçant qu'elle préfère L'Aurore, amenant Mauriac à rejoindre L'Express, fondé en mai 1953 par des proches de Pierre Mendès France sur une ligne résolument anticolonialiste.
Malgré ce départ, Pierre Brisson maintient le ton critique sur les conflits dans les colonies. Lors du discours de Carthage, prononcé le 31 juillet 1954 par le président du conseil Pierre Mendès France, reconnaissant l'autonomie interne à la Tunisie, la presse de droite se divise dans ses commentaires, entre L'Aurore, qui dit : « Pas d'accord », et Le Figaro qui veut bien y voir une évolution intéressante mais sous certaines conditions,.
La croissance du Figaro s'est poursuivie tout au long des années 1950, le tirage moyen passant de 233 000 en 1945 à 397 000 exemplaires en 1949 puis 487 400 en 1959, grâce à un doublement de la pagination, la publication de pages entières de petites annonces et quatre éditions quotidiennes, s'étalant de 16 heures à 4 heures du matin.
Résultat de cette expansion des années 1950, l’augmentation des effectifs les portent à 795 personnes en 1960, dont 185 rédacteurs mensualisés, contre 517 personnes en 1950 et 24 collaborateurs en 1944.
À l'avènement de la Ve République en 1958, l'hostilité de Pierre Brisson envers le RPF cesse et il se rallie à De Gaulle, se rapprochant aussi de François Mauriac, alors gêné car L'Express est devenu antigaulliste par crainte qu'il ne soit « prisonnier des militaires » dirigeant la guerre d'Algérie. Mauriac démissionne de L'Express mais conserve son « Bloc-notes ». Pierre Brisson relance le Figaro littéraire, qui a subi la concurrence de L'Express. François Mauriac lui conseille d'embaucher le jeune Michel Droit, rédacteur en chef de l'Actualité télévisée à la RTF et « déjà connu pour son gaullisme », puis envisage de retirer son « Bloc-notes » de L'Express et s'y résout quand Jean-Jacques Servan-Schreiber présente le général de Gaulle comme une « canaille ».

#### Rôle de Raymond Aron et Mai 68
Après la mort de Pierre Brisson, le 31 décembre 1964, Raymond Aron décide de jouer un rôle nouveau au sein du journal car Jean Prouvost veut diriger la rédaction. Dans les années qui suivent ce décès, l’autorité de l’éditorialiste sur la rédaction ne fait que se confirmer.
Il prend tout d'abord l’initiative d’un texte intitulé « Pétition des collaborateurs de Pierre Brisson », dont le ton et l'idée constituent la ligne de conduite des journalistes du Figaro vis-à-vis du propriétaire du titre pendant les années de lutte de la rédaction contre les abus éventuels des différents propriétaires.
Peu avant Mai 68, lors des événements de la résidence universitaire de Nanterre, Claude Gambiez et Jean Papillon suivent pour Le Figaro les questions de la vie étudiante et la réforme de l’université, soulignant l’agitation qu’elles provoquent. En février 1968, Claude Gambiez écrit que les parents des étudiants eux-mêmes sont favorables à un assouplissement des règles, même si son acolyte Jean Papillon estime deux semaines plus tard que « Peyrefitte gère admirablement le début de crise provoqué par le boycott par l’UNEF et la MNEF des réunions du Centre national des œuvres universitaires, qui discute des réformes possibles de ce règlement ».
Dès le 13 mai, l'éditorialiste André François-Poncet considère que la colère étudiante est justifiée, tandis que le journaliste Jean Papillon dit son admiration pour Daniel Cohn-Bendit et ajoute : « Si le Mouvement du 22 Mars a pu prendre naissance en milieu estudiantin, c’est en partie parce que les organisations syndicales étaient en perte de vitesse ».

### Le fleuron de l'empire Hersant: un journal dans la tourmente (1975-2004)
En 1975, le journal est racheté par Robert Hersant, directeur d'un groupe de publications périodiques qui avait commencé son ascension dix ans plus tôt en fusionnant deux journaux régionaux de Brive-la-Gaillarde, et avait dès ce moment été remarqué par le magazine Presse-Actualité comme un éventuel « nouvel Axel Springer ».
Le journal est acheté pour la somme de 7,3 millions de francs, qu’il a payée en plusieurs fractions, dont la dernière n'a été réglée qu'en décembre 1976.
Robert Hersant est alors le directeur politique du journal et impose pour les positions-clefs ses proches et amis : son fils Jacques Hersant devient le codirecteur de la publication, son autre fils Michel Hersant est membre du conseil de surveillance, dont le président est André Audinot, proche collaborateur de Robert Hersant. N’étant pas « un homme à transiger sur l’exercice du pouvoir », Robert Hersant se sépare d’un groupe des journalistes. Parmi eux, le vice-président du directoire Jean Griot, le président de la Société des rédacteurs Denis Perier Daville, un membre du conseil de surveillance Maurice Tillier, plusieurs rédacteurs en chef, chefs des services, chefs de rubrique, rédacteurs. De même, Jean d'Ormesson quitte son poste du directeur général, mais accepte une chronique régulière dans le nouveau supplément, Le Figaro Magazine.
Le supplément du week-end Le Figaro Magazine, lancé en 1978 par Louis Pauwels, est violemment attaqué par la gauche (Le Canard enchaîné l'appelle Le gai FroMage nazi, anagramme très polémique), en raison selon eux de la présence de nombreuses plumes proches de l'extrême droite intellectuelle, bien que l’influence de la Nouvelle Droite sur la ligne du magazine ne soit pas démontrée.
Robert Hersant rachète dans ce début des années 1980 ce qui subsiste du groupe Boussac : le quotidien L'Aurore. Le nom de ce journal, puissant dans les années 1950-1970, figure toujours associé à celui du Figaro. En 1985, L'Aurore est en effet complètement intégré dans Le Figaro. Ce titre survit un temps dans celui de l'édition sans supplément du samedi Le Figaro - L'Aurore. Ce second titre disparaît pour cette édition, au moins depuis 2012[réf. nécessaire].
À l’approche des élections de 1986, Le Figaro appelle à l’élection de Jacques Chirac, puis pendant la cohabitation et les deux campagnes présidentielles suivantes, tirant la conclusion des critiques de la partie la plus libérale et centriste et la plus jeune de son public, Le Figaro souhaite se rapprocher d’une formule plus proche de celle d’un « Washington Post à la française » ou celle de l'époque de Pierre Brisson, ce qui implique une ouverture politique plus large[pas clair]. Le pluralisme est le bienvenu au sein de la rédaction. La place allouée aux vues libérales devient peu à peu supérieure à celle réservée aux idées conservatrices.
Si l’équipe de Max Clos continue toujours la ligne politique d’un quotidien libéral, soutenue surtout par Franz-Olivier Giesbert qui « fait la chasse aux idées à l’emporte-pièces », son but est de créer un journal « avec des bonnes idées de tous les jours », informatif et au sein duquel les faits seront séparés des opinions. Giesbert veut contourner de cette façon l’impasse qui sépare aujourd’hui le journaliste de l’information. Celui qui se rend sur les lieux pour y faire lui-même les enquêtes nécessaires. Pour Giesbert, « le journalisme consiste à sortir des informations… et non pas à attendre que la dépêche de l’agence tombe, pour préparer son petit commentaire ».
Le 13 juillet 1998, Le Figaro publie pour la première fois sa page une en couleurs à l'occasion de la victoire française en finale lors de la Coupe du monde de football de 1998.
Le 29 novembre 1999, Jean de Belot succède à Franz-Olivier Giesbert à la direction de la rédaction. Avec les Grands Débats, le journal entame une des phases d'ouverture idéologique et fait venir dans ses colonnes des signatures nouvelles. La diffusion progresse alors même que le journal est offert gratuitement sur le net. Le groupe lance le supplément Hors Série et créée l'édition du lundi du Figaro Économie.

### Le Figaroet l'arrivée du groupe Dassault (depuis 2004)

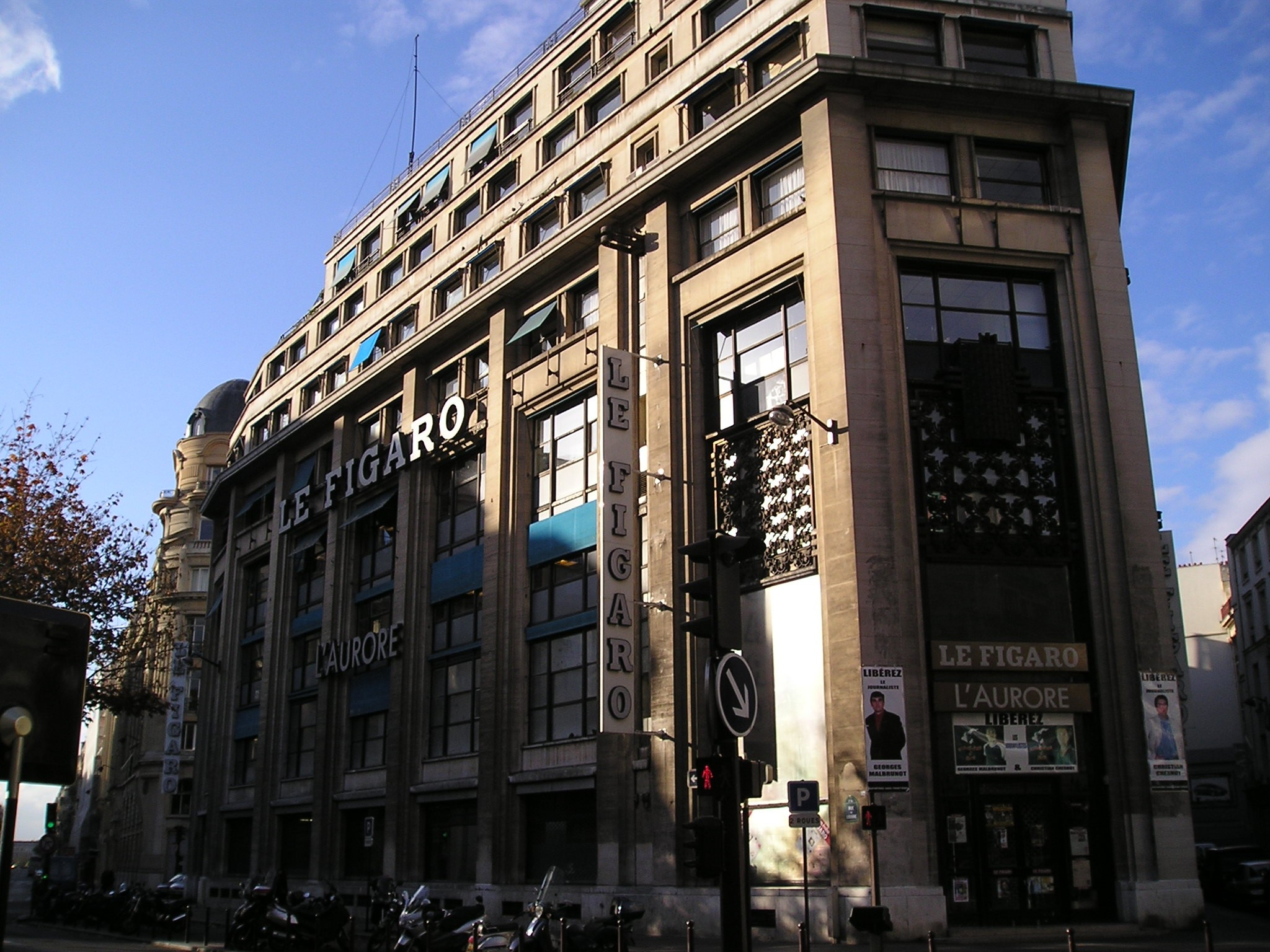
Ancien siège du Figaro, au 37, rue du Louvre, dans le 2e arrondissement de Paris (photographie de 2004).

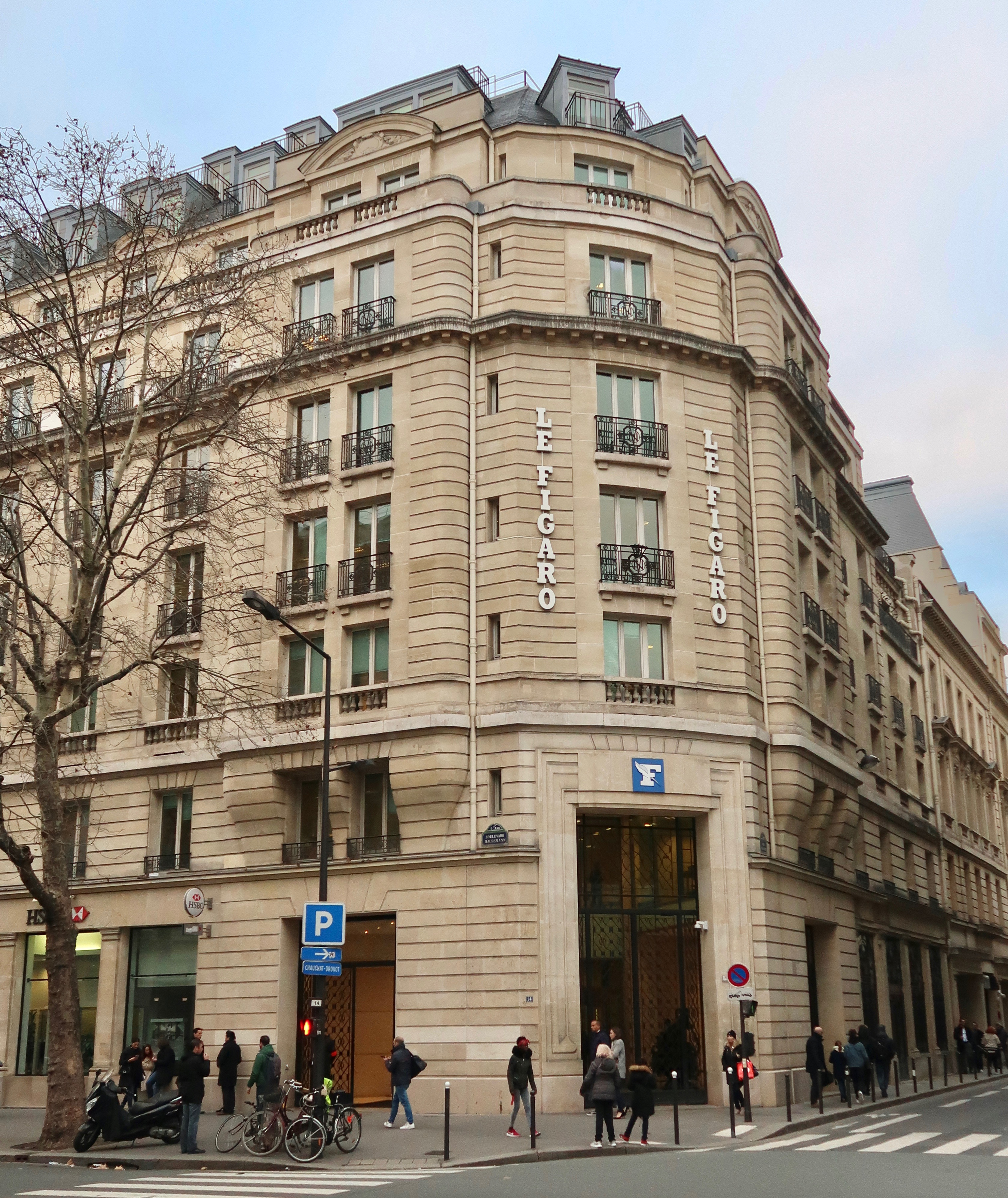
Siège du Figaro, au 14, boulevard Haussmann, dans le 9e arrondissement de Paris.

#### Remaniements, déménagement, changements de format, économies
En juin 2004, le groupe Dassault (GIMD) est autorisé à prendre le contrôle de la Socpresse, maison mère du Figaro. En octobre, l'inquiétude des syndicats sur l'indépendance du journal est vive, allant jusqu'au départ volontaire de 268 journalistes du groupe Socpresse (soit 10 % de l'effectif total) ; alors que Serge Dassault remanie la direction du journal, en licenciant Jean de Belot avec lequel il a eu une série de conflits sur la couverture de l'actualité politique. Yves de Chaisemertin quitte également le groupe le même jour. Le Figaro est désormais dirigé par Nicolas Beytout et Francis Morel. Les chiffres de diffusion du journal quotidien vont rapidement se ressentir de l'arrivée de Serge Dassault comme le montrent les tableaux apparaissant plus bas.
Le Figaro quitte le 37 rue du Louvre pour s'installer au 14 boulevard Haussmann en août 2005.
Le 3 octobre 2005, Le Figaro change de format pour la première fois depuis plus de trente ans. Le titre apparaît désormais dans un cartouche bleu,. En outre, au cahier économie créé en 1985 vient s'ajouter un cahier loisirs intitulé Et vous. Cette nouvelle formule est officiellement censée permettre à l'entreprise de proposer à la vente davantage d'espaces publicitaires en une et en quatrième de couverture. En dépit de ces investissements, les plus importants dans l'histoire du journal, la diffusion payée continue de reculer.
Nicolas Beytout quitte la direction du Figaro et rejoint le pôle médias de LVMH. Certains journalistes y voient la raison des tensions qui ont opposé la rédaction à son directeur depuis son arrivée. Le grand reporter Patrick de Saint-Exupéry, parle de « blocages permanents » de la part de Nicolas Beytout.
Étienne Mougeotte devient alors directeur des rédactions du groupe Figaro en novembre 2007. En février 2008, un plan d'économies de 12 millions d'euros est annoncé. Le quotidien doit supprimer entre 10 et 13 % de ses effectifs. Le déficit du journal s'élève officiellement à 10,5 millions d'euros pour l'année 2007 .
Le Figaro augmente le prix de son journal le 22 décembre 2008, passant de 1,20 euro à 1,30 euro. Il augmente une nouvelle fois fin décembre 2010 et passe ainsi à 1,40 euro. Selon le directeur général du journal et le président du syndicat de la Presse quotidienne nationale, Francis Morel, le prix de vente du Figaro, qui n'avait pas évolué depuis décembre 2008, augmente en raison des augmentations qu'imposent les producteurs de matières premières aux journaux.
Le Figaro lance une nouvelle formule (21 septembre 2009) avec une nouvelle maquette (systématisation de la couleur notamment) et un nouveau format (format berlinois). Cette nouvelle formule est produite dans une nouvelle imprimerie à Tremblay-en-France.
À partir du 4 décembre 2009, l'édition du vendredi est accompagnée d'un cahier de 8 pages qui propose une sélection d'articles du New York Times.
Le Figaro s'installe sur les tablettes tels l'iPad ou la Samsung Galaxy Tab. L'application « Le Figaro » permet ainsi de suivre toute l'actualité en continu et de profiter de tous les contenus du journal (moyennant un abonnement) et de son site Internet.
En juillet 2012, Alexis Brézet devient directeur de la rédaction du journal en remplacement d'Étienne Mougeotte. Depuis, la diffusion payée du Figaro est repartie à la hausse.
En septembre 2015, Le Figaro propose une offre de rachat au Groupe CCM Benchmark, qui possède les sites Comment ça marche, Le Journal du Net, L’Internaute et Copains d'avant. « Cette acquisition nous permet de changer de dimension et de nous battre directement contre Facebook ou Orange en France », se félicite Marc Feuillée, directeur général du Figaro, qui revendique, avec CCM Benchmark, la place de « leader français des médias numériques ».
Le 11 mars 2025, Le Figaro annonce lancer une rubrique en anglais, « Le Figaro in English »,.

#### L'indépendance éditoriale en question: période Chirac - Sarkozy
L'indépendance éditoriale du Figaro est un sujet polémique depuis sa prise de contrôle par Serge Dassault en juin 2004. Les critiques se focalisent sur quelques déclarations de ce dernier : Mon groupe doit « posséder un journal ou un hebdomadaire pour y exprimer son opinion. » ; un journal « permet de faire passer un certain nombre d’idées saines. » ; « par exemple, les idées de gauche sont des idées pas saines. ». Fin septembre 2004, le directeur de la rédaction, Jean de Belot,, est démis. À la suite, la Société des rédacteurs du journal vote à 93 % une motion réaffirmant l'indépendance éditoriale de la rédaction.
Dès juillet 2004, un article relatant la rencontre entre le président algérien Abdelaziz Bouteflika et le président français Jacques Chirac est en partie censuré : la partie faisant allusion à une éventuelle commande de Rafale, pourtant déjà rapportée dans l'édition de la veille du Monde, est supprimée sur demande directe de Serge Dassault. Cet événement prenant place peu après la publication d'un article critiquant l'Eurofighter, concurrent direct du Rafale de Dassault Aviation, des questionnements émergent au sein de la rédaction. En août 2004, un entretien avec Andrew Wang dont le journal avait l'exclusivité, dans le cadre de l'affaire des frégates de Taïwan, est écarté sur demande de Serge Dassault ; ce qui déclenche des troubles pendant quelques mois au sein de la rédaction.
En octobre 2008, le Syndicat national des journalistes (SNJ) publie un communiqué dans lequel il s'inquiète de l'absence d'indépendance au sein de la rédaction, et dénonce l'alignement du journal sur la politique du Gouvernement et de Nicolas Sarkozy, ainsi que sur les intérêts des entreprises de Serge Dassault en France et à l'étranger.
En 2009, Le Figaro est cité dans l'affaire des sondages de l'Élysée. Il apparaît en effet que le journal aurait publié des sondages payés par le budget de la présidence de la République, sous Nicolas Sarkozy. En réponse, la société des rédacteurs du titre demande au directeur de la rédaction, Étienne Mougeotte, de « mettre immédiatement un terme à ce type de « coproduction » qui nuit gravement à la crédibilité des titres du groupe ».
En mars 2014, l'hebdomadaire satirique Le Canard enchaîné publie et diffuse sur son site les enregistrements pirates de Patrick Buisson, conseiller de Nicolas Sarkozy lorsqu'il était président de la République française. On peut notamment y entendre, lors d'une réunion au palais de l'Élysée avant un discours important, Nicolas Sarkozy demander si « on peut faire plaisir à Mougeotte [alors directeur du Figaro] en lui envoyant le texte ». On peut ensuite entendre Patrick Buisson appeler Étienne Mougeotte et lui lire la quasi-intégralité de l'allocution de Nicolas Sarkozy. Il conseille aussi fortement au patron du Figaro de « faire passer dans le titre l'idée de la nécessité de s'adapter aux circonstances nouvelles », ajoutant « c'est ça l'idée ». Le lendemain, Le Figaro titrait en une : « Un gouvernement fortement remanié : la stratégie de Sarkozy face aux défis du monde arabe ».
Le même hebdomadaire publie en novembre 2016 des extraits d'une conversation entre l'homme d'affaires proche de Nicolas Sarkozy Alexandre Djouhri et le conseiller pour les activités médias du groupe Dassault, Rudi Roussillon, ayant eu lieu en mars 2015. À propos de l'affaire Sarkozy-Kadhafi, Alexandre Djouhri, lui-même impliqué dans cette affaire, suggère à Rudi Roussillon de « faire faire un édito sur ce sujet » dans Le Figaro et lui propose le nom de Yves Thréard. Rudi Roussillon accepte la proposition.
Le 20 avril 2017, pendant le débat télévisé organisé par France 2 dans le cadre de l'élection présidentielle française de 2017, le candidat Nicolas Dupont-Aignan a dénoncé « la censure » dont il serait victime au Figaro. Il a notamment dévoilé un échange de SMS avec le propriétaire du journal. Serge Dassault : « Le boycott de mon journal n'est que la conséquence de ton attitude contre Fillon et ce n'est pas restant dans ton coin que tu y arriveras mais en étant dans une équipe gouvernementale. Il vaut mieux manger une soupe que du pain rassis. » Nicolas Dupont-Aignan : « Je suis scandalisé que tu assumes ce boycott. » Serge Dassault : « Cela n'arrivera plus quand tu cesseras de combattre Fillon. » Nicolas Dupont-Aignan : « C'est de la censure. » Serge Dassault : « Si tu changes d'avis, il n'y aura plus de censure je te le promets ».
L'absence d'indépendance éditoriale au sein de la rédaction du Figaro, réelle ou supposée, est régulièrement pointée par des médias tels que Le Canard enchaîné,, Le Monde diplomatique,, Mediapart, Arrêt sur images, ou encore Acrimed,.

#### Période Macron et ses polémiques
Après l'élection d'Emmanuel Macron, Marianne pointe du doigt l'accueil « bienveillant » que le journal réserve au nouveau président, qui accorde au seul Figaro son premier entretien exclusif à la presse écrite française. Ce soutien affiché ne serait pas sans susciter des réactions hostiles d'une partie de son lectorat, une autre partie désignée comme aisée et libérale, elle, n'étant pas hostile à ce rapprochement.
Emmanuel Macron critique Le Figaro, propriété de l'industriel Serge Dassault, pour sa complaisance à l'égard de l'industrie militaire française ; le site Arrêt sur images s'interroge pour sa part sur une éventuelle complaisance du journal à l'égard du Qatar, client de cette même industrie.
Après le scandale lié à la Ligue du LOL, Guillaume Roquette, directeur de la rédaction du Figaro Magazine demande à Libération, le 12 février 2019 sur Twitter, de « laver son linge sale en famille » sans « mouiller » les autres médias après une de leur part. À la suite de cette remarque, Checknews, le service de Libération spécialisé dans la vérification des faits révèle, le 12 mars 2019, que Le Figaro ne serait pas épargné par le sexisme et les violences sexuelles, se basant sur des témoignages anonymes de journalistes dénonçant « une rédaction machiste », le fait qu'« à chaque fois qu’une femme est nommée à un poste de responsabilité, ça fait jaser », un « sexisme à l’ancienne ». Le département journalisme d’une université française dissuaderait les étudiantes à faire un stage dans un des services du Figaro à cause des « remarques sur le physique et les propositions déplacées du chef du service en question ». En réponse, le directeur des rédactions Alexis Brézet communique qu'aucune plainte n'a été reçue par la direction et qu'aucun fait n'a été porté à sa connaissance par les institutions représentatives du personnel. L'élu Patrick Bele du SNJ admet que « Le Figaro n’est pas une entreprise hors sol. On n’a jamais été épargné par ce phénomène ». Pour un autre élu, « on ne va pas s’arrêter au tweet de Roquette pour dire il n’y a pas de ça chez nous ». Entre-temps le 11 mars 2019, le journal a nommé une référente en charge d’accompagner les salariés en matière de harcèlement sexuel et agissements sexistes, comme la loi l'exige depuis le 1er janvier 2019.

#### Autres polémiques politico-médiatiques
Avec la candidature d'Éric Zemmour à l'élection présidentielle française de 2022, Le Figaro est accusé, y compris en interne, d'avoir servi de marchepied politique et médiatique à un idéologue de la haine et de la désinformation,,. Sur LCI, Jean-Michel Aphatie remarque qu'après leur condamnation pour antisémitisme, les militants d'extrême droite Alain Soral et Dieudonné ont tous deux été bannis des médias, alors que les condamnations pour incitation à la haine raciale d'Éric Zemmour n'ont au contraire eu pour effet que d'élargir son espace d'expression, écrit comme télévisuel. Le directeur adjoint du Figaro Yves Thréard défend son confrère par ces mots : « On ne peut pas les comparer. […] Zemmour ne s'en prend pas aux Arabes parce qu'ils sont arabes, [mais] parce qu'il dit : "Ce sont des voleurs" ».
En 2022, le magazine Le Figaro Histoire publie un entretien avec l'essayiste espagnol d'extrême droite Pío Moa, dans lequel celui-ci se livre, selon Mediapart, « à une réhabilitation sans nuance ni contradiction du dictateur espagnol Francisco Franco »,,. Après la publication d'une vidéo qui est beaucoup commentée sur les réseaux sociaux, l’article suscite de nombreuses réactions d'historiens spécialisés sur l'histoire espagnole, pour son révisionnisme historique concernant le déclenchement de la guerre civile en Espagne en 1936, à qui Moa attribue l’entière responsabilité aux « gauches »,. Mediapart cite notamment l'historienne Charlotte Vorms, qui parle de « falsification », et Arrêt sur images affirme que Le Figaro réhabilite les thèses franquistes. Plusieurs responsables politiques de gauche réagissent également.

## Transparence, indépendance, finances

### Actionnariat
Le journal Le Figaro est publié par la Société du Figaro, une filiale du Groupe Figaro.
Le Groupe Figaro contrôle : 
- Le Figaro (Société du Figaro)
- Le Figaro Magazine
- Le Particulier
- Jours de France
- TV Magazine
- CCM Benchmark
  - Le Journal des femmes
  - Le Journal du net
  - Droitfinances.net
  - Lintern@ute
- La Chaîne Météo
- Des agences de voyage (Les Voyages F, les agences Marco Vasco, Les Maisons du Voyage)
- Deux billetterie de spectacles (TickeTac et Le Figaro Billetterie)
- Des agences de communication (14 Haussmann, Social & Stories, MGC Connecting)

Le Groupe Figaro est 100 % détenu par la famille Dassault via leur holding GIM.

### Statut juridique et direction
Le Figaro est publié par Société du Figaro, une société par actions simplifiée (SAS).
Ses administrateurs sont Thierry Dassault, Olivier Costa de Beauregard, Benoît Habert et Rudi Roussillon.
Depuis 2011, son directeur général est Marc Feuillée, également directeur du Groupe Figaro .
Son président est Charles Edelstenne, président de Dassault Aviation et président du Groupe Figaro.

### Société des journalistes du Figaro
Les journalistes du Figaro et du Figaro Magazine sont représentés par la Société des Journalistes du Figaro. Cette organisation s'est formée en 1985 ; elle s'exprime parfois dans le journal mais principalement sur Internet.
La Société des Journalistes du Figaro détient 3 actions du capital social de la Société du Figaro et siège au Conseil de Surveillance.

### Indépendance de la rédaction
Contrairement à d'autres journaux français comme Le Monde ou Libération, le directeur de la rédaction n'est pas élu par les journalistes de la rédaction, mais uniquement choisi par l'actionnaire.
Après le renvoi du général Pierre de Villiers, qui demandait une hausse du budget militaire, Le Figaro publie en juillet 2017 certains articles qui critiquent le président de la République,. En retour, Emmanuel Macron critique Le Figaro, en jugeant : « Personne ne relève que des journaux financés par les contrats de défense ont mené une campagne de plusieurs semaines pour protéger ces derniers ». Emmanuel Macron considère qu'il y a « une consanguinité » entre la presse et les industriels de la défense.
Un article sur le Qatar avait déjà été supprimé en juillet 2020 du site Internet du Figaro, sans aucune explication de la rédaction. Le Qatar est un client majeur de Dassault.
Depuis 2012, le directeur des rédactions est Alexis Brézet, sur choix personnel de Serge Dassault, à la suite de l'élection de François Hollande à la présidence de la République. Ancien conseiller du député européen FN Jean-Marie Le Chevallier, il a été rédacteur en chef puis directeur de la rédaction de l'hebdomadaire Valeurs actuelles.

### Finances
En 2022, le Groupe Figaro réalise un chiffre d'affaires de 570 millions d'euros et un résultat opérationnel de 31 millions d'euros. Toutes les entreprises du Groupe Figaro sont bénéficiaires mais le résultat du journal Le Figaro est inconnu, car le groupe ne communique pas de résultats détaillés.
En 2023, Le Figaro et son site Internet affichent 400 000 abonnés, dont 270 000 abonnés uniquement au numérique.
En 2021, le groupe aéronautique Dassault injecte 50 millions d'euros dans la Société éditrice du Figaro.

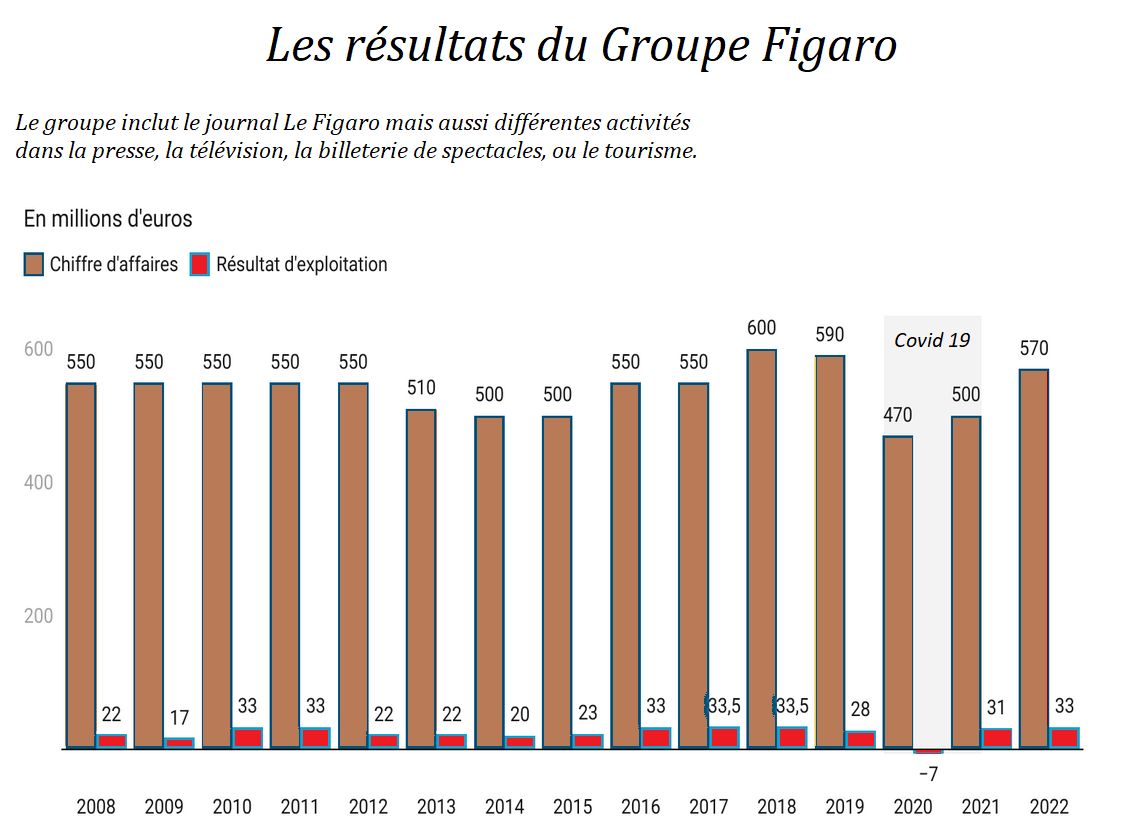
Les résultats financiers du Groupe Figaro.

Le journal perçoit des subventions publiques importantes directes ou indirectes de l'État. Ainsi, Le Figaro a perçu 3,85 millions d’euros d'aide du fonds d'aide à la modernisation de la presse de 2003 à 2010.
En 2018 et en 2022, Le Figaro fait partie des trois journaux français les plus subventionnés,.

## Organisation

### Direction générale
- Directeur de la rédaction : Alexis Brézet
- Directeur adjoint de la rédaction (Politique, Société, Débats et Opinions) : Vincent Trémolet de Villers
- Directeur adjoint de la rédaction (Économie) : Gaëtan de Capèle
- Directeur adjoint de la rédaction (Culture, Figaroscope, Télévision): Bertrand de Saint Vincent
- Directeur adjoint de la rédaction (Littéraire) : Étienne de Montety
- Directeur adjoint de la rédaction (Étranger) : Philippe Gelie
- Directeur adjoint de la rédaction (Sports, Opérations Spéciales, Sciences) : Yves Thréard
- Directrice adjointe de la rédaction (Mode, Tourisme, Loisirs, Automobile) : Anne-Sophie Von Claer
- Directrice adjointe de la rédaction (secrétariat de rédaction, photo) : Anne Huet-Wuilleme
- Rédacteur en chef photo : Stéphane Correa

### Journalistes actuels duFigaro
- Alexandre Adler (chroniqueur)
- Mohammed Aïssaoui (littéraire)
- Nicolas Barotte (politique PS)
- Eugénie Bastié (débats et opinions)
- Bertille Bayart
- Ariane Bavelier (danse)
- Patrick Bèle (étranger)
- Stéphane Bern (chroniqueur)
- Marie-Catherine Beuth
- Carine Bizet
- Claire Bommelaer
- Marie-Laetitia Bonavita (débats-opinions)
- François-Xavier Bourmaud (politique PS)
- André Brincourt
- Cédric Callier (sports)
- Martin Couturié (sports)
- Laurence de Charette (justice)
- Delphine Chayet
- Marc Cherki
- Jean Chichizola
- Valérie Collet
- Christophe Cornevin (police)
- Marielle Court (environnement)
- Laurent Louët (sports)
- Antoine Daccord (culture, loisirs, Tv)
- Olivier Delcroix (cinéma)
- François Delétraz
- Arnaud Coudry (sports)
- Kevin Antunes (sports)
- Thomas Delozier (sports)
- Nicolas d'Estienne d'Orves
- Anne Fulda
- Cécilia Gabizon
- Jean-Baptiste Garat (politique droite et centre)
- Rodolphe Geisler (politique MoDem et Verts)
- Renaud Girard (étranger)
- Jean-Marie Guénois (religion)
- Adrien Guilloteau
- Armelle Héliot (théâtre)
- Claudine Hesse
- Sophie Huet (politique Assemblée)
- Charles Jaigu (politique Élysée)
- Adrien Jaulmes
- Anne Jouan
- Éric de La Chesnais (agriculture)
- Arnaud de La Grange (étranger, Chine)
- Marc Landré (social)
- Sébastien Lapaque (littéraire)
- Astrid de Larminat (littéraire)
- Agnès Leclair (famille)
- Jean-Marc Leclerc (police)
- Cyrille Louis (étranger)
- Delphine de Mallevoue (famille)
- Georges Malbrunot (étranger, Moyen-Orient)
- Laure Mandeville (étranger, États-Unis)
- Marie Maurisse
- Frédéric de Monicault (économie, énergie)
- Étienne de Montety (littéraire)
- Virginie Mouzat (mode)
- Delphine Minoui (étranger, Moyen-Orient)
- Isabelle Nataf (culture, télévision)
- Angélique Negroni (police, sécurité routière)
- Éric Neuhoff
- Paul-François Paoli
- Marie-Estelle Pech (éducation)
- Martine Perez (santé)
- Jacques Pessis
- Guillaume Perrault (politique extrême droite et Sénat)
- Sophie de Ravinel (politique gauche)
- David Reyrat (sports)
- Vincent Roux (Figaro Live)
- Anne Rovan
- Valérie Samson
- Jacques de Saint Victor (littéraire)
- Patrick Saint-Paul (étranger)
- Alain-Gérard Slama
- François Simon (gastronomie)
- Rémi Soulié (littérature)
- Laurent Suply (nouvelles technologies)
- Ivan Rioufol
- Pierre Rousselin (étranger)
- Anne Rovan (politique gouvernement)
- Solenn de Royer (politique Matignon)
- Bertrand de Saint-Vincent (chroniqueur)
- Yves Thréard (politique)
- Marie-Noëlle Tranchant (cinéma)
- Véziane de Vezins (chroniques)
- Marie Visot
- Judith Waintraub (politique)

### Anciens collaborateurs célèbres

#### Directeurs et dirigeants
| Portrait | Nom                       | Période             |
| -------- | ------------------------- | ------------------- |
|          | Hippolyte de Villemessant | 1854-1875           |
|          | Francis Magnard           | 1876-1894           |
|          | Fernand de Rodays         | 1879-1894           |
|          | Antonin Périvier          | 1894-1901           |
|          | Jules Cornély             | 1897-               |
|          | Gaston Calmette           | 1902-1914           |
|          | Alfred Capus              | 1914-               |
|          | Robert de Flers           | 1921-1922           |
|          | François Coty             | 1922-1933           |
|          | André Chaumeix            | 1926-1930           |
|          | Lucien Romier             | 1925-1927 1934-1940 |
|          | Pierre Brisson            | 1934-1942 1944-1964 |
|          | Jean Prouvost             | 1964-1975           |
|          | Robert Hersant            | 1975-1996           |
|          | Yves de Chaisemartin      | 1996-2004           |
|          | Serge Dassault            | 2004-2018           |

#### Célèbres figarotiers
Le Figaro est souvent considéré comme le « journal des académiciens », du fait du grand nombre d'« immortels » qui y ont écrit.

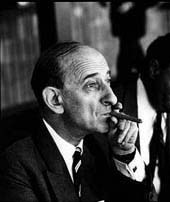
Raymond Aron
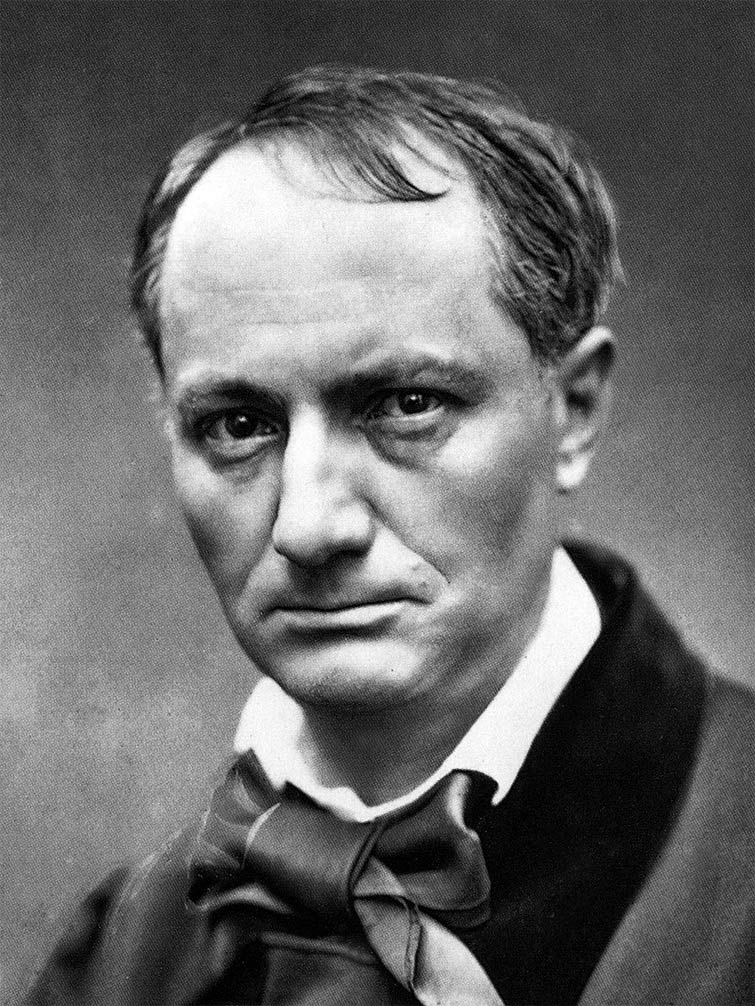
Charles Baudelaire
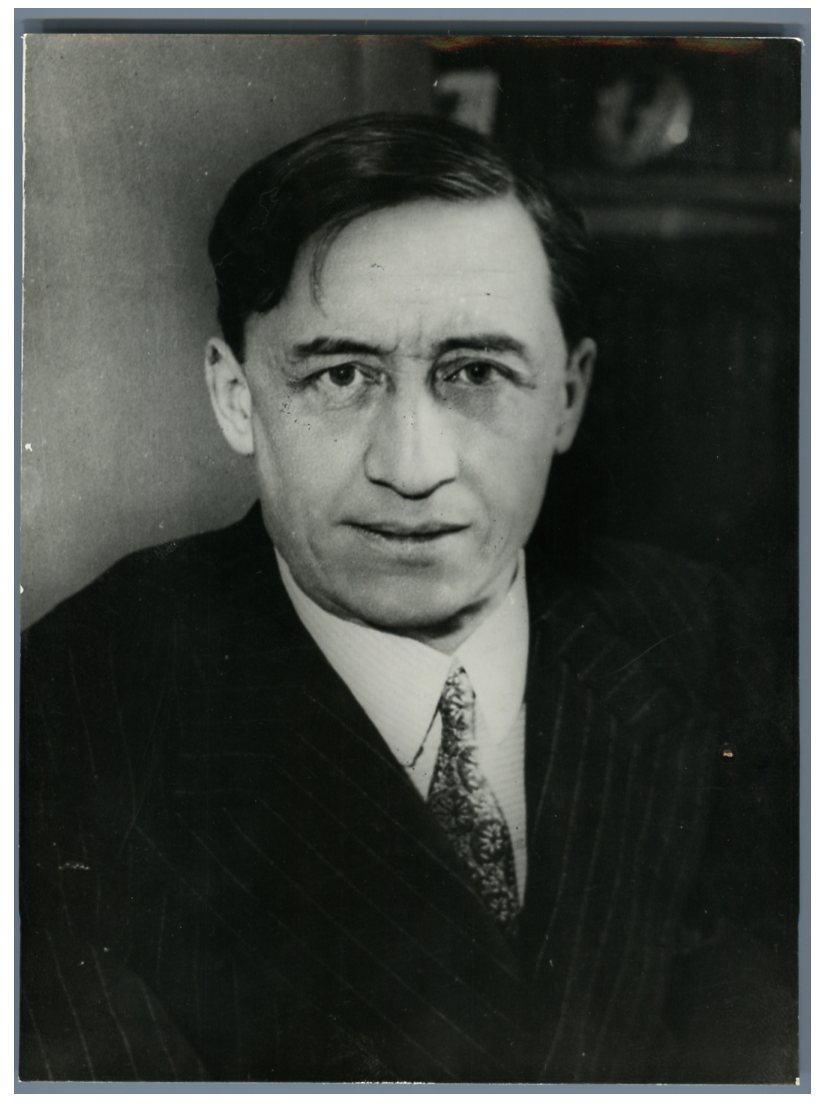
Gérard Bauër
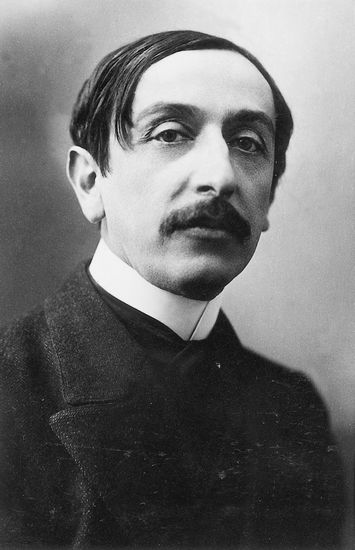
Maurice Barrès
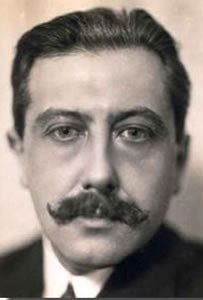
Georges Bernanos
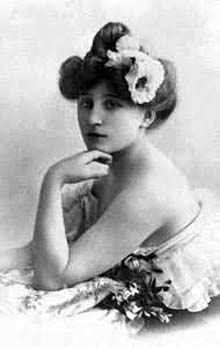
Colette
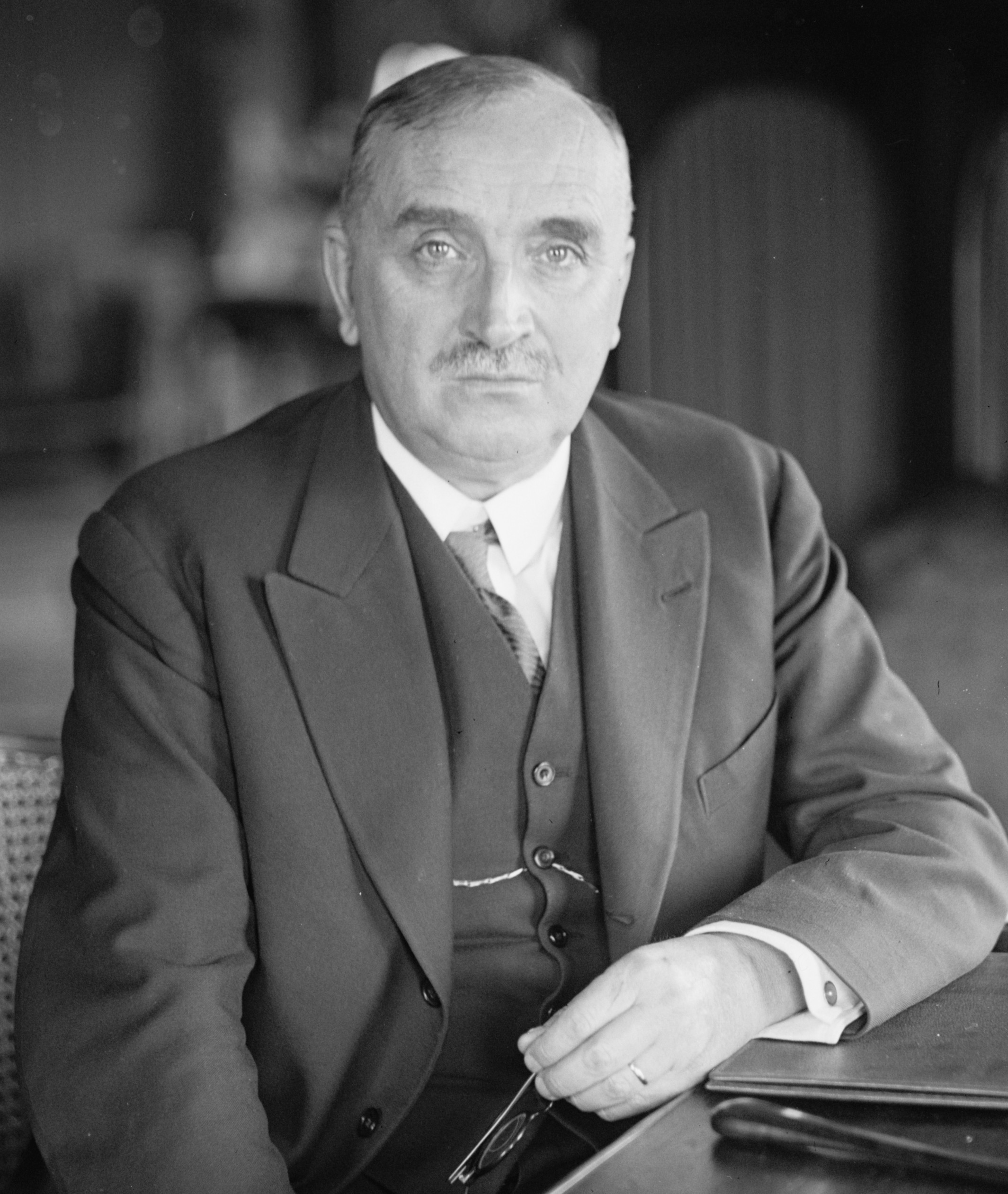
Paul Claudel
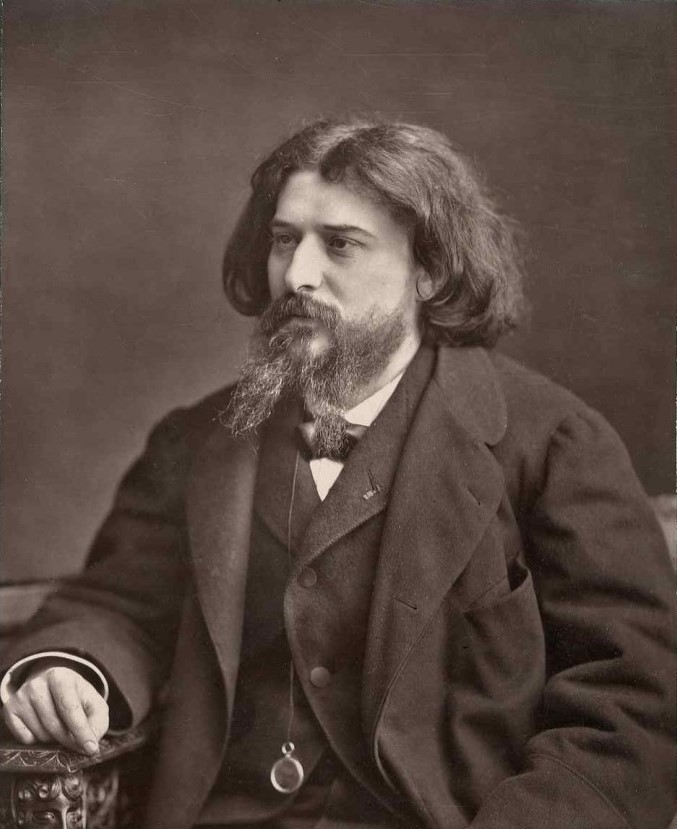
Alphonse Daudet
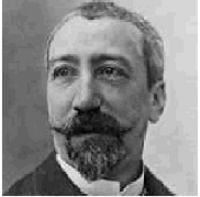
Anatole France
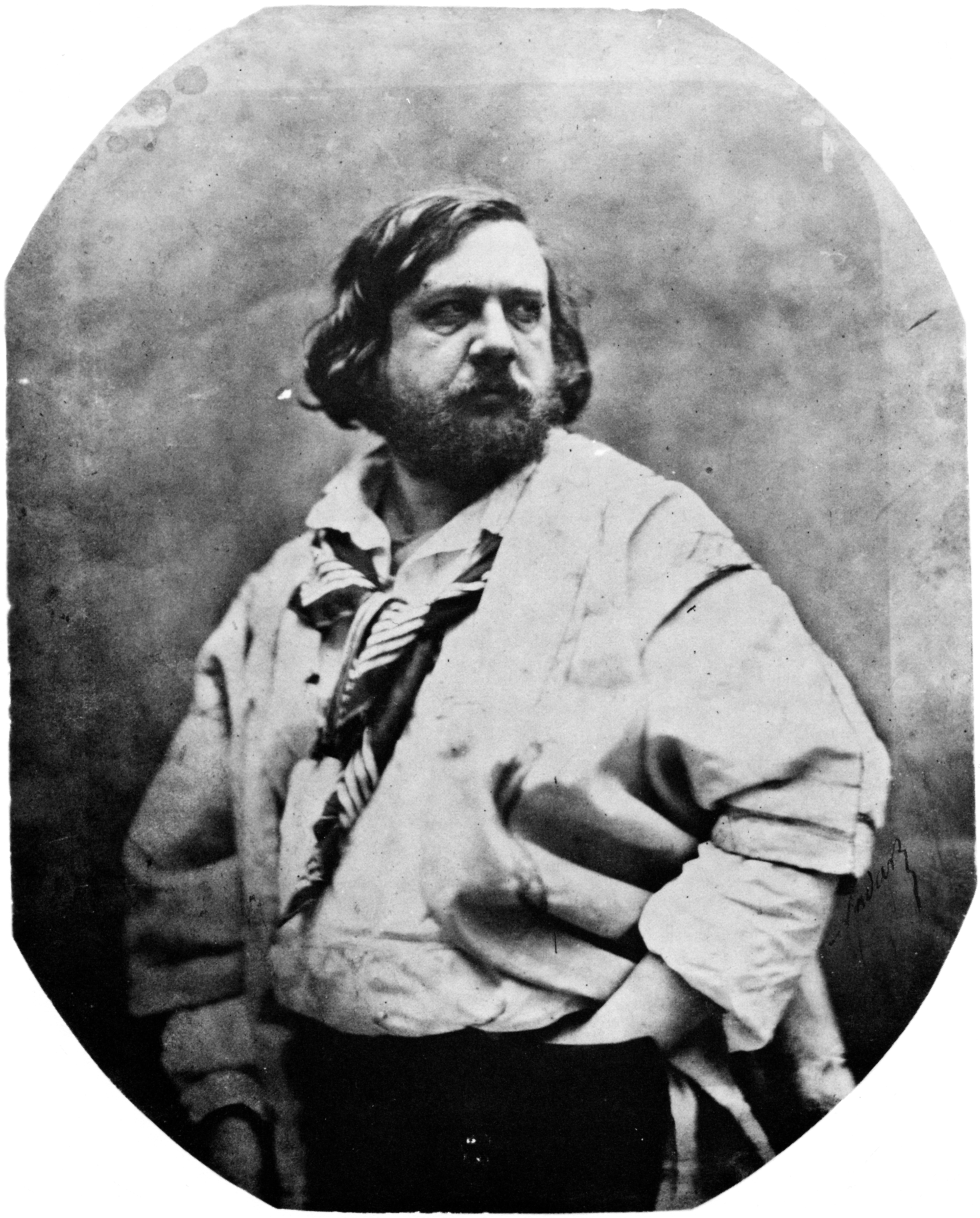
Théophile Gautier
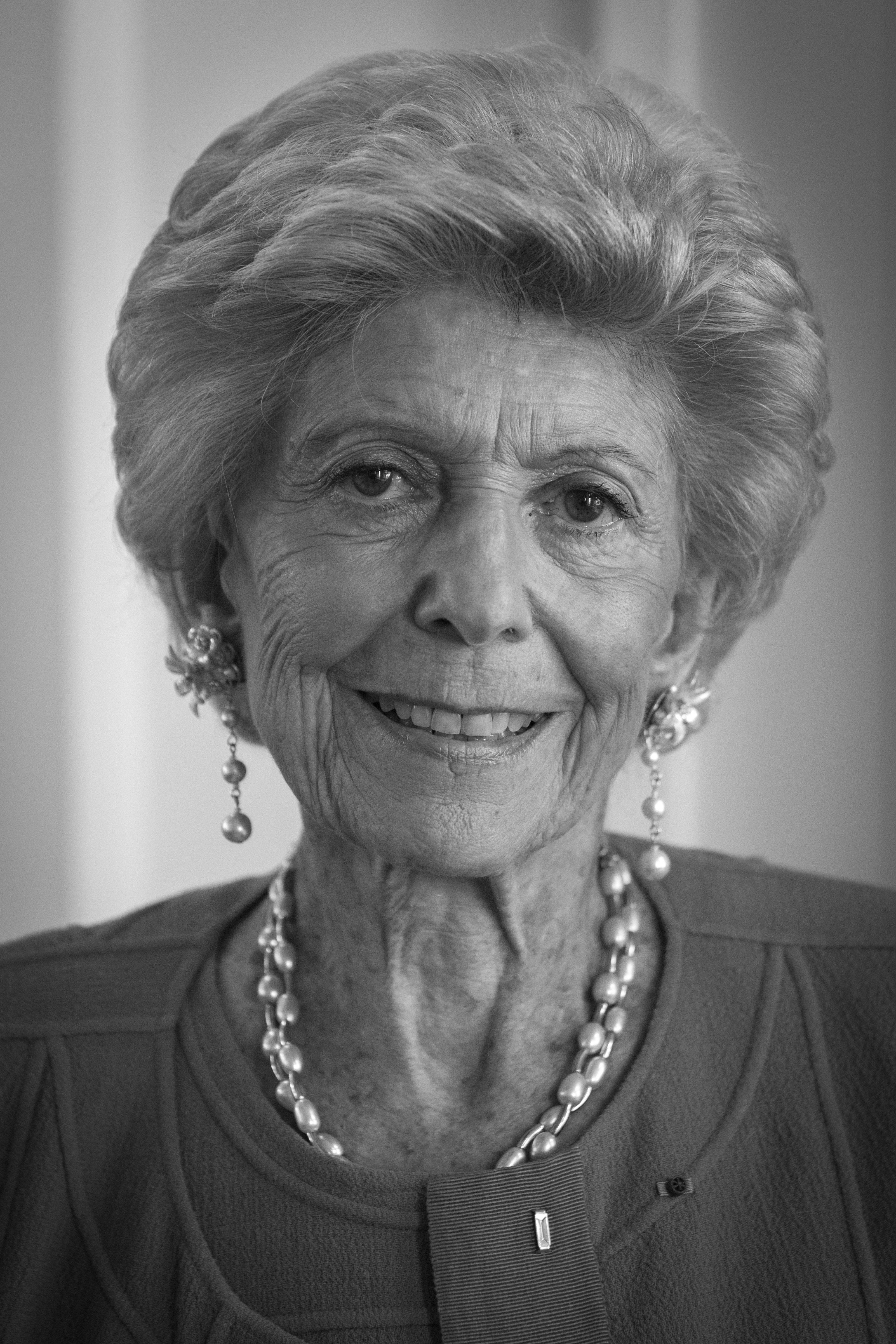
Hélène Carrère d'Encausse
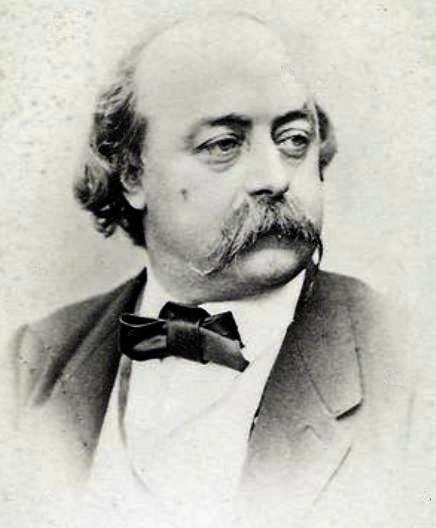
Gustave Flaubert
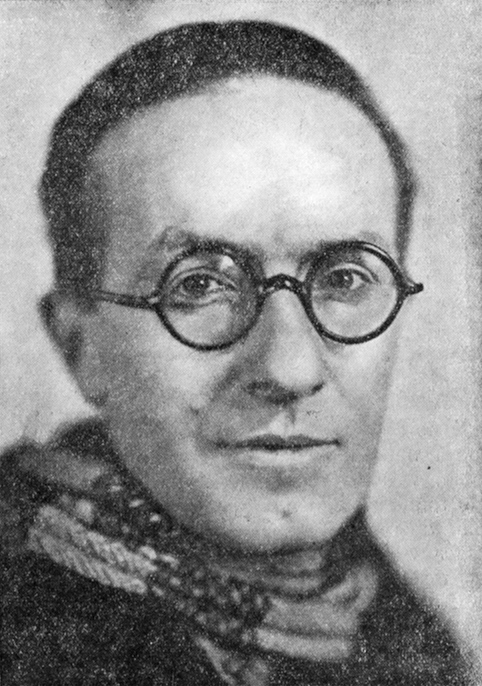
Jean Giraudoux
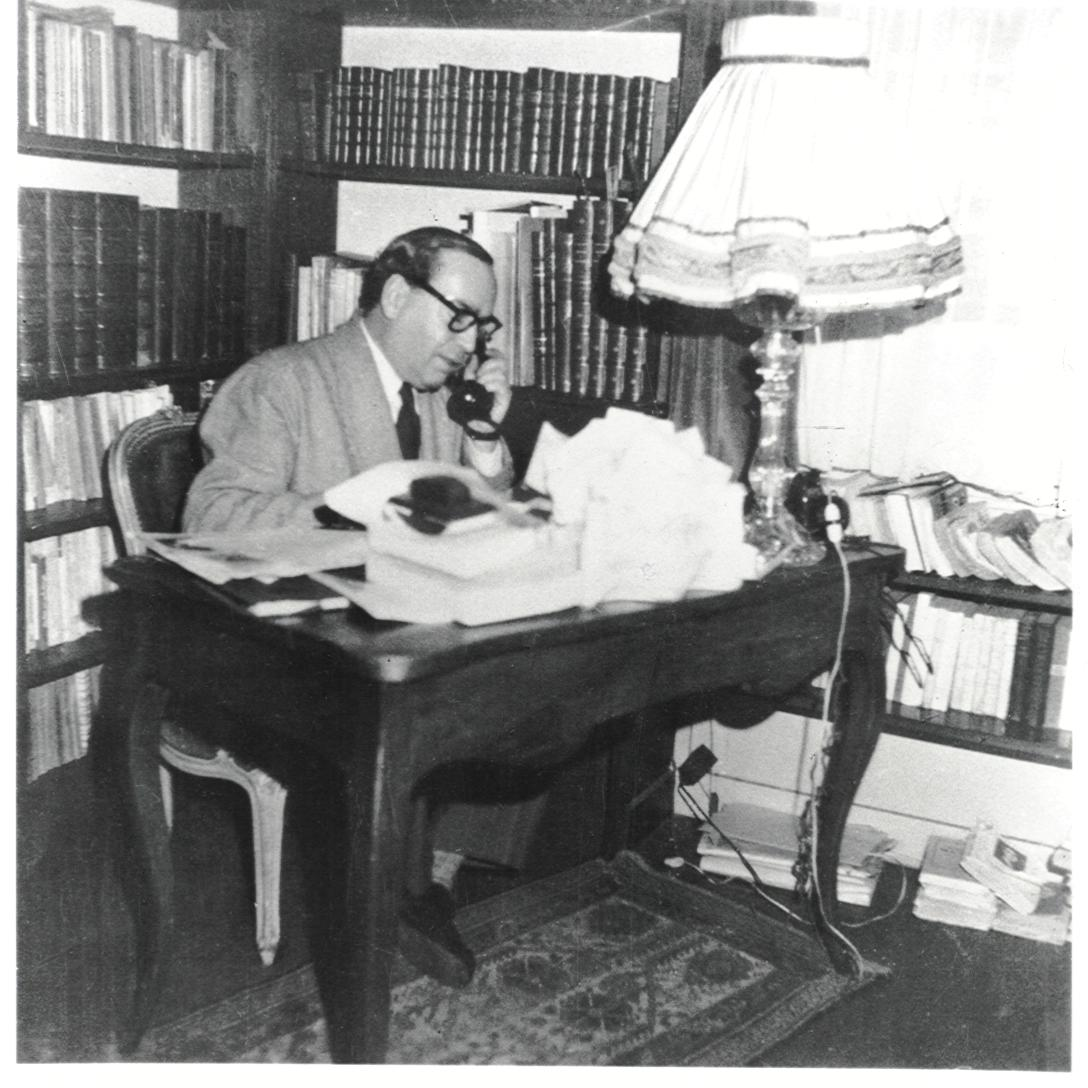
Paul Gordeaux
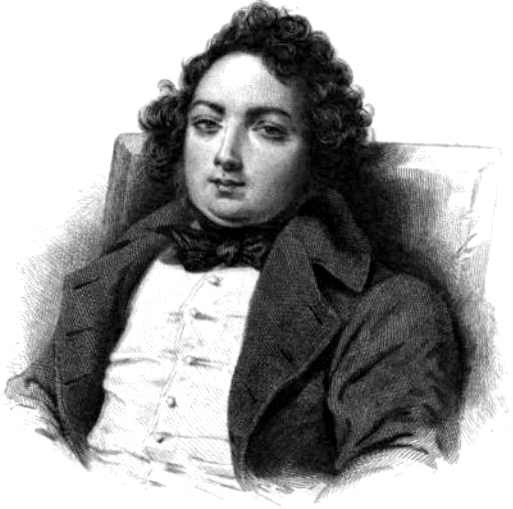
Jules Janin
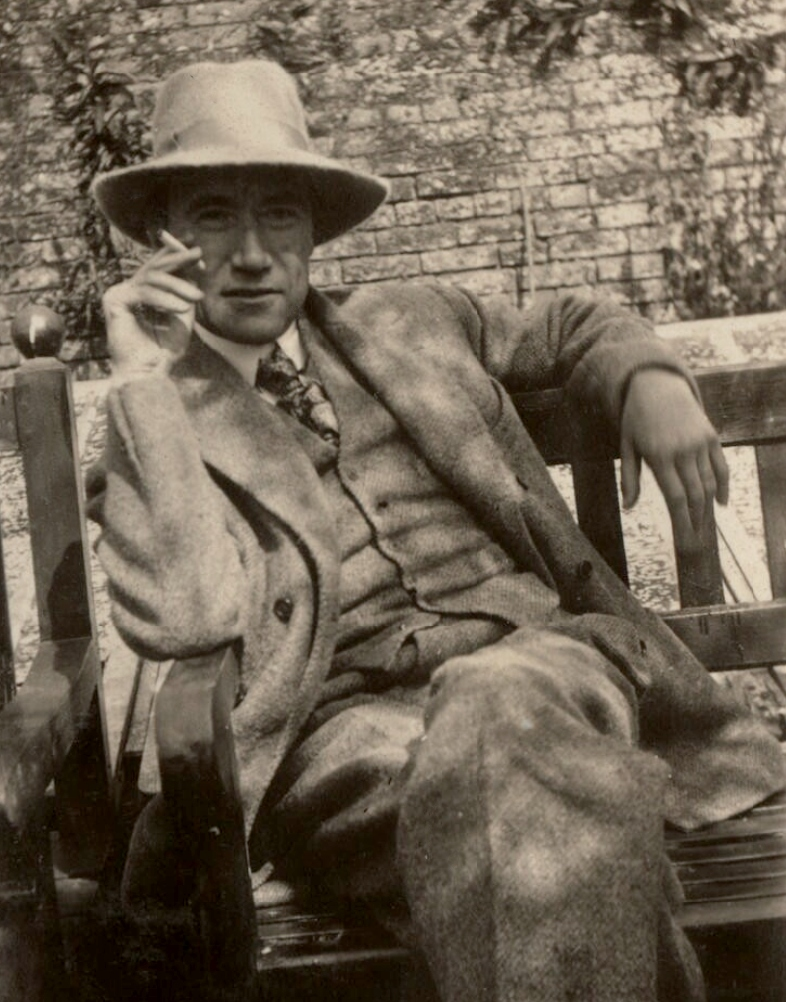
André Gide
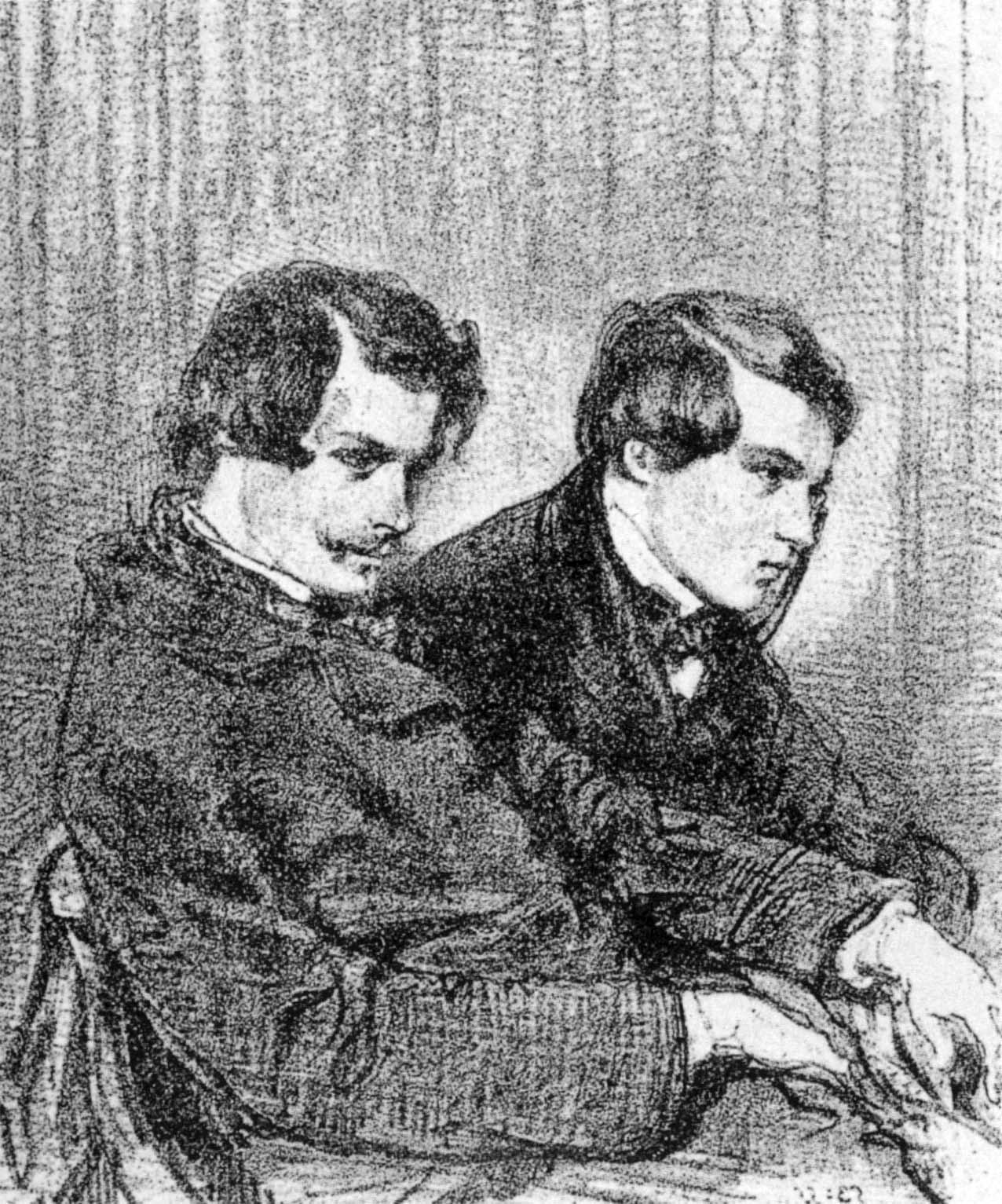
Les frères Goncourt
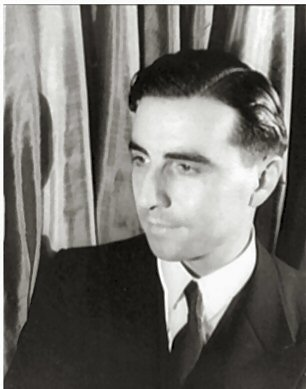
Julien Green
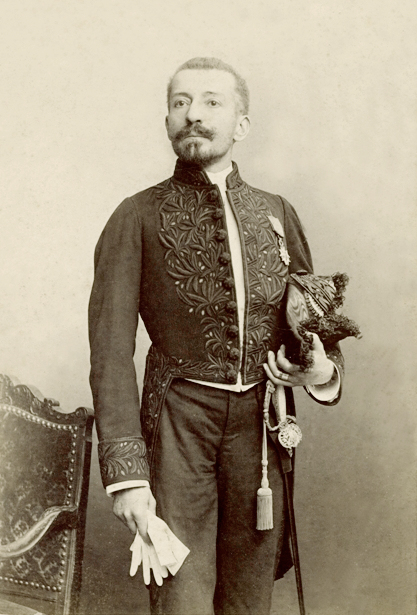
Pierre Loti
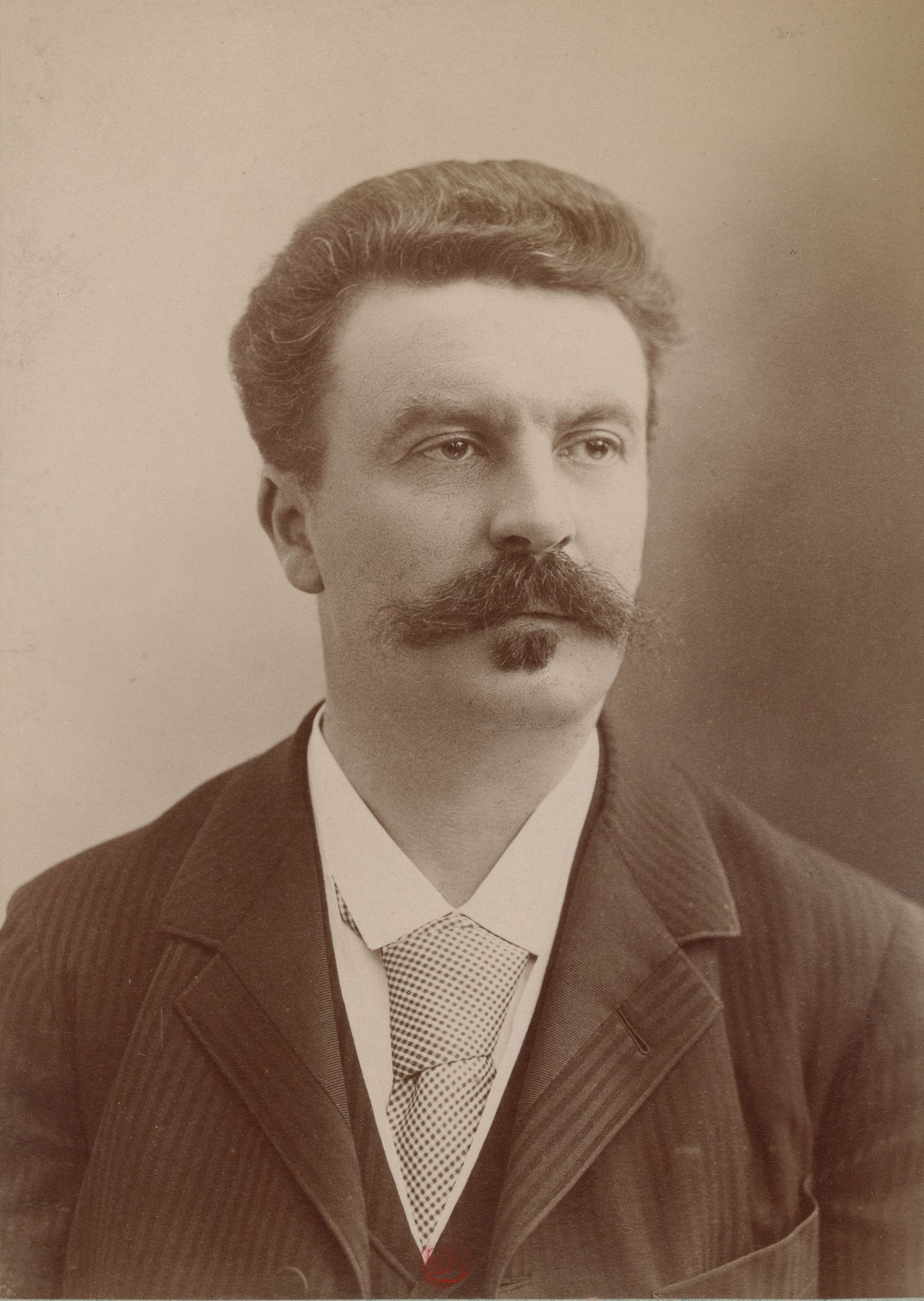
Guy de Maupassant
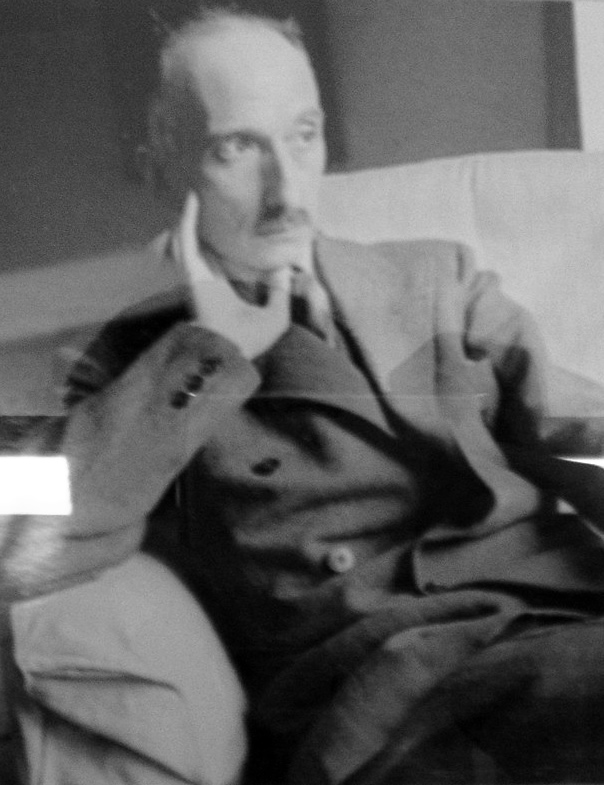
François Mauriac
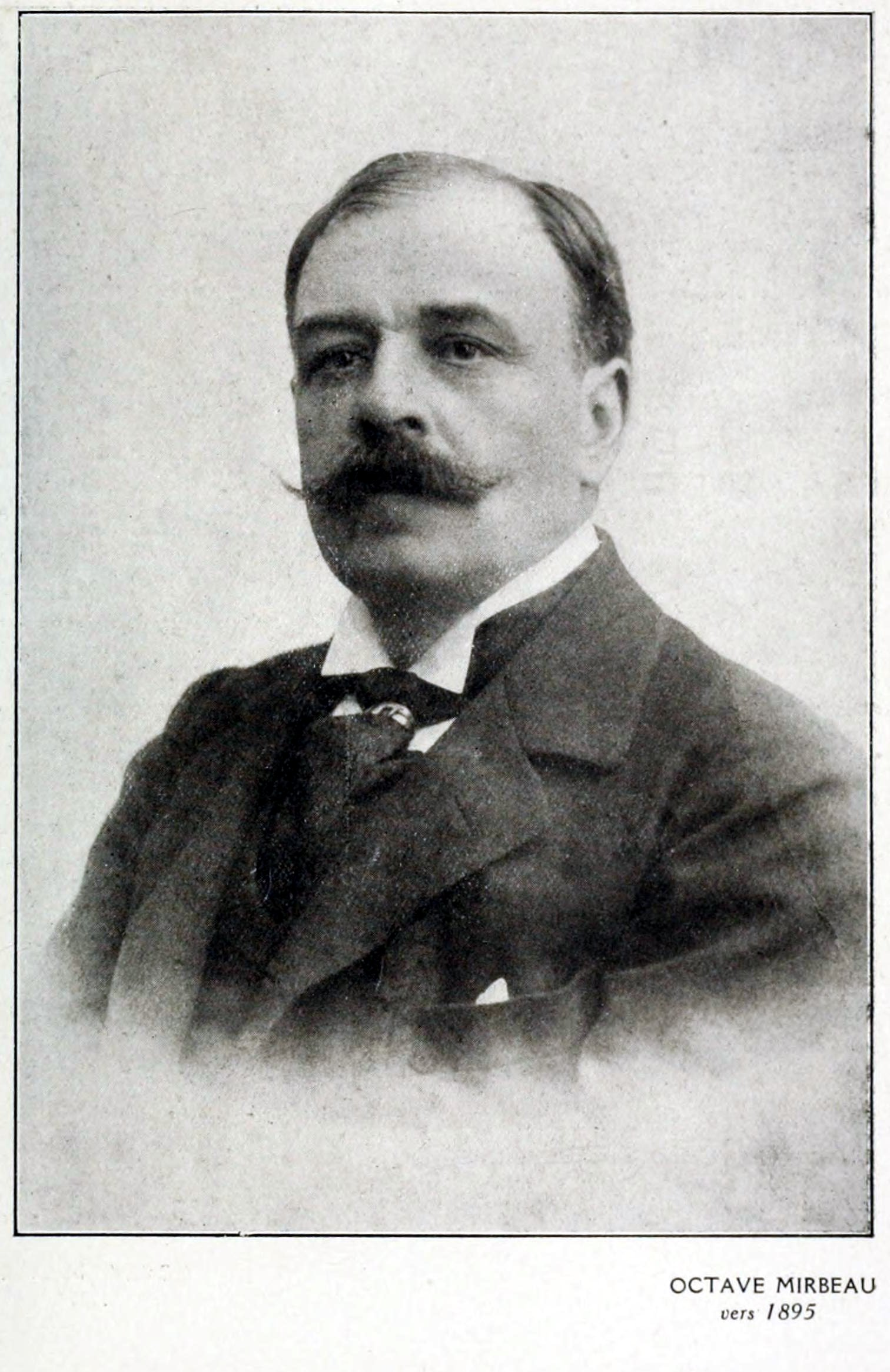
Octave Mirbeau
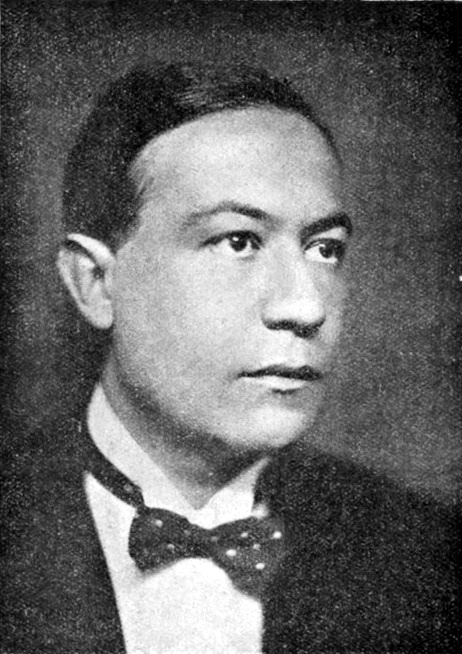
Paul Morand
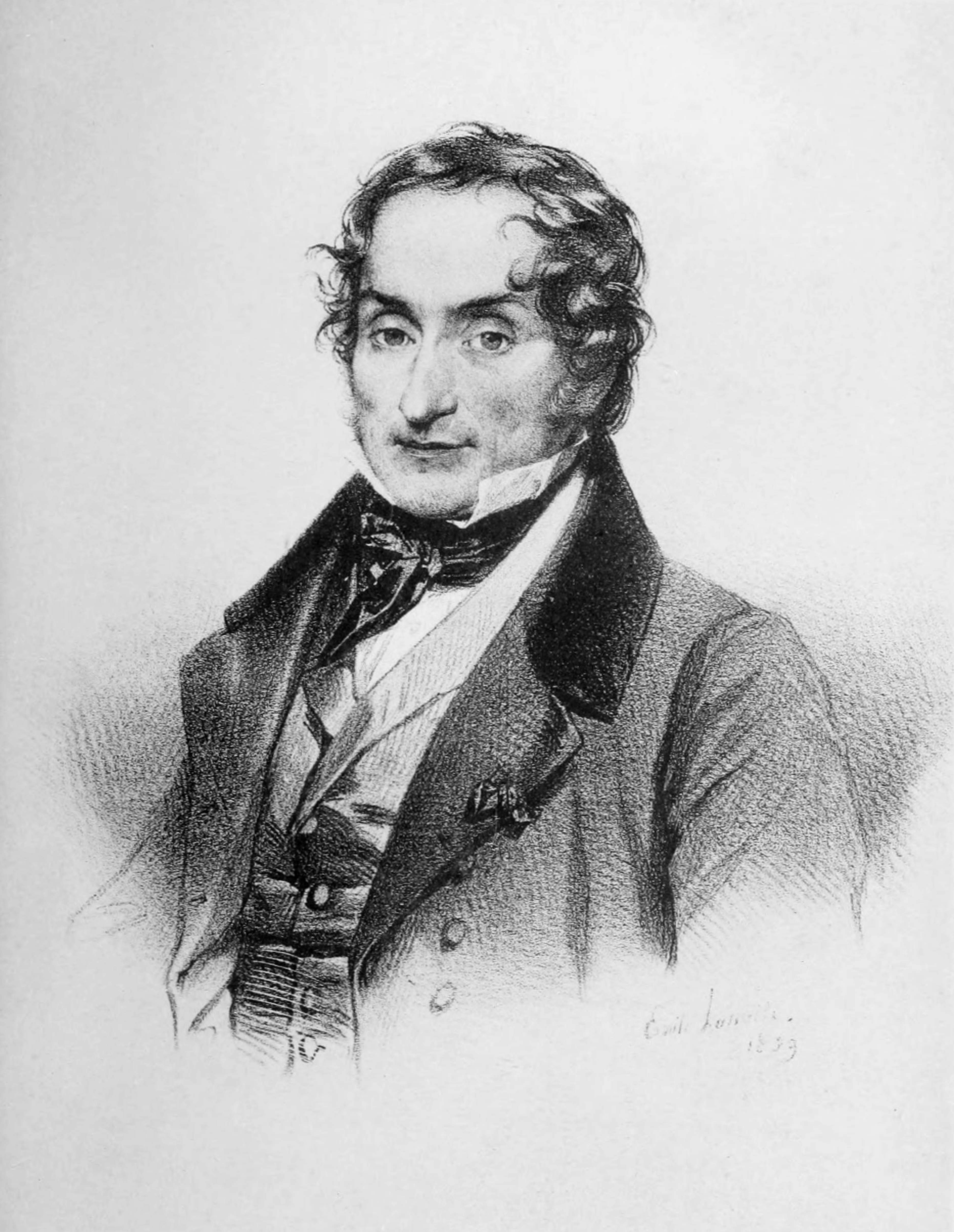
Charles Nodier
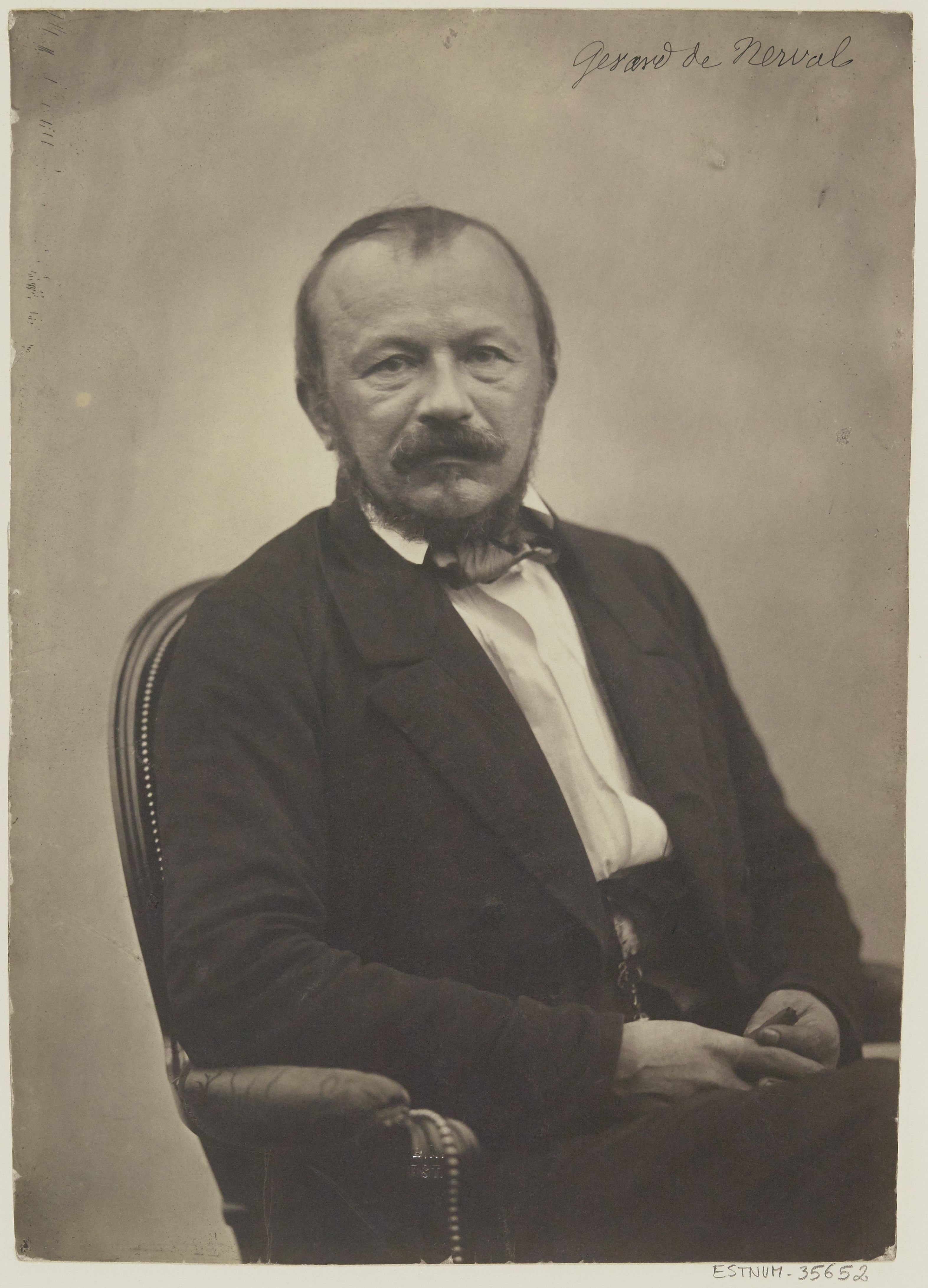
Gérard de Nerval
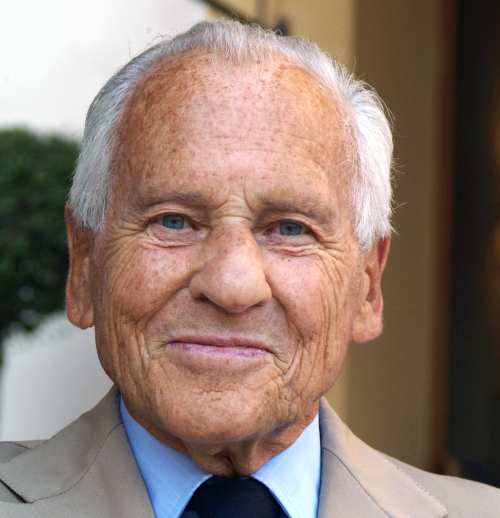
Jean d'Ormesson
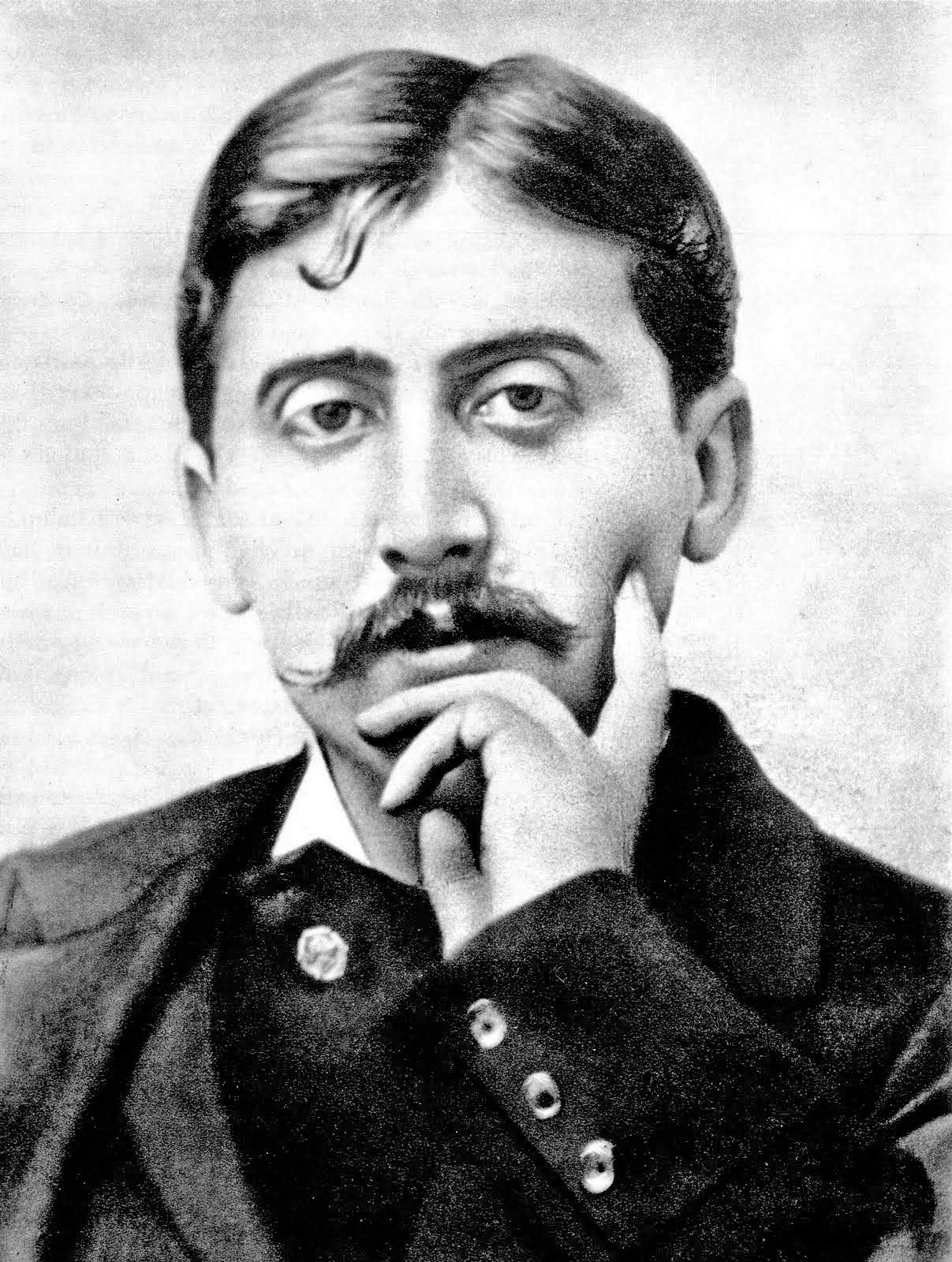
Marcel Proust
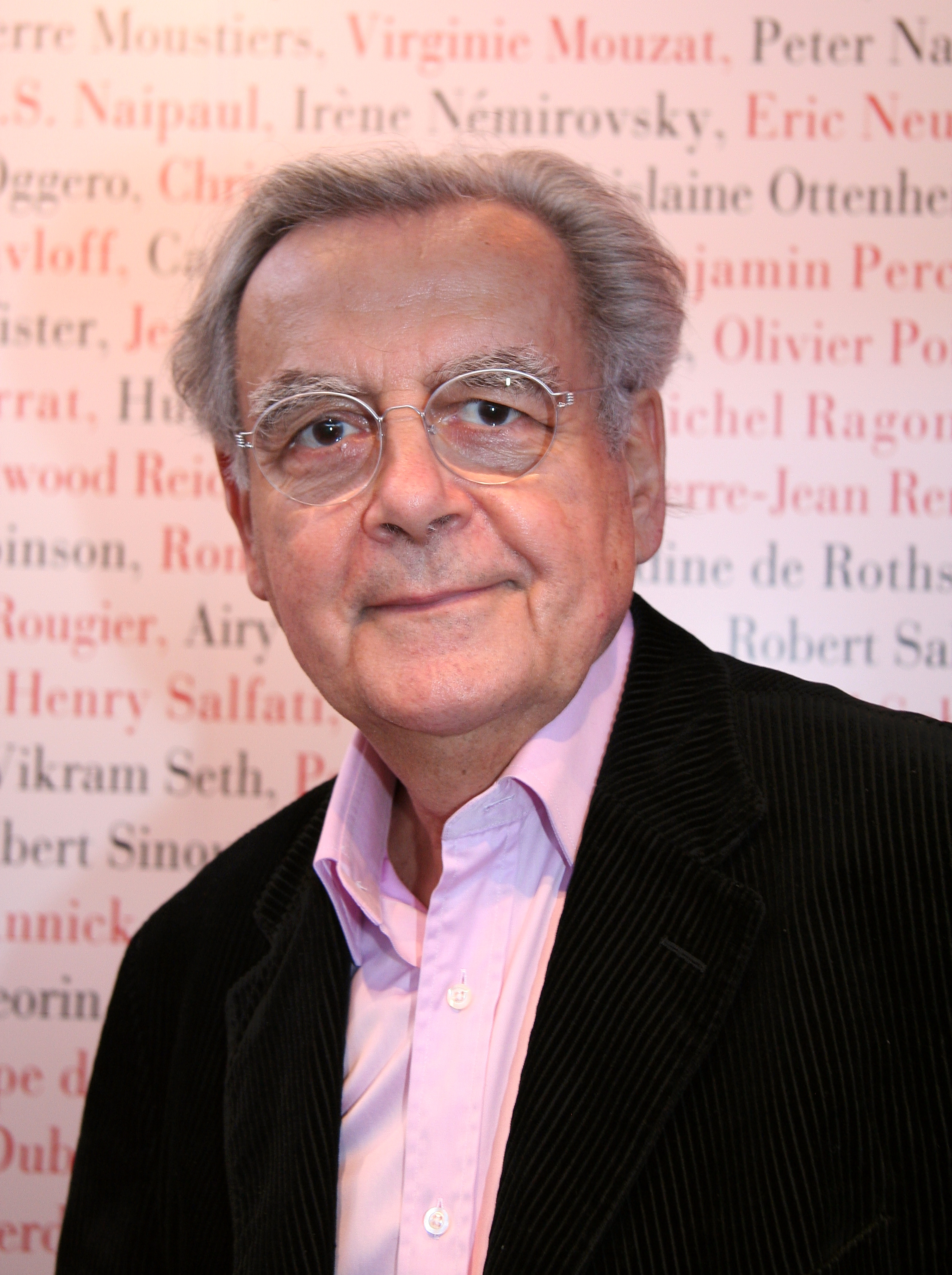
Bernard Pivot
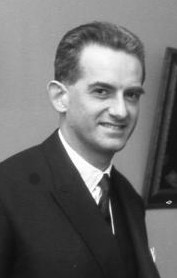
Alain Peyrefitte
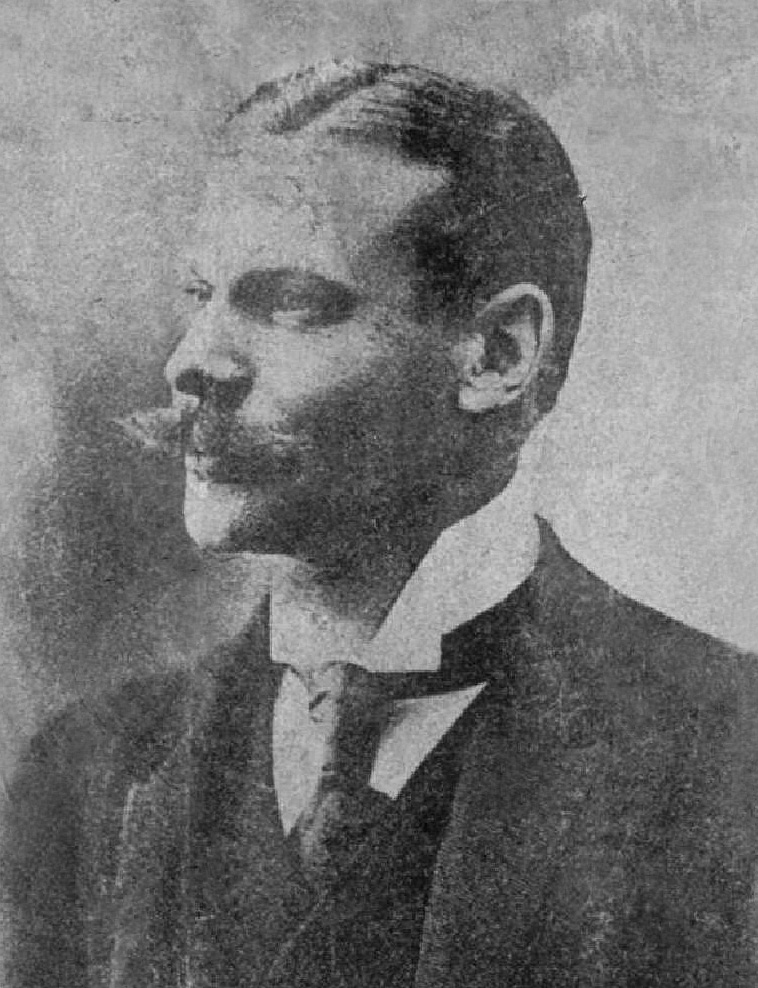
André Siegfried
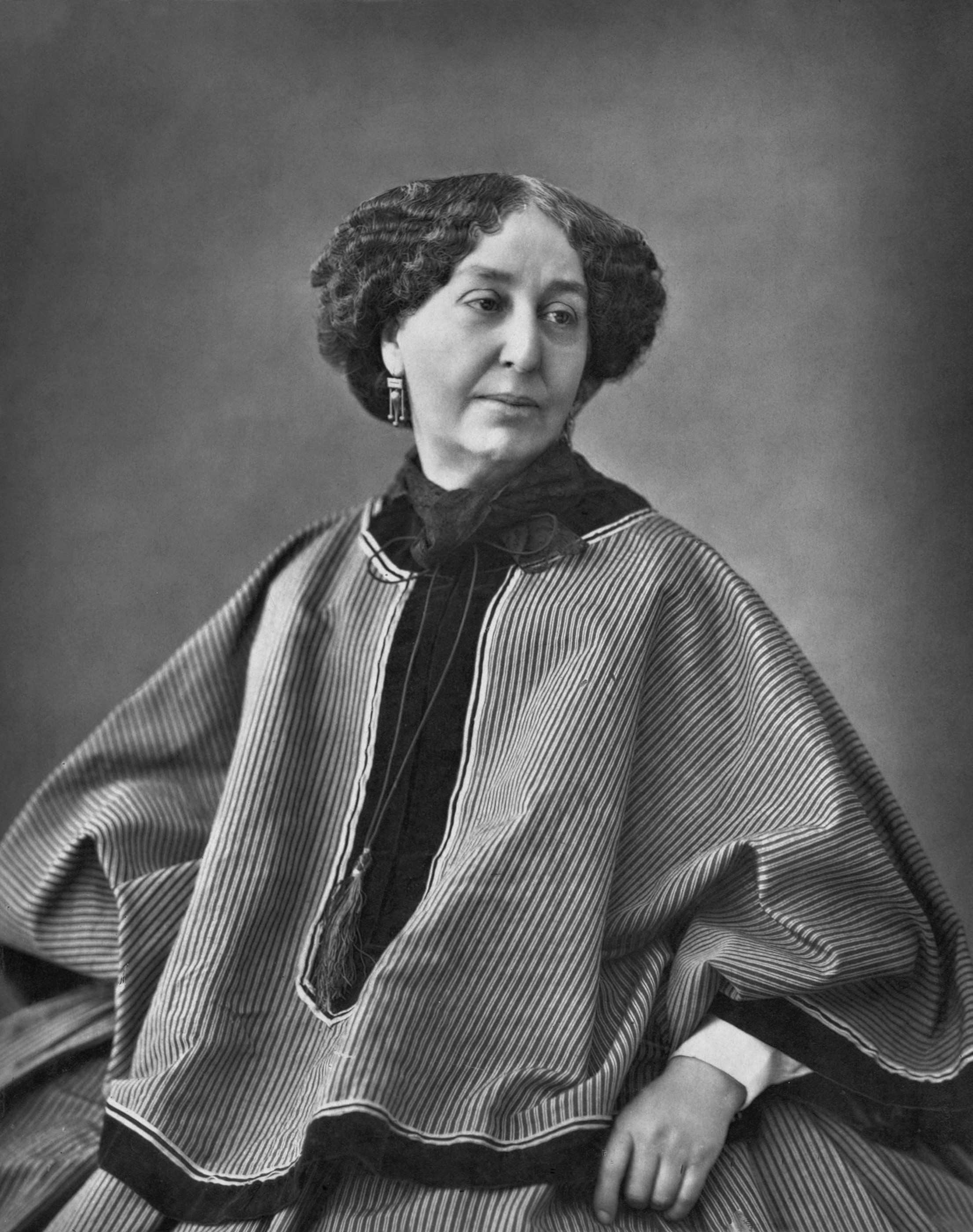
George Sand
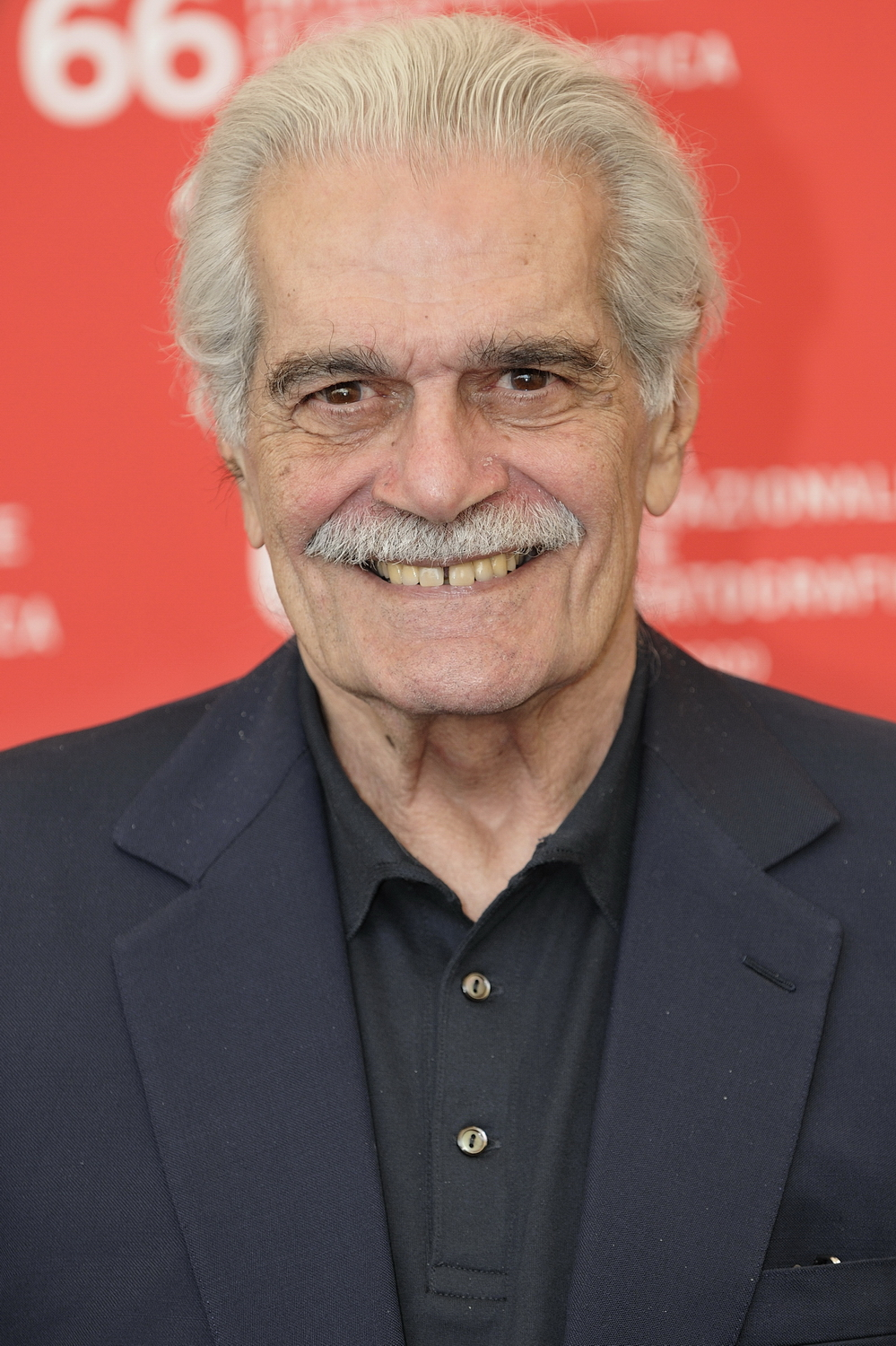
Omar Sharif
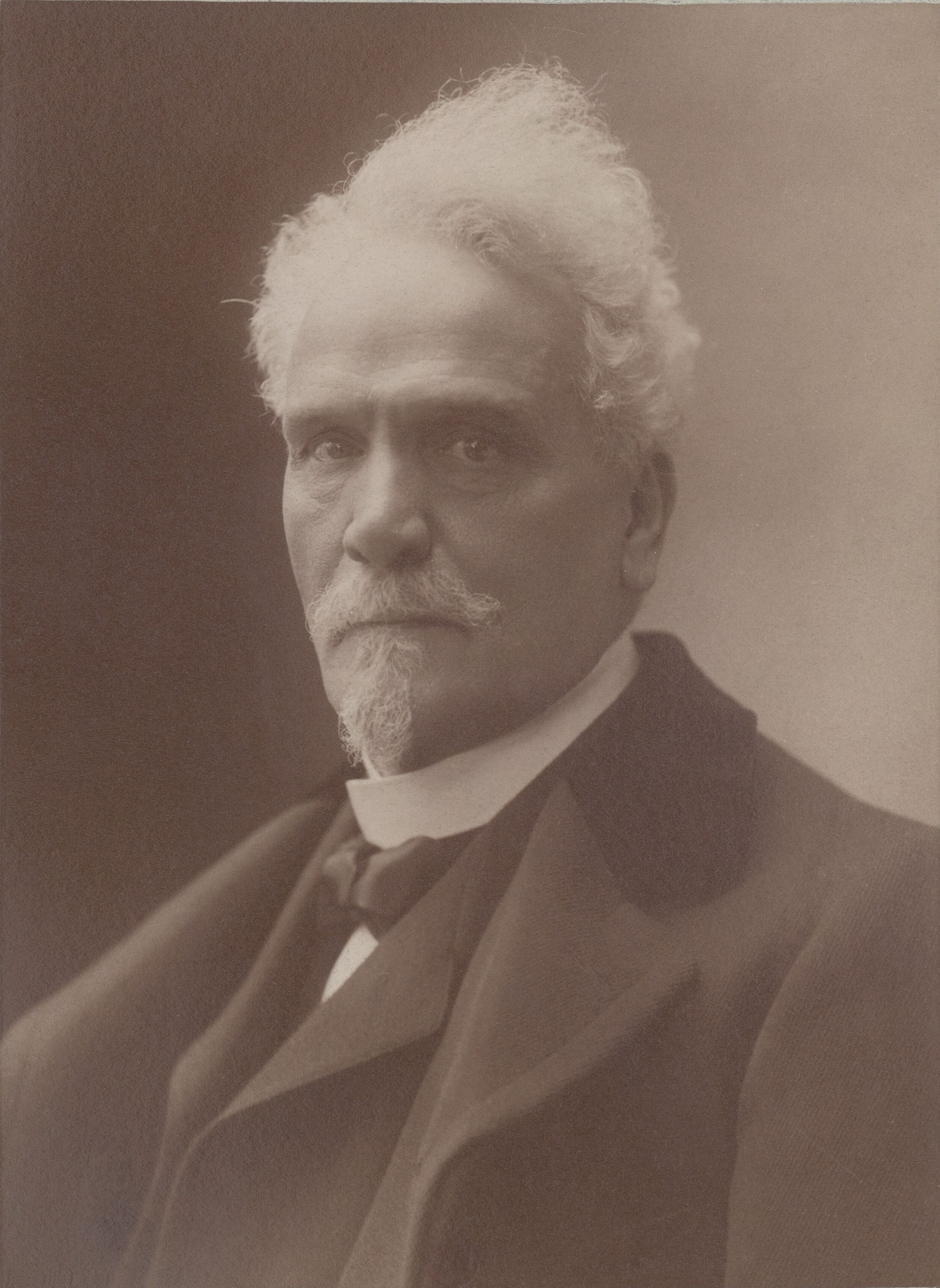
Henri Rochefort
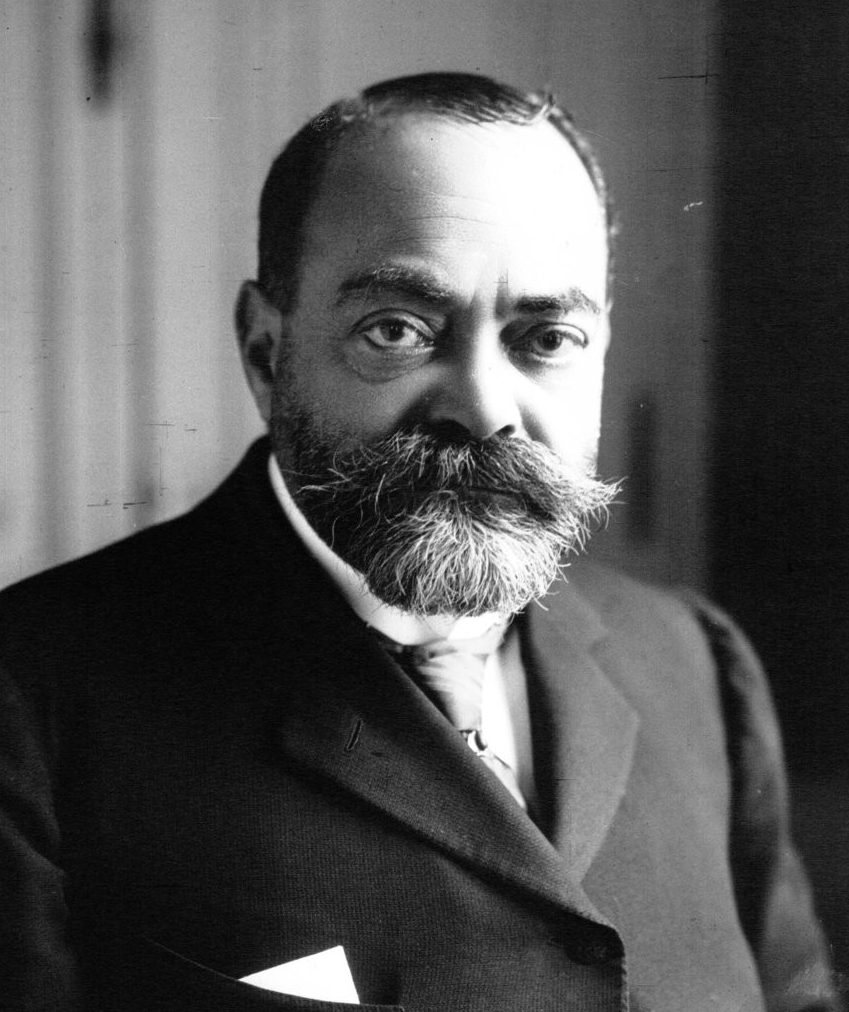
Joseph Reinach
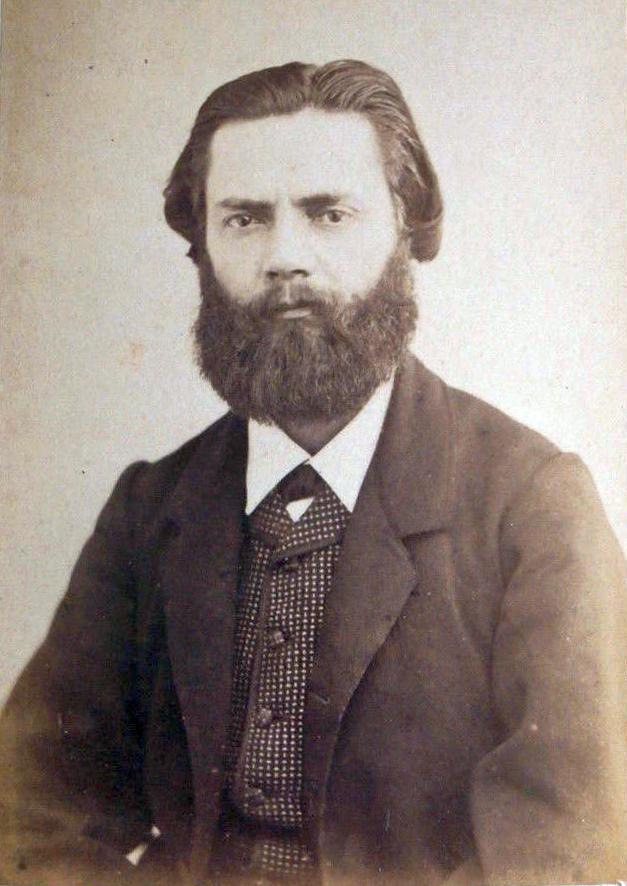
Jules Vallès
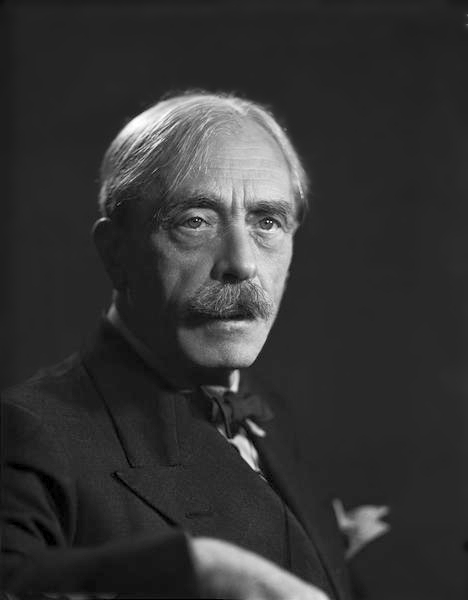
Paul Valéry
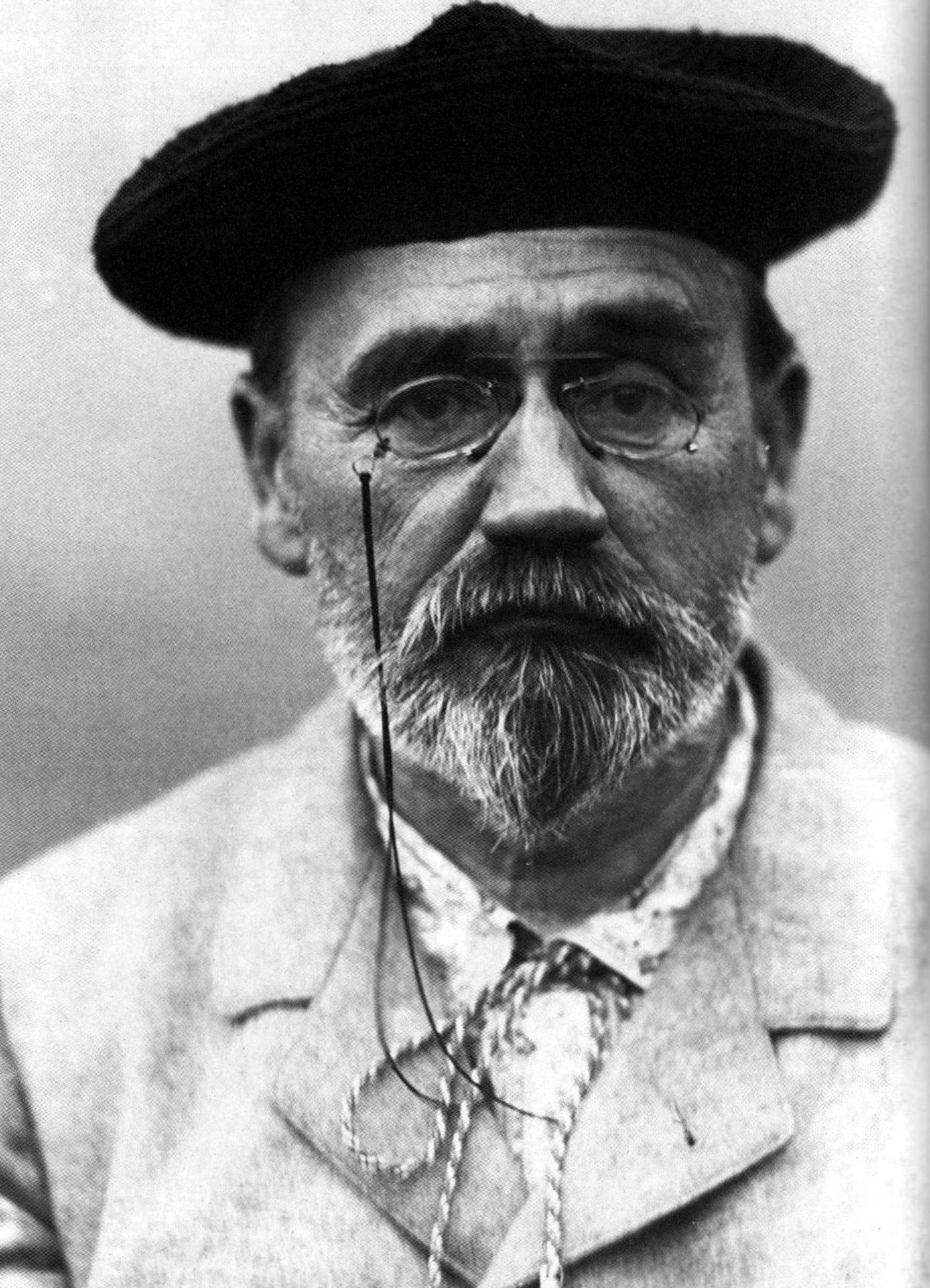
Émile Zola

### Figarotiers lauréats du prix Albert-Londres
Les journalistes du Figaro figurent parmi les plus représentés parmi les lauréats du prix Albert-Londres, récompense la plus prestigieuse du journalisme français, avec 17 lauréats depuis 1932.
- 1948 : Pierre Voisin
- 1949 : Serge Bromberger
- 1951 : Henri de Turenne pour Retour de Corée - Ed. Julliard
- 1953 : Maurice Chanteloup
- 1958 : Max Olivier-Lacamp
- 1960 : Jacques Jacquet-Francillon
- 1962 : Max Clos
- 1970 : Philippe Nourry
- 1972 : Pierre Bois
- 1975 : Thierry Desjardins
- 1982 : Christine Clerc pour Le Bonheur d'être français - Grasset
- 1986 : François Hauter
- 1991 : Patrick de Saint-Exupéry
- 2001 : Serge Michel
- 2002 : Adrien Jaulmes
- 2006 : Delphine Minoui
- 2022 : Margaux Benn

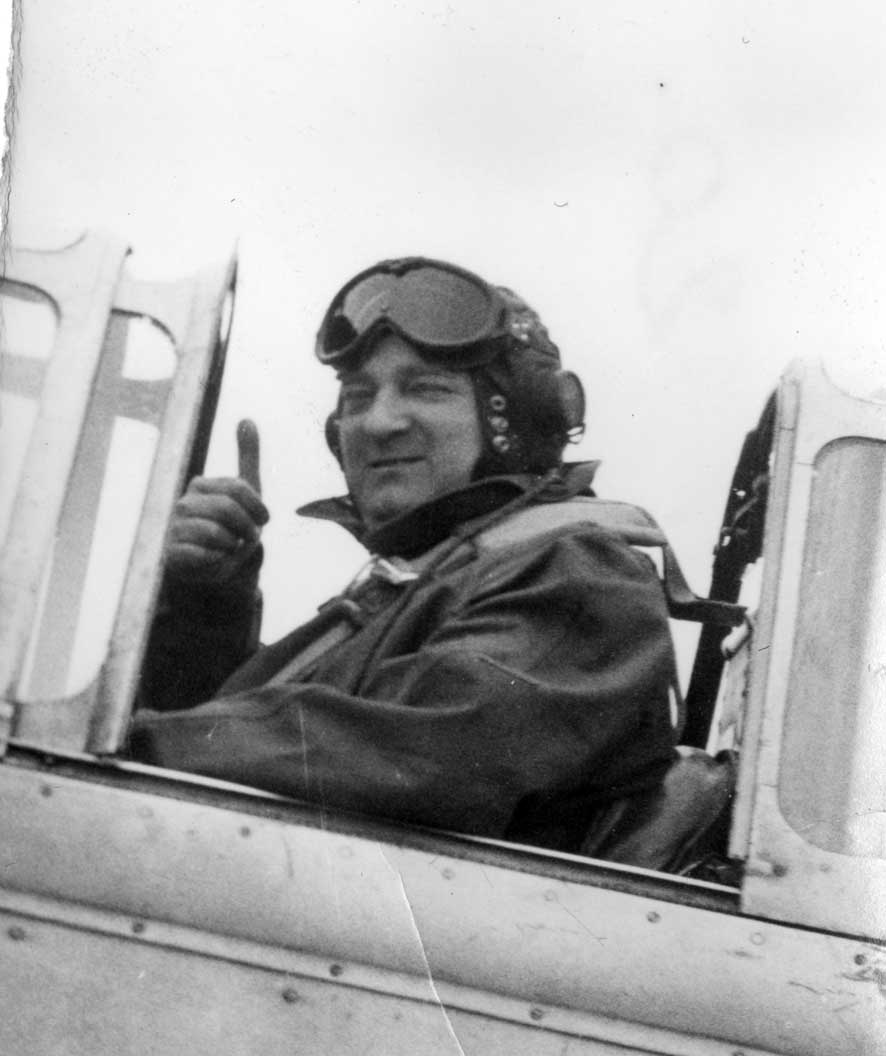
Pierre Voisin
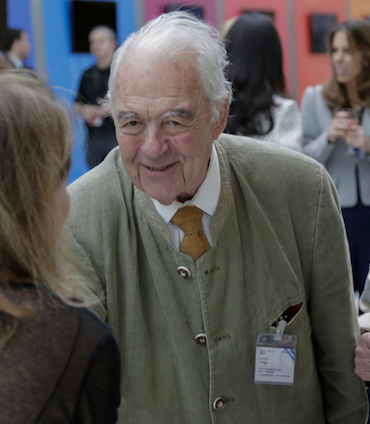
Philippe Nourry
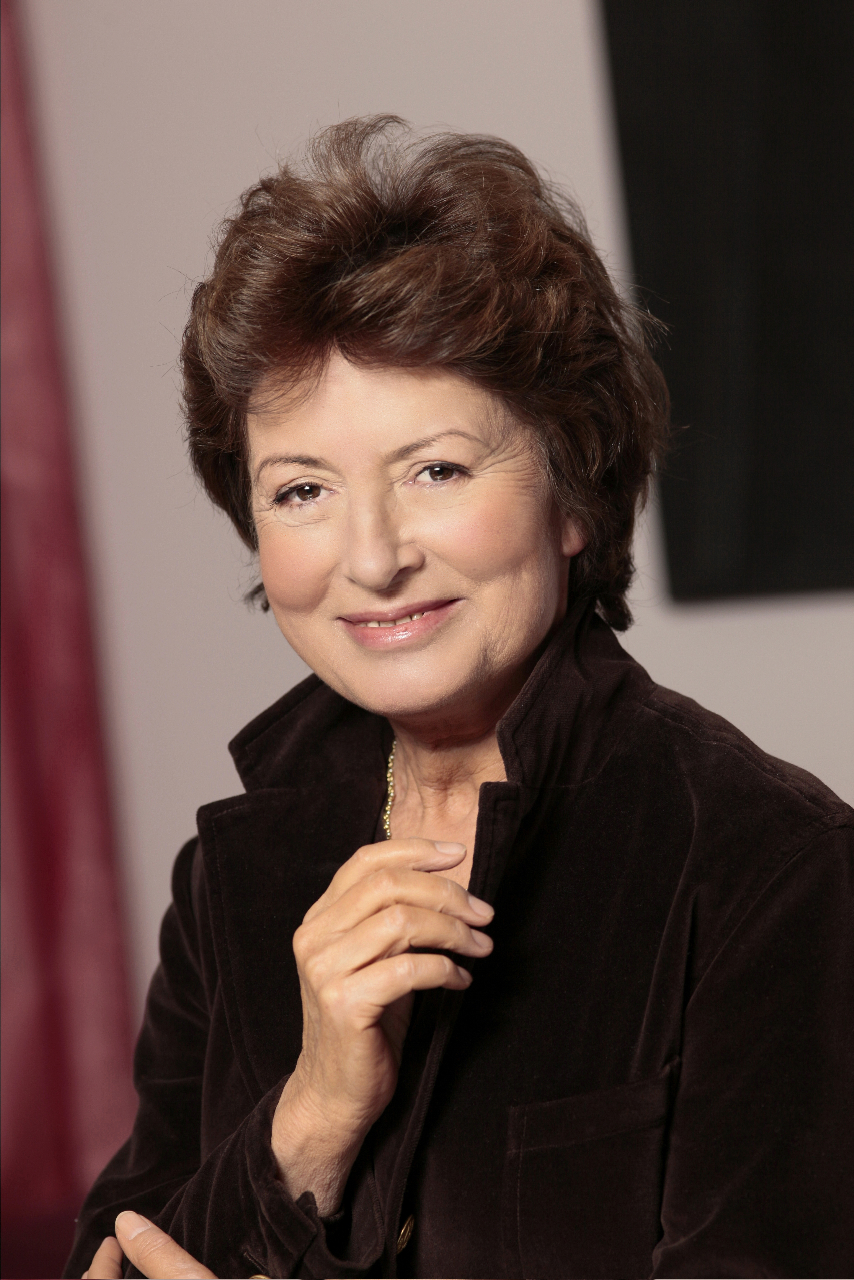
Christine Clerc
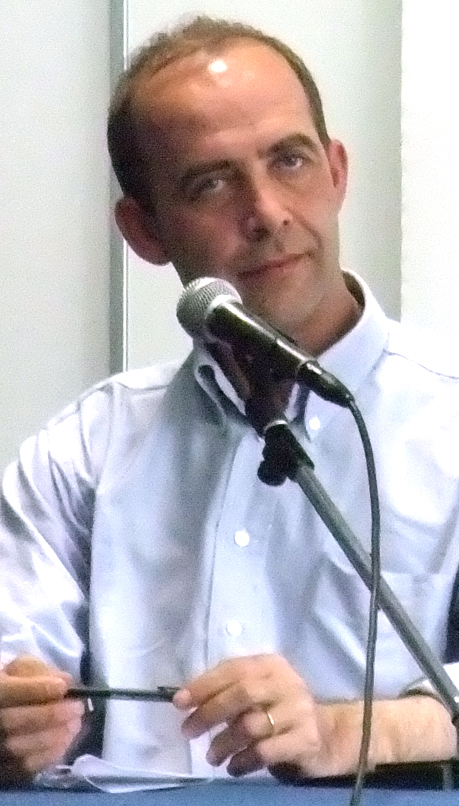
Patrick de Saint-Exupéry

#### Dessinateurs

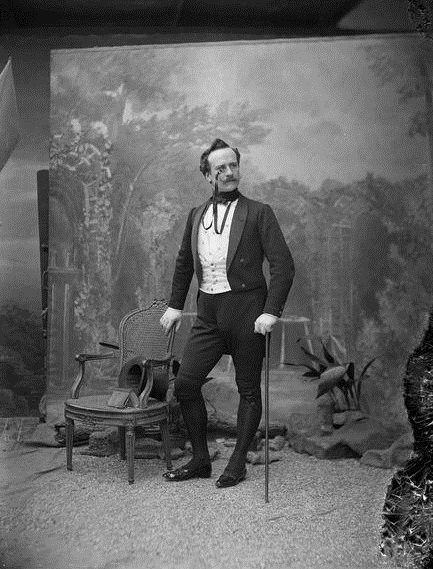
Caran d'Ache
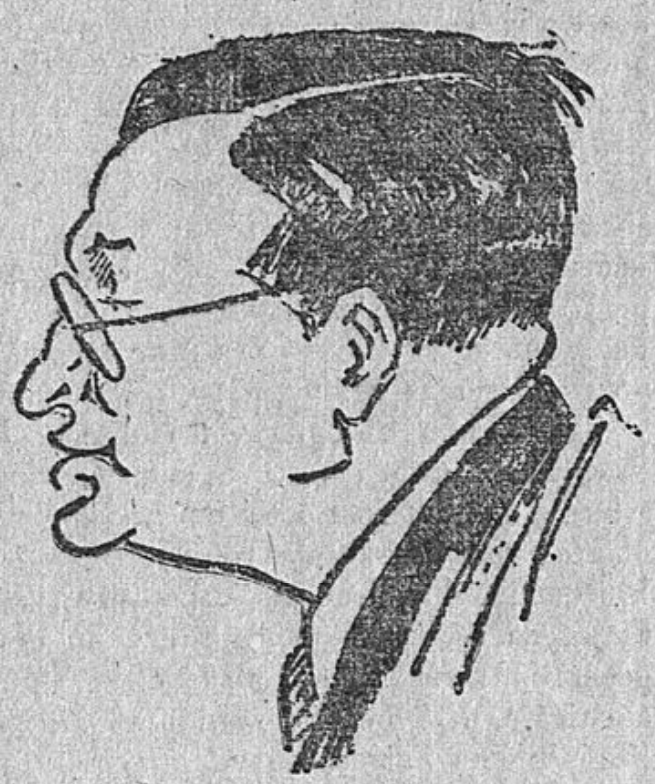
Jean Sennep
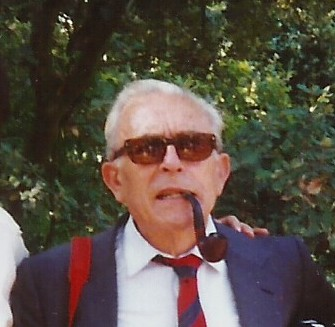
Jacques Faizant
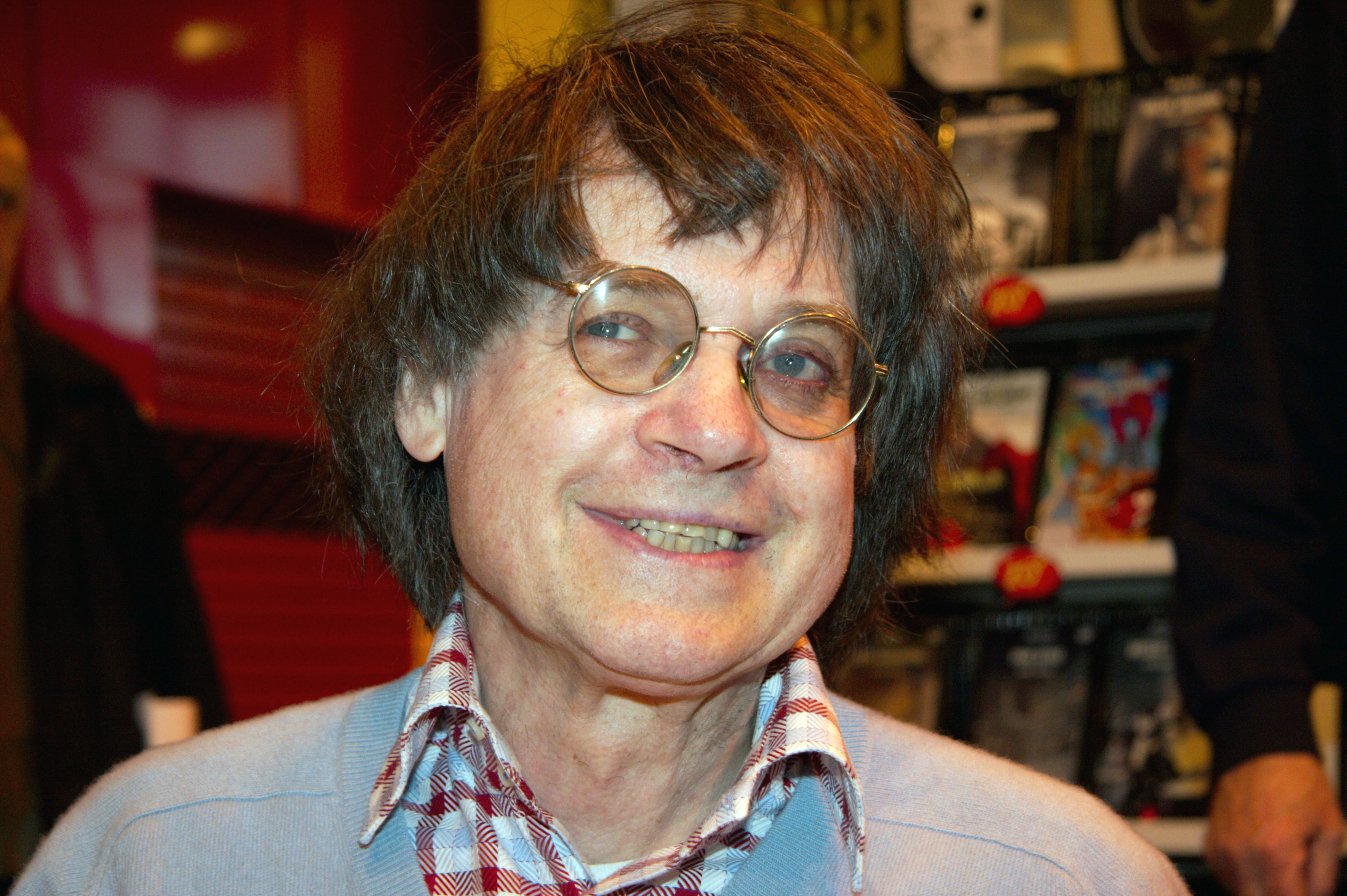
Cabu (épisodiquement)

### Sièges de la rédaction
- 1854-1859 : 48 et 55 rue Vivienne
- 1860-1863 : 21 boulevard Montmartre
- 1864 : 14 rue de la Grange-Batelière
- 1865-1874 : 3 rue Rossini
- 1875-1923 : Hôtel du Figaro, 26 rue Drouot (détruit)
- 1922-1975 : 12-14, rond-point des Champs-Élysées, Paris 8e.
- 1975-2005 : 37, rue du Louvre - Paris 2e.
- 2005-2023 : Dassault Média, 14, boulevard Haussmann, Paris 9e.
- Depuis 2023 : 23-25 rue de Provence, Paris 9e.

## Le groupe Figaro

Logo du Groupe Figaro à partir de 2009.

Le Figaro constitue le Groupe Figaro (filiale du Groupe industriel Marcel Dassault). L'ancienne société Socpresse démantelée en 2005 devient officiellement Dassault media, (Groupe Figaro) en 2011.

### Le quotidienLe Figaroet ses suppléments

Logo de la marque Figaro à partir de 2009.

Le journal est accompagné de deux supplément quotidiens : Le Figaro Économie, depuis 1984, imprimé sur papier saumon, et Le Figaro et vous, depuis 2005, consacré à la culture et à l'art de vivre.
En outre :
- L'édition du lundi est accompagnée d'un supplément au format tabloïd, Le Figaro Réussir ainsi que de 4 pages spéciales Santé depuis février 2010.
- L'édition du mardi est accompagné d'un supplément de 8 pages, New York Times
- L'édition du mercredi est en plus des quatre cahiers habituel il est composé du cahier Le Figaro Étudiant et est accompagnée en Île-de-France d'un supplément spectacles et loisirs, Le Figaroscope.
- L'édition du jeudi est accompagnée d'un supplément de 8 pages, Le Figaro Littéraire.
- Les éditions du vendredi et du samedi sont accompagnées optionnellement de suppléments plus volumineux de type magazine : Le Figaro Magazine, Madame Figaro et TV Magazine.

### Autres suppléments, rubriques et titres
- Le Figaro Patrimoine est un supplément du Figaro publié mensuellement.
- Le Figaro Étudiant, est un supplément du Figaro publié mensuellement.
- F, l'art de vivre du Figaro (préalablement Almaviva)[180] est un supplément du Figaro publié six fois par an (septembre, octobre, novembre, mars, avril, mai) depuis septembre 2015.
- Figaro plus, est un supplément thématique (sport ou autre) publié irrégulièrement ;
- Le Figaro demain[181], est un supplément publié irrégulièrement ;
- Paris Chic est un cahier d'une trentaine de pages qui propose une sélection d'articles du cahier “Et vous”, consacré à l'art de vivre et du Figaroscope, destiné aux Chinois aisés en visite à Paris.
- Le groupe Figaro relance le titre Jours de France, spécialisé sur l'actualité des célébrités et les familles royales européennes, il apparait d’abord sous forme de site internet en 2011, puis en magazine papier, édité chaque trimestres depuis le 7 août 2013[182].
- Chaque semaine, un tome des « essentiels » de l'Encyclopædia Universalis, a été vendu en supplément le mardi, le premier tome étant gratuit. Cette encyclopédie contenait 6 000 articles, 17 000 notices et 200 000 liens.

### Édition en ligne,lefigaro.fr
L'adresse du journal en ligne est lefigaro.fr depuis 1999.
En janvier 2010, lefigaro.fr s'est doté de fonctionnalités réservées aux abonnés. L’accès aux articles en archive est également payant. En septembre 2011, le quotidien lance un magazine du vin en ligne. En février 2014 est lancé FigaroVox, une plate-forme de débats d'idées,.
Le Figaro est en 2008 le premier site d'information sur Internet selon les données d'audience d'Internet publiées par Nielsen Médiamétrie/NetRatings. Le 17 novembre 2011, le site se voit attribuer une seconde fois le titre de « meilleur média sur mobile » lors des Trophées Internet Mobile 2011. En 2013, il est toujours classé comme étant le premier site de presse française en ligne. En novembre de la même année, il bat le record des 11 millions de visiteurs uniques sur un site Internet d'information français.
Le 13 avril 2015, est lancé Figaro Premium, une offre payante (9,90 par mois au départ, 15 euros à terme ; accessible gratuitement pour les abonnés du journal). Elle donne accès à tous les articles du Figaro et de ses magazines dérivés dans une version de lecture plus confortable et avec peu de publicité et ce dès 22 heures la veille au soir de la parution en papier. À ce stade, les activités numériques représentent 25 % du chiffre d'affaires du groupe et 22 % des revenus publicitaires. Diverses plates-formes sont en parallèle créées : le Scan Politique, le Scan Sport, le Scan TV, le Figaro Immobilier, le Figaro Jardin et récemment, le Scan Éco.
L'évolution du nombre d'abonnés numériques est rapide. En 2017, Le Figaro en compte 80 000, chiffre auquel il faut alors rajouter 70 000 abonnés à la fois au papier et au numérique. En 2019, il figure parmi les 50 sites les plus visités en France et compte 130 000 abonnés numériques. La barre des 200 000 abonnés au site web est franchie en novembre 2020.
Une étude réalisée début 2020 par une société de sécurité informatique indique que les données personnelles d'abonnés au site du journal ont été exposées sur un serveur non protégé. En juillet 2021, la Commission nationale de l'informatique et des libertés condamne Le Figaro à une amende de 50 000 euros pour avoir installé des cookies tiers à l'insu des utilisateurs et en violation du RGPD.

#### FigaroVox
FigaroVox est une rubrique en ligne du figaro.fr créée en 2014 par Alexis Brézet, ancien journaliste à Valeurs actuelles (de 1987 à 2000), « tenant d'une ligne très à droite », sur le conseil de Patrick Buisson. Figarovox est le prolongement sur Internet des pages « débats et opinions » du quotidien papier ; figurant sur la page d'accueil du site web du Figaro, les articles du FigaroVox accentuent le caractère politique de ce quotidien. Les journalistes qui contribuent à FigaroVox se situent au carrefour de la droite, du catholicisme pratiquant, et des « nouveaux réactionnaires ». FigaroVox est dirigé par Vincent Trémolet de Villers, qui a coécrit un livre sur La Manif pour tous (Et la France se réveilla. Enquête sur la révolution des valeurs). Il est animé par Alexandre Devecchio, ancien journaliste du site Atlantico. Il compte parmi ses collaborateurs Maxime Tandonnet, ancien conseiller pour l'immigration de Nicolas Sarkozy, ou Gilles-William Goldnadel, avocat de Patrick Buisson.
Les thèmes de prédilection de FigaroVox sont « le déclin de l’école républicaine, l'immigration mal maîtrisée, l'islam comme première menace contre l’identité nationale ».
Le FigaroVox est considéré par le sociologue Philippe Corcuff comme une rubrique « ultraconservatrice », et par le sociologue Jean-Louis Schlegel de la revue Esprit comme un lieu d'expression de « la droite de la droite » au même titre que Causeur ou Valeurs actuelles. La politologue Eszter Petronella estime que FigaroVox permet au Figaro d'« équilibrer » les positions plus modérées du quotidien papier en donnant la parole à un « journalisme identitaire et militant », et de répondre ainsi aux besoins de tous les lecteurs. Nolwenn Le Blevennec de Rue89 le décrit comme une « plateforme de la droite dure du Figaro ». La spécialiste de sciences de l'information Aurélie Olivesi souligne la proximité du « site polémique » FigaroVox et du magazine Causeur, certains journalistes ayant travaillé pour l'un et l'autre de ces médias. Selon Causeur, la rubrique ouvre ses portes à des auteurs aussi bien de gauche que de droite. D'après Nolwenn Le Blevennec, cependant, le FigaroVox est hanté par une « obsession identitaire », affiche une ligne éditoriale ultra-conservatrice et souverainiste, et demeure une plate-forme où « on peut lire le Front National dans le texte, ou lier islam et Daech ». Les personnalités de gauche, comme Gaël Brustier, Jean-Luc Mélenchon, Thomas Guénolé, y sont invitées « parfois » ou plus régulièrement comme Laurent Bouvet. Éric Zemmour et Alain Finkielkraut y sont très appréciés. Selon L'Express, parmi les auteurs invités se trouvent des libéraux et des souverainistes de gauche, mais en plus grand nombre des tenants de la « réaction conservatrice ». Ces intellectuels et polémistes utilisent l'espace d'expression offert pour y critiquer la mondialisation.
Depuis 2019, la rubrique est dirigée par Guillaume Perrault ; Alexandre Devecchio, que Le Monde situe « dans le camp des réactionnaires », en est le rédacteur en chef adjoint. En 2020, la rubrique compte six chroniqueurs réguliers, Bertille Bayart, Nicolas Baverez, Renaud Girard, Mathieu Bock-Côté, Luc Ferry, Ivan Rioufol, auxquels il faut ajouter les contributeurs invités.

### Participations et filiales
En février 2006, Le Figaro rachète le site d'information et de contenu sportif sport24.com qui gérait déjà depuis 2004 la rubrique sport du Figaro.fr ; c'est la première fois que le Figaro fit une acquisition de ce type. En mai 2007, Le Figaro achète le site culturel evene.fr, qui trouve rapidement des synergies avec Le Figaroscope, puis en juin 2007 c'est au tour de la billetterie spectacles Ticketac.com d’être acheté par le groupe. En 2008, le groupe reprend la société Météo Consult, qui comprend La Chaîne Météo et en décembre 2008, il acquiert La Banque Audiovisuelle, la société éditrice de vodeo.tv, via sa filiale The Skreenhouse Factory, dédiée à la télé et à la vidéo sur Internet. Le 18 mai 2009, il rachète Particulier et Finances Éditions, comprenant Le Particulier, Le Particulier pratique, Le Particulier Immobilier et La Lettre des Placements, ainsi qu'une trentaine de guides pratiques et le site leparticulier.fr. En septembre 2010, il reprend Adenclassifieds, après une OPA amicale ; la filiale devient Figaro Classifieds, elle regroupe notamment Cadremploi, Keljob.com, kelformation, kelstage, kelsalaire.net, CVmail, Explorimmo, CadresOnline, OpenMedia, Seminus, Microcode, achat-terrain.com. Les sites achat-terrain.com et constructeurs-maisons.com, créés en 2005, sont rachetés en septembre 2012. Campus-Channel, une plateforme vidéo pour étudiants lancée en 2011, est acquise par le Figaro Classifieds en juin 2014. En 2015, CCM Benchmark Group est racheté à 100 %, avec dans l'escarcelle des sites internet comme L'Internaute, Journal du Net, Le Journal des femmes, Droit-finances.net… L'acquisition de ces sites leader permet au Figaro de passer de la quinzième place dans le Web hors-mobile à la quatrième place, avec 24 millions de visiteurs uniques, derrière Google (41 millions), Microsoft (35 millions), et Facebook (26 millions).
- Media Figaro (ex-Publiprint, ex-Figaro médias) (régie publicitaire),
- Météo Consult et La Chaîne Météo,
- Particulier et Finances Éditions,
- Figaro Classifieds (Cadremploi, Keljob.com, Explorimmo, Propriétés Le Figaro, Le Figaro Étudiant, KelFormation, etc.)
- Marco Vasco.

### Partenariats du groupe
Le Figaro commandite la course à la voile, la Solitaire du Figaro depuis sa création en 1970.
Le journal et le Centre de recherches politiques de Sciences Po (CEVIPOF) présentent leurs « Études politiques ». Le Figaro remplace Le Monde comme partenaire de l'émission Le Grand Jury (septembre 2006).
En partenariat avec Dargaud Benelux, le journal lance en 2010 une collection en 20 tomes de XIII en édition « prestige » et une prépublication des derniers tomes de la série tout l'été de la même année dans le Figaro Magazine. Par ailleurs, le quotidien a aussi proposé un florilège de bande dessinée, de Largo Winch à Blake et Mortimer en passant par Gaston, Tintin, Lucky Luke et Spirou et Fantasio.

## Critiques et polémiques

### Accointances avec l'Académie française
En 1987, François Fossier soulignait les liens du Figaro avec l'Académie française : « Éditorialistes, critiques de théâtre, critiques musicaux, directeurs de rédaction ou aujourd'hui des deux magazines, Figaro Magazine et Figaro Madame, y ont fait et font encore leurs classes avant d'entrer, qui à l'Académie française, qui à l'Académie des Beaux-Arts. Le phénomène dépasse la simple conformité de vues entre le Figaro et l'Institut, et constitue pratiquement une tradition, au point qu'un éditorialiste récemment recalé par l'Académie a pu crier au scandale et au déni de justice. Si l'on ajoute à cela le fait que jusqu'à une date récente, de nombreuses parts du journal de trouvaient dans des portefeuilles d'académiciens, il devient évident que la collaboration entre le quai de Conti et le Figaro n'est pas uniquement de l'ordre d'une communauté d'intérêts intellectuels, mais tient plutôt du bastion bicéphale tenu en main par un groupe social dont les éléments font une sorte de va-et-vient entre les deux institutions auxquelles ils appartiennent conjointement et simultanément. Dire que les élections à l'Académie se font au Figaro est pratiquement une lapalissade, dans la mesure où l'Académie est au Figaro. »

### Affaire Serge Dassault
En mai 2016, un proche de Serge Dassault, président du Figaro, est impliqué dans une tentative d'assassinat, possiblement politique. Les juges entendent Serge Dassault comme témoin assisté. Mediapart s'étonne que cette information ne figure pas dans Le Figaro.

### Sécurité informatique
Début mai 2020, Le Figaro est accusé par la société de sécurité informatique Safety Detective d'avoir exposé sur un serveur sans aucune sécurité les données personnelles de milliers de lecteurs. Ces données impliquent des noms, des mots de passe, des courriels ou encore des adresses postales et IP pour un total de huit téraoctets de données librement accessibles car protégées par aucun code d'accès. Aucune donnée bancaire n'était en revanche présente sur ce serveur et, a priori, aucune opération malveillante n'a été réalisée à partir de ces données, selon la direction du journal. Le Figaro explique que cette fuite est due à la migration d'un serveur lors d'une opération de maintenance et, qu'une fois identifiée, elle a été très vite colmatée.

### Campagne présidentielle d’Éric Zemmour
En mai 2023, le site La Lettre A dévoile que Le Figaro a accordé des réductions significatives à la campagne présidentielle du candidat Éric Zemmour.

### Divulgation de transidentités
En juin 2023, Le Figaro publie un article de Paul Sugy qui dévoile la transidentité de personnes travaillant pour la Haute Autorité de santé (HAS), sans leur consentement, et au mépris d'une clause de confidentialité portant sur la composition de ce groupe de travail. D'après l'analyse de Rozenn Le Carboulec pour le média Arrêt sur images, cet article au ton « complotiste », soutenant que des militants trans auraient « infiltré » la HAS, entraîne en retour un dépôt de plainte de la part de la HAS ; l'existence de cette plainte est ensuite confirmée par l'Agence France-Presse.

### Couverture médiatique intensive du «wokisme»
D'après Libération en 2023, Le Figaro s'illustre par une couverture médiatique intensive du « wokisme », que Libération qualifie de concept idéologique dénonçant le militantisme progressiste. Le journal publie de nombreux articles d'opinion et des critiques de livres sur le sujet, et viserait ainsi selon Libération à fidéliser un lectorat sensible à ces thématiques. Pour Libération, la plateforme Figaro Vox et Le Figaro Magazine sont particulièrement actifs dans une bataille culturelle anti-progressiste, menée par une nouvelle génération de journalistes qui considèrent le journalisme comme un combat idéologique.

### Accusation de climato-scepticisme
Le média Arrêt sur image reproche au Figaro des articles relativisant le réchauffement climatique ou insinuant le doute sur le consensus scientifique en vigueur.

### Éditorial perçu comme favorable au Rassemblement national
Le lendemain du premier tour des élections législatives anticipées, Alexis Brézet, directeur des rédactions du Figaro, publie un éditorial perçu comme un appel au vote pour le Rassemblement national, après avoir déjà suscité des controverses avec un billet similaire sur Europe 1. « Entre Bardella et Mélenchon, qui, en conscience, voudra mettre un signe d’égalité ? Le programme du RN est certes, à bien des égards, inquiétant, mais en face : antisémitisme, islamo-gauchisme, haine de classe, hystérie fiscale. Placé, quoi qu’il en dise, sous la domination de La France insoumise [LFI], le Nouveau Front populaire est, de fait, le vecteur d’une idéologie qui consommerait le déshonneur et la ruine du pays. »
Le 13 juin, Alexis Brézet avait appelé à l'« union des droites » avec le RN, avant de revenir sur sa position.
Dans un collectif, des journalistes du Figaro demandent une explication concernant ce qui leur a semblé être « un soutien au RN sans précédent dans l’histoire du journal ».

## Diffusion

### Le lectorat
Le lectorat est majoritairement francilien (55 %) tandis que le taux de lecteurs à l’étranger ne dépasse pas les 7 %. Ces caractéristiques influencent le style de communication et pousse la rédaction à parler plus souvent des événements franciliens.
La classe moyenne, les cadres supérieurs et les petits patrons représentent l'essentiel du lectorat du Figaro. Tenant compte de l’appartenance de ce lectorat, le journal accorde plus de place aux nouveaux changements sociaux et culturels à travers les suppléments thématiques (Fig-Eco, Figaroscope, Madame Figaro, Figaro littéraire, etc.)

### Diffusion et audience
Historiquement, le titre annonce un tirage en 1866 de 56 000 exemplaires, contre un tirage maximum de 10 000 exemplaires en 1854, en tant qu’hebdomadaire. En 1928, les ventes au numéro plafonnent à 50 000, pour tomber à 15 000 en 1930, avant de se redresser à 90 000 en 1939. Le tirage atteint 400 000 exemplaires en 1948 puis passe à 500 000 en 1965. En 1981, le tirage annoncé est de 310 000, puis, en 1986-1992, le titre repasse les 400 000 lecteurs, avant de se stabiliser autour de 380 000 dans les années 1990.
Ce titre souscrit aux déclarations déposées mensuelles de l'Alliance pour les chiffres de la presse et des médias (ACPM).
La diffusion gratuite (universités, cabinets médicaux, compagnies aériennes, entreprises, etc.) est de 5 004 exemplaires en 2013. Pour comparer avec la diffusion des autres quotidiens nationaux français, voir l'article consacré à la presse en France.
Le graphique qui aurait dû être présenté ici ne peut pas être affiché car il utilise l'ancienne extension Graph, désactivée pour des questions de sécurité. Des indications pour créer un nouveau graphique avec la nouvelle extension Chart sont disponibles ici.